# Compagnie des mines de Liévin

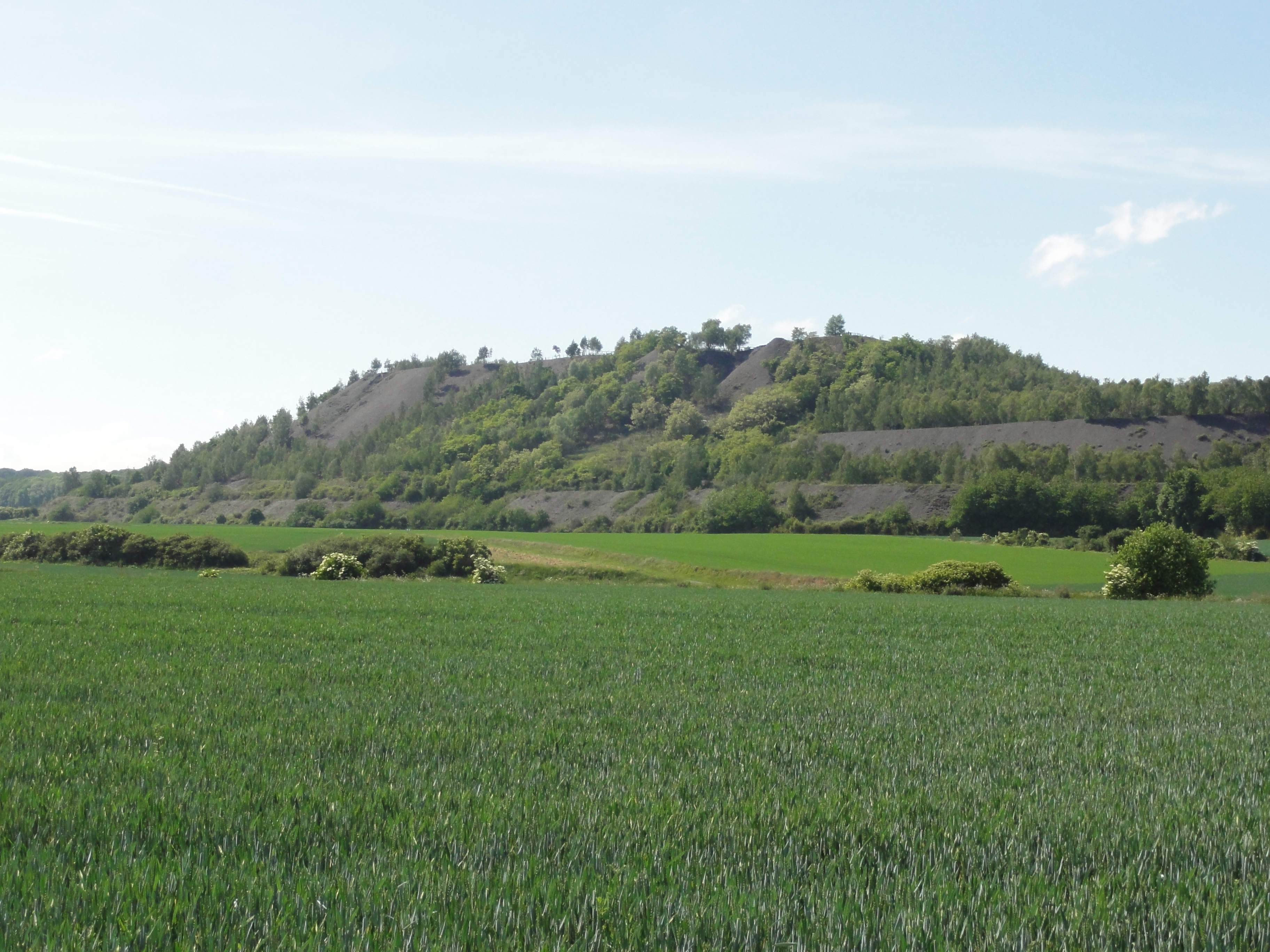
Le terril no 75, dit Pinchonvalles, à Avion.

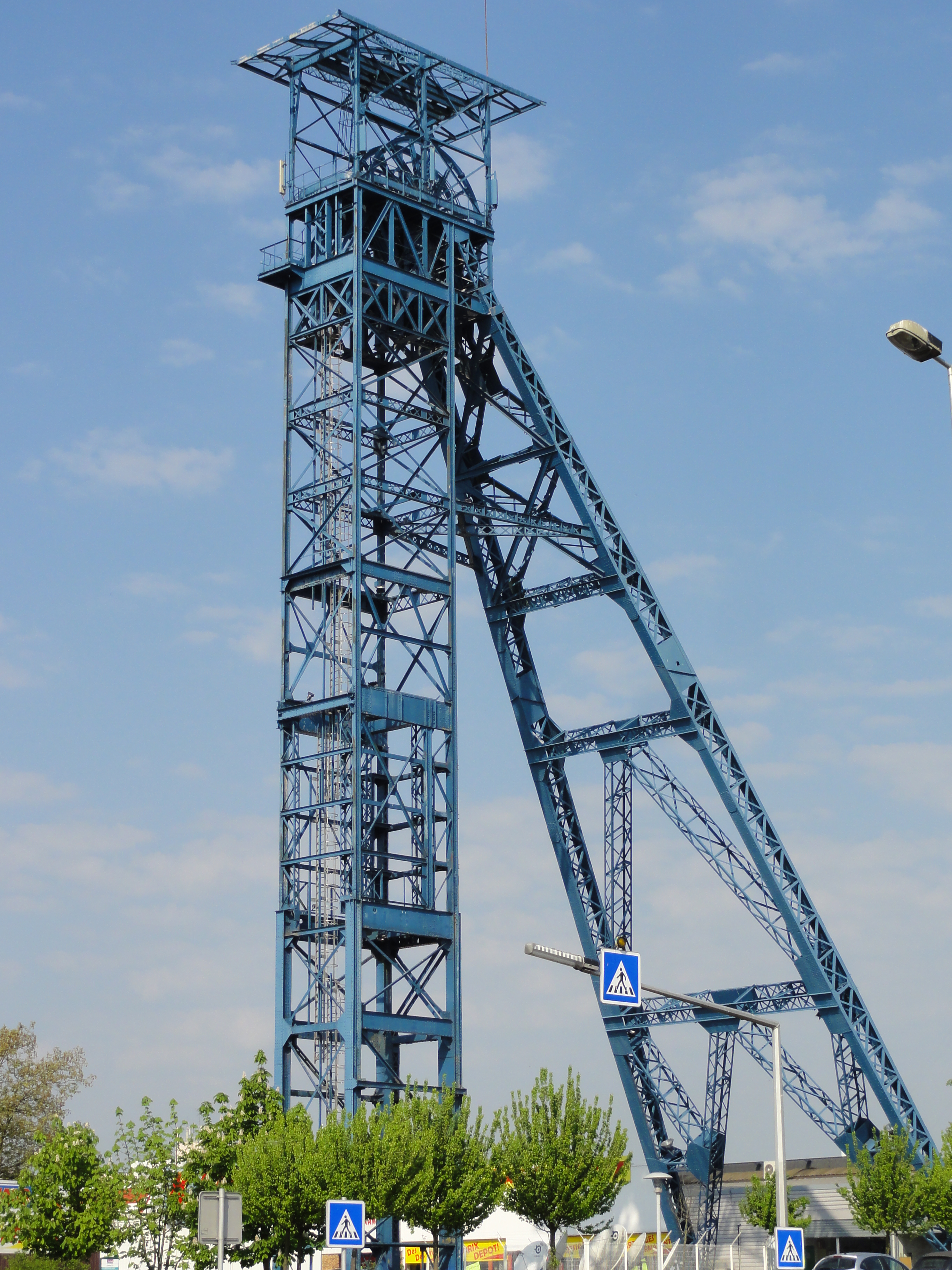
Le chevalement du puits no 1 bis, à Liévin.

La Compagnie des mines de Liévin est une compagnie minière qui a exploité la houille à Liévin, Éleu-dit-Leauwette, Avion et Angres dans le Bassin minier du Nord-Pas-de-Calais. La Société est fondée le 1er décembre 1862. Après de nombreux sondages, un puits no 1 est commencé à Liévin en 1858, et commence à produire en 1860.
La production reste cependant faible, même avec l'acquisition de la fosse, devenue fosse no 2, rachetée à la Société d'Aix. La production stagne. L'approfondissement de la fosse no 1 permet d'augmenter la production qui passe de à 67 761 tonnes en 1869 à 146 787 tonnes en 1873. Deux ans plus tard, l'extraction commence la fosse no 3 - 4 à Éleu-dit-Leauwette, plus tard nommée 3 - 3 bis. Un puits no 5, plus tard nommé no 1 bis, est ajouté à la fosse no 1. Dès lors, la production augmente considérablement et atteint 210 591 tonnes en 1878 et 285 331 tonnes en 1879. La fosse no 4 - 4 bis, établie à Avion commence à produire en janvier 1894. Cette année-là, la production est de 665 742 tonnes et la Compagnie emploie 2 418 ouvriers au fond et 601 au jour.
La fosse no 5 - 5 bis, commencée à Liévin en 1899 commence à produire en 1903 et la fosse no 6 - 6 bis est productive à partir de 1907, après trois ans de travaux. Cette année-là, 6 824 ouvriers permettent à la Compagnie de produire 1 484 000 tonnes de charbon. La production atteint à la veille de la Première Guerre mondiale 1 996 450 tonnes et la Compagnie emploie 9 695 ouvriers. Toutes les puits sont dynamités durant la guerre, à l'exception du puits no 2. Les galeries sont inondées, tout est à reconstruire. La fosse no 7 - 7 bis est commencée à Avion en 1920 et entre en production en 1923. En 1938, la Compagnie produit 1 419 545 tonnes de houille, et emploie en 1939 six mille neuf mineurs, et 2 288 ouvriers au jour. Les cités minières sont constituées de 6 543 maisons.
Après la Seconde Guerre mondiale, en 1946, la Compagnie des mines de Liévin est nationalisée et fait partie du Groupe de Liévin, qui regroupe aussi la concession de la Compagnie des mines de Vimy-Fresnoy. Tout au sud de la concession, le puits no 8 est creusé en 1948 afin d'assurer l'aérage. Les fosses nos 6 - 6 bis et 7 - 7 bis deviennent des fosses de concentration. Les derniers puits remblayés sont ceux de la fosse no 4 - 4 bis en 1988. Un des vestiges les plus connus de la Compagnie est le chevalement du puits no 1 bis, bien qu'il subsiste des sept fosses ouvertes trente-trois bâtiments, et plusieurs milliers d'habitations. Le terril de Pinchonvalles bénéficie d'une grande notoriété, et est un espace protégé.

## Historique

### Avant 1880

#### Premières recherches à Liévin
1° Jean-Baptiste Defernez

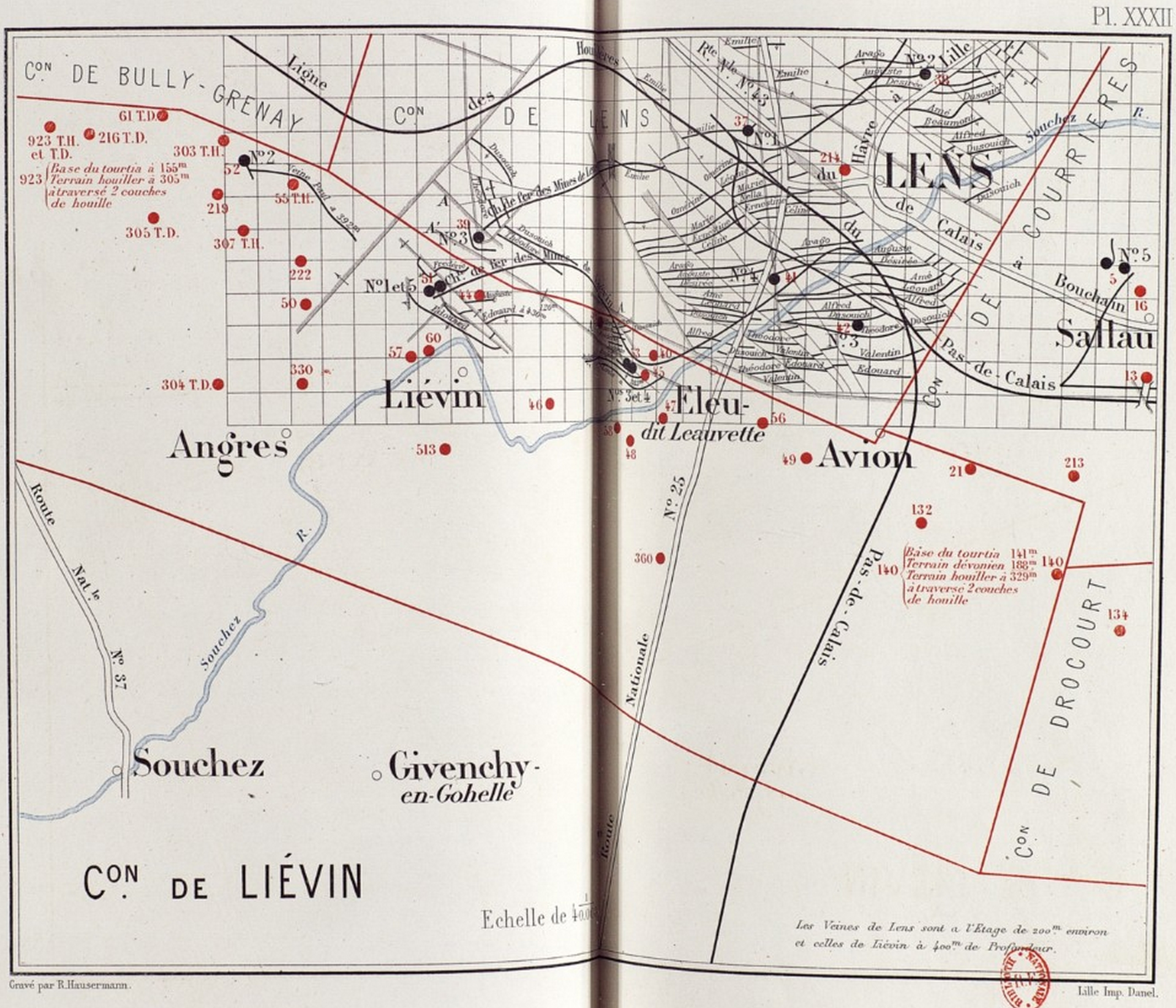
État des travaux vers 1880.

D'après une note publiée par Messieurs Defernez fils, le 26 avril 1877, sous le titre « La vérité sur l'origine des Mines de Liévin », c'est leur père, M. Defernez (Jean-Baptiste, qui a laissé son nom à une rue de la ville), ancien employé des Mines de Douchy, qui aurait eu la première pensée des recherches de houille à Liévin. En 1853, disent-ils, Defernez s'abouche avec différents personnages de la Belgique pour rechercher la houille dans le département du Pas-de-Calais. Cette tentative n'a pas pu se réaliser et a été reprise, le 8 septembre 1856, avec la coopération seule de M. Courtin. Aucune suite n'ayant été donnée à ces deux affaires pour des raisons causées par des circonstances malheureuses, un dernier projet est arrêté le 10 mars 1858 entre MM. Defernez, Courtin, etc.
Defernez est chargé de la direction des recherches, et il installe, le 28 mars 1858, un premier sondage, no 54, à Liévin, au sud de la concession de Lens. Ce sondage est abandonné, par suite d'accidents, à 124 mètres, dans la craie. Un deuxième sondage, no 55, est commencé en juin, à l'ouest du premier. Il rencontre la houille à 134,70 mètres, après avoir traversé quelques mètres de schistes bleus dévoniens. Deux autres sondages, no 56 à Avion et no 57, à Liévin, près d'un ancien sondage exécuté vers 1847 par Messieurs Mathieu, et reconnu négatif, ont commencé en 1858. Tous deux découvrent la houille, le premier après avoir traversé 43,80 mètres de schistes et calcaires dévoniens. Un cinquième sondage à Liévin, no 58, est poussé de 129 mètres à 233,94 mètres, dans les calcaires bleus dévoniens.
2° Compagnie de Lens
D'un autre côté, la Compagnie de Lens dit, dans un mémoire du 11 avril 1861 qu'en 1836, la Société de recherches Decoster-Agache, Rouzé-Mathon et Cie, dont les travaux s'étendent entre la Scarpe et la Souchez, a ouvert un sondage, no 513, à Liévin, et l'a abandonné dans les calcaires dévoniens. En 1856, une autre Société, dite d'Arras, établit un sondage, no 360, à Avion, à la Coulotte, et après une année d'efforts l'a abandonné dans le schiste rouge. Cependant, en mars 1857, la Compagnie de Lens, redoutant de voir exécuter au sud de sa concession des recherches fructueuses, semblables à celles exécutées au nord, ouvre un sondage, no 44, à Liévin, et y découvre quatre couches de houille.
Un deuxième sondage, no 45, commencé le 2 novembre 1857, à Éleu-dit-Leauwette, rencontre également deux couches de houille, qui ont été constatées en juin 1858 par le service des Mines, comme l'ont été celles du premier sondage. S'appuyant sur ces découvertes, la Compagnie de Lens demande, le 3 novembre 1857, une extension de sa concession au sud. En même temps, elle continue ses explorations, et exécute cinq autres sondages dans le nouveau périmètre demandé ; mais chacun de ces sondages rencontre le terrain dévonien. Les sieurs Deslinsel et consorts (Société du midi de Lens) font opposition à la demande de la Compagnie de Lens, et réclament eux-mêmes la concession du terrain houiller constaté, en se fondant sur l'exécution d'un sondage, no 54, qu'ils ont commencé à Liévin le 28 mars 1858, un an après l'ouverture du premier sondage de Lens, et huit mois après la rencontre du terrain houiller, et qu'ils ont abandonné dans la craie, vers cent mètres, à la suite d'accidents. La Compagnie de Lens s'empresse, pour confirmer ses titres à une extension de concession, d'ouvrir deux fosses, une à Liévin, no 3, le 28 juin 1858, et l'autre à Éleu, mais celle-ci est abandonnée à vingt mètres de profondeur, il s'agit de l'avaleresse d'Éleu. La Société Deslinsel a bien établi quatre autres sondages à Liévin, en mai et juillet 1858 ; le premier, no 55 et le troisième no 57, rencontrent le terrain houiller ; le deuxième, no 56, donne des résultats douteux et le quatrième, no 58, tombe sur le calcaire dévonien. Enfin, en décembre 1858, elle ouvrait une fosse, dite no 1.

#### Mémoire au Préfet
Pour compléter les renseignements sur l'origine des Mines de Liévin, voici l'analyse d'un mémoire que la Société de Liévin présente, en 1860, à M. le Préfet du Pas-de-Calais à l'appui de sa demande en concession : La Société houillère de Liévin a commencé ses travaux de recherches le 28 mars 1858. Sa demande en concession est du 3 avril 1858. Elle a été modifiée par une déclaration du 2 janvier 1860. La Compagnie a exécuté cinq forages, dont trois ont découvert du terrain houiller et de la houille.
Elle a commencé un puits à 500 mètres de la concession de Lens. Elle y a monté une machine de vingt chevaux pour l'extraction et une de 120 chevaux pour l'épuisement. 45 maisons d'ouvriers ont été construites. Elle a dépensé 565 000 francs.
Le mémoire combat ensuite les demandes en concurrence faites par diverses Compagnies pour obtenir la concession demandée. Lens a demandé son extension de concession le 3 novembre 1857. La Compagnie de Liévin a fait opposition à cette demande le 17 mai 1858. Au moment de l'installation des premiers travaux de la Compagnie de Liévin, le 28 mars 1858, la Compagnie de Lens a, depuis le 18 décembre 1857, fait constater la présence du charbon dans un forage no 1 (no 44), situé à 450 mètres seulement de sa concession, et elle a commencé son forage no 2 (no 45), dans lequel elle fait constater le charbon le 6 juin. À partir du mois de mars 1858, les travaux des deux Compagnies marchent concurremment. Tandis que la Compagnie de Lens, comme elle le dit et le répète dans tous ses actes signifiés, s'efforce de prouver qu'il n'existe que des bribes de charbon en dehors des terrains concédés, la Compagnie de Liévin établit un forage, no 57, à 1 150 mètres, et délimite, par ses découvertes, un périmètre exploitable que les ingénieurs fixent à 480 hectares. Ce n'est qu'après l'installation de la fosse no 1 de la Compagnie de Liévin, au commencement de 1859, que la Compagnie de Lens se décide à imprimer plus d'activité à l'une des deux fosses, no 3, qu'elle a ouverte. Toutefois, la rencontre du charbon a eu lieu presque en même temps dans les puits des deux compagnies. Quant à la Compagnie de Béthune, qui demande une extension de sa concession sur les terrains sollicités par la Compagnie de Liévin, elle invoque un sondage exécuté en 1855, bien loin de Liévin, entre Aix et Bouvignies, sondage qui n'a aucun rapport avec le terrain qu'elle sollicite alors. Elle a bien ouvert, en mai 1858, un sondage, no 219, qui a trouvé le terrain houiller ; mais ce sondage est postérieur de quelques jours au sondage no 2 (no 55) de la Compagnie de Liévin. Enfin, la Compagnie d'Aix-Noulette demande aussi la concession d'une partie des terrains explorés par la Compagnie de Liévin. Elle a bien fait deux sondages, nos 303 et 61, mais placés dans la limite déjà déterminée par les deux sondages de Liévin, no 55, et de Béthune, no 219. Bien plus, elle a débauché pour entreprendre ses forages le maître-sondeur de la Compagnie de Liévin, qui a exécuté le forage no 2 de Liévin. Ni les sondages qu'invoque la Compagnie d'Aix, ni la fosse d'Aix qu'elle a entreprise, n'ont donc leur raison d'être.
En résumé, des nombreux mémoires et rapports produits dans l'instruction des diverses demandes en concession des terrains situés au sud des concessions de Lens et de Bully-Grenay, il résulte que c'est à la Compagnie de Lens qu'appartient la priorité des recherches et des découvertes faites à Liévin ; que la Compagnie de Lens-Midi, plus tard Société de Liévin, n'a commencé ses premiers travaux qu'une année après la Compagnie de Lens ; que la Compagnie de Béthune (Bully-Grenay) a commencé un sondage fructueux au sud de sa concession, peu de jours après le commencement des premiers travaux de la Compagnie de Liévin ; et que la Compagnie d'Aix-Noulettes n'a établi ses sondages positifs que plus d'un an après les découvertes faites par la Compagnie de Liévin, et dans les limites de la formation houillère déjà déterminées par les sondages de cette dernière Compagnie.

#### Concession

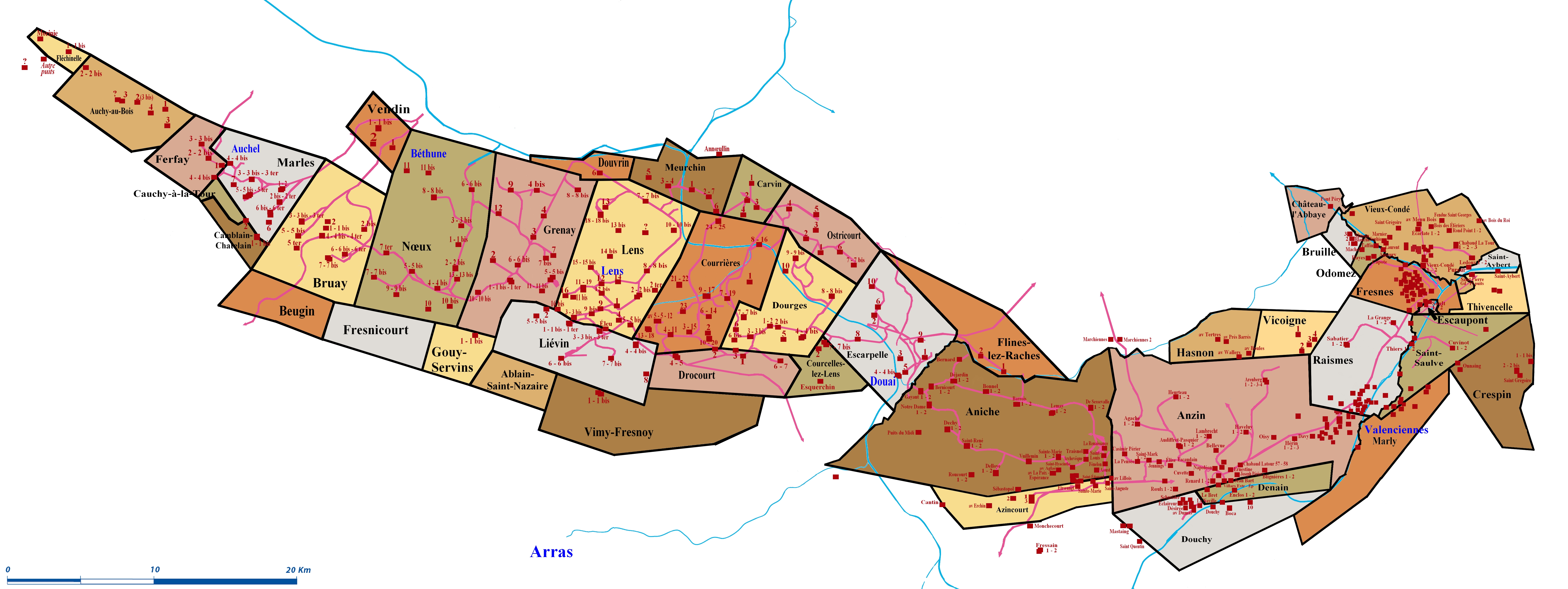
La concession de Liévin parmi celles du bassin minier hors Boulonnais.

On vient de voir les prétentions que faisaient valoir les divers explorateurs du midi de la concession de Lens. Il est statué par deux décrets du 15 septembre 1862, sur ces diverses compétitions. Une extension de concession de 51 hectares a été accordée à la Compagnie de Lens, de manière à lui conserver sa fosse no 3. La Compagnie de Liévin a reçu une concession s'étendant sur 761 hectares.
Les Compagnies de Béthune et d'Aix ont complètement été évincées. Plus tard, à la suite de nouvelles explorations, la Compagnie de Liévin obtient, par décret du 2 février 1874, une extension de concession de 683 hectares. L'exécution d'un sondage fructueux, no 923, à Bully, fait accorder à la Compagnie, par décret du 21 juin 1877, une deuxième extension de 606 hectares. Enfin, les constatations et découvertes opérées par le sondage de la Compagnie de Liévin, à Méricourt, no 140, ont donné lieu à une troisième extension de 931 hectares accordée par décret du 24 mai 1880. La superficie de la concession de Liévin est de 2 981 hectares. Cette concession comprend tous les gisements houillers situés au sud de la concession de Lens tout entière, de la concession de Grenay pour moitié environ, et de la concession de Courrières pour près d'un tiers.

#### Indemnité à la Société d'Aix
La demande en concession de la Société d'Aix contre la Compagnie de Liévin, pour l'établissement de deux concessions distinctes sur les terrains situés au midi des concessions de Lens et de Grenay, où vient d'être constatée la présence de la formation houillère, a donné lieu à des débats circonstanciés. La demande de la Société d'Aix a été complètement écartée, et le décret du 15 septembre 1862 instituant la concession de Liévin, ne lui accorde même aucune indemnité pour la fosse d'Aix qu'elle a creusée, outillée et mise en exploitation. La Société d'Aix réclame devant le Conseil de préfecture, en 1864, une indemnité de la Compagnie de Liévin de 1 237 500 francs, importance des sommes qu'elle a dépensées, dit-elle, en travaux utiles. Cette indemnité a été fixée, après expertise et débats, par jugement du 4 novembre 1865, à 143 455,84 francs.
Le Conseil d'État, devant lequel la Société d'Aix s'est pourvue, ratifie ce jugement par décision du 26 décembre 1867. À la suite de ces décisions, intervient, le 15 février 1868, une convention entre la Compagnie de Liévin et la Société d'Aix, qui met la première en possession de la fosse d'Aix, moyennant paiement d'une somme de 237 997,94 francs comprenant non seulement l'indemnité fixée par les jugements administratifs, mais encore quelques frais de sondages, l'entretien des travaux et les intérêts depuis l'introduction de l'instance.

#### Constitution de la Société d'exploitation
La Société de recherches de Liévin se compose de 23 parts et demie, sur chacune desquelles il est appelé successivement en 1858 2 500 francs, en dix versements, de mars 1859 à juin 1860, 20 000 francs, en quatre versements, d'août 1860 à juillet 1861, 7 000 francs, et en deux versements, en juillet et octobre 1861, 3 000 francs, soit un ensemble de 32 500 francs.
Après l'obtention de la concession, la Société de recherches se transforme en Société d'exploitation par acte du 1er décembre 1862, et arrête les statuts analysés ci-dessous. La Société est civile. Elle conserve le nom de Société houillère de Liévin. La Société est divisée en 2 916 actions de 1 000 francs, dont les versements sont déterminés par le conseil d'administration. Les actions sont nominatives ou au porteur, au choix des propriétaires. Aucune solidarité n'existe entre les associés, qui ne peuvent, à quelque titre que ce soit, être tenus au-delà du nombre d'actions dont ils sont propriétaires. La Société est régie par un conseil d'administration composé de sept membres nommés par l'assemblée générale, et qui doivent posséder chacun au moins quinze actions nominatives, qui seront déposées au siège de la Société et inaliénables pendant la durée des fonctions de leurs propriétaires.
Les membres du Conseil sont nommés pour sept ans. Ils sont renouvelables par septième d'année en année. Le conseil d'administration représente légalement la Société. Il peut conférer à un ou plusieurs de ses membres des pouvoirs permanents pour les affaires courantes, pour la surveillance des travaux, des achats et de la comptabilité. Le comité de vérification des comptes est composé de trois membres, possédant chacun au moins dix actions. Il est renouvelé par tiers, chaque année, et par l'assemblée générale. Le directeur reçoit tous ses pouvoirs du conseil d'administration. L'assemblée générale se réunit à Douai, le premier jeudi du mois d'octobre de chaque année. Pour faire partie de l'assemblée générale, il faut posséder au moins cinq actions. Cinq actions donnent droit à une voix. Une même personne ne peut avoir plus de cinq voix. Le 30 juin de chaque année, les écritures sont arrêtées et les comptes, bilan et inventaires, sont dressés par les soins du directeur qui les soumet à l'examen du conseil d'administration et du comité de surveillance, pour être ensuite communiqués à l'assemblée générale.
Aux 23 parts et demi primitives de la Société de recherches sont venues s'ajouter trois parts et demi libérées qui ont été attribuées aux personnes qui ont dirigé les travaux, de sorte qu'au moment de la constitution de la Société d'exploitation le nombre de parts est de 27, qui reçoivent chacune 108 actions dans la nouvelle Société, soit en totalité les 2 916 actions formant le fonds social.

#### Versements des actions
Lors de la constitution de la Société d'exploitation, le 1er décembre 1862, il a été dépensé 915 770,02 francs dont 75 510,98 francs pour les forages, 643 504,78 francs pour le creusement de la fosse no 1, la construction des bâtiments, l'installation, le coût des machines... et 196 754,26 francs pour les acquisitions de terrains et les constructions de maisons d'ouvriers.
Cette dépense correspond à 33 917,40 francs par action de la Société de recherches, et à 314 francs par action de la Société d'exploitation. Par décision de l'assemblée générale du 3 décembre 1867 il a été appelé, en 1868 et 1869, par chaque action 300 francs. Le total des versements sur les actions est de 614 francs. Antérieurement, le 11 janvier 1866, la Société a provoqué un prêt de 100 francs par action, produisant intérêt à 7 %. La somme versée atteint 211 000 francs. Elle a été remboursée, avec les intérêts capitalisés, en janvier 1872, au moyen d'une conversion en obligations de 300 francs à 6 % dont l'émission a été décidée. Dans l'assemblée générale du 1er décembre 1878, un actionnaire fait la proposition d'un appel de fonds de 1 400 francs par action, soit en totalité 4 012 400 francs pour effectuer le remboursement de la dette, mais cette proposition n'a pas été adoptée.

#### Travaux

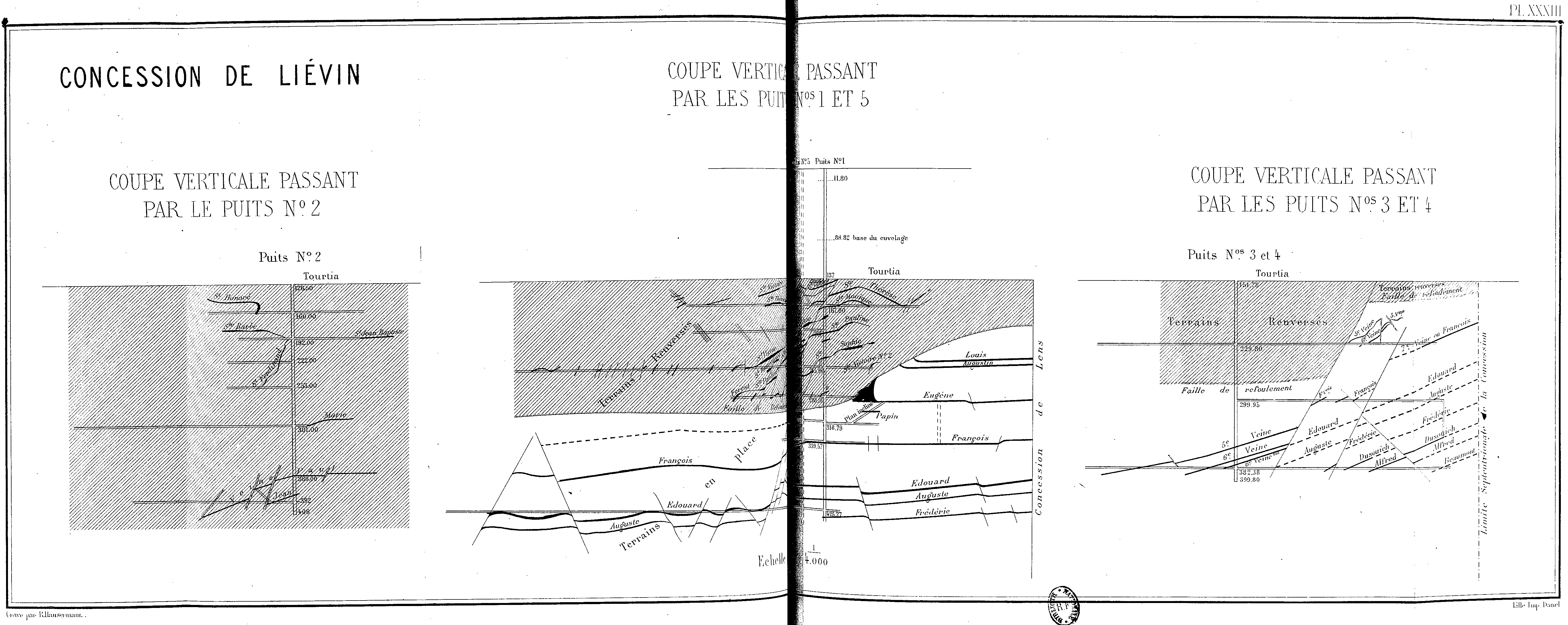
Coupe verticale via les puits.

Une première fosse, no 1, a été ouverte à la fin de 1858. Elle rencontre le terrain houiller à 137 mètres, puis plusieurs couches de houille renversées et très brouillées, dans lesquelles on commence, en 1860, une exploitation peu productive. Jusqu'en 1866, l'extraction ne dépassa pas annuellement 20 000 à 27 000 tonnes. Cette fosse a été approfondie et atteint les belles couches connues par la fosse no 3 de Lens, en place et régulières. Alors l'exploitation devient fructueuse. Une autre fosse, no 2, a été ouverte à l'ouest, en 1859, par la Société d'Aix, qui dispute à la Compagnie de Liévin la concession du terrain houiller reconnu au sud des limites de la concession de Lens.
La Société d'Aix ayant été évincée, la Compagnie de Liévin lui rachète sa fosse en 1868. Comme la première fosse de Liévin, la fosse d'Aix n'a rencontré que des veines renversées et brouillées, leur exploitation n'a donné aucun résultat. Elle n'en a pas donné davantage entre les mains de la Compagnie de Liévin, qui y a suspendu en 1876 tous travaux, sauf l'exécution d'une galerie destinée à la relier à la fosse no 1. En 1872 est commencé, à 2 000 mètres à l'est de cette fosse, l'établissement d'un troisième et puissant siège d'exploitation composé de deux puits jumeaux, nos 3 et 4, de 3,65 mètres de diamètre utile, creusés par le système Kind-Chaudron. L'un de ces puits entre en exploitation en 1876, et l'autre creusé à la profondeur de 383 mètres, n'est installé à la surface que quelques années plus tard, il sert pour le moment à l'aérage. La fosse no 1 a été doublée par le creusement, en 1874, d'un deuxième puits, no 5, foncé également par le système Kind-Chaudron, et sur lequel ont été installés de puissants moyens d'extraction. La Compagnie de Liévin, avec ses deux sièges à puits jumeaux, fortement outillés, est arrivée à produire déjà en 1879, 285 331 tonnes, et elle pense pouvoir augmenter considérablement ce chiffre d'extraction. L'extraction de l'année 1880 atteint 350 000 tonnes.

#### Gisement

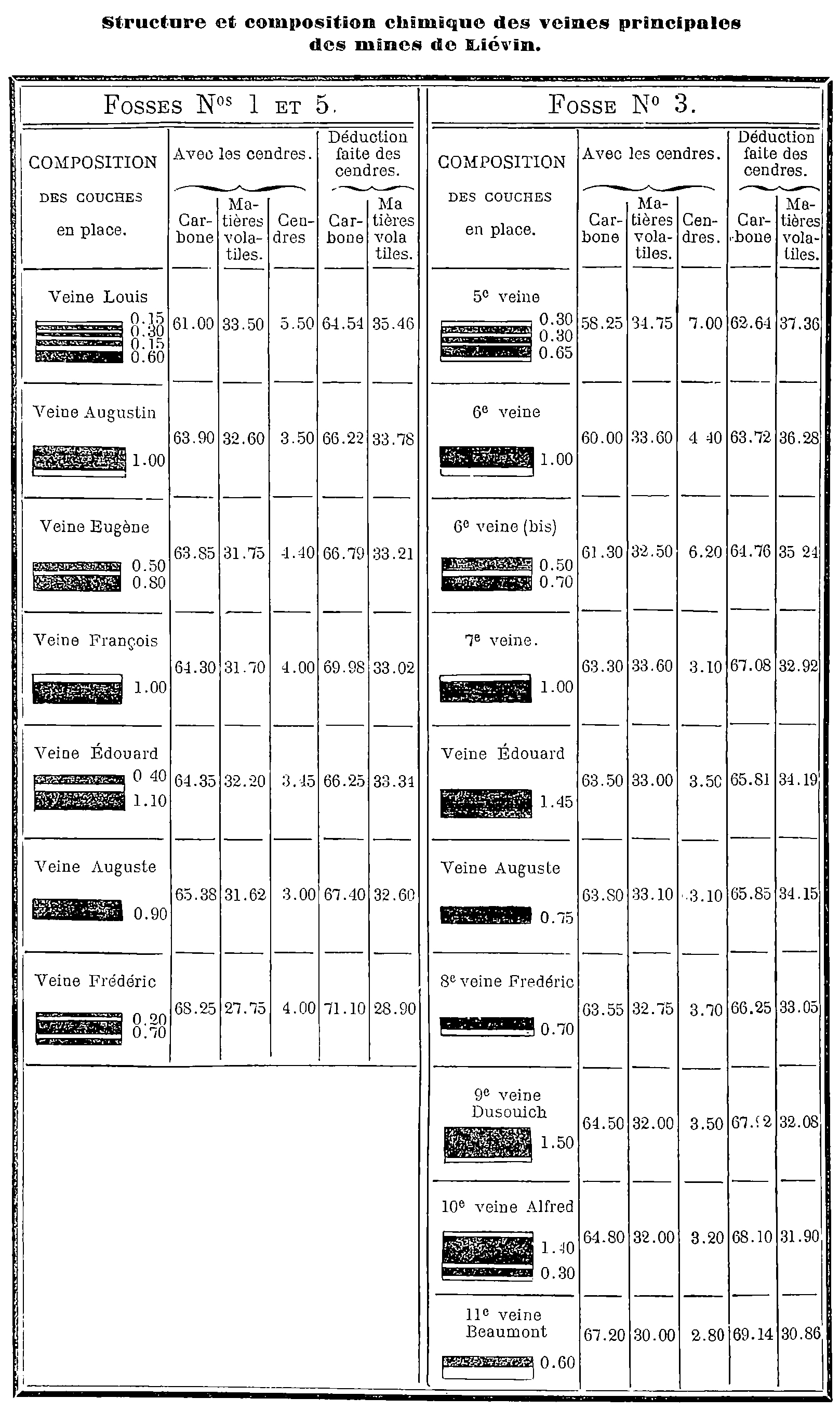
Veines recoupées par les fosses nos 1 - 5 et 3.

La concession de Liévin s'étend au sud de la concession de Lens, et d'une partie des concessions de Courrières et de Bully-Grenay. Son étendue est de 2 981 hectares. Ses trois sièges d'extraction sont situés à une faible distance de la limite commune à ces concessions, de sorte que ses travaux ne s'étendent que sur une partie restreinte de son périmètre. La plus grande partie de la concession est donc inexplorée, et le terrain houiller, s'il existe dans cette partie, recouvert par des terrains anciens, doit se trouver à une grande profondeur.
La formation tertiaire et crétacée à Liévin ne présente qu'une épaisseur de 130 à 150 mètres. Elle est moyennement aquifère, et sa traversée par les puits n'offre pas de difficultés sérieuses. La partie supérieure du terrain houiller a subi de grandes perturbations géologiques : elle est en allure renversée sur une profondeur variable et ne renferme que des couches irrégulières d'un charbon à longue flamme, tenant de 35 à 36 % de matières volatiles.
Une grande faille, formant avec l'horizon un angle jusqu'ici mal déterminé, mais qui doit être faible, sépare ces terrains renversés des terrains véritablement en place, dont la direction est sensiblement, comme dans la concession de Lens, de l'est à l'ouest. L'inclinaison de ces terrains varie de 6 à 15 et 20°. La grande faille dont il vient d'être question est coupée elle-même par d'autres accidents qui modifient son allure. Un de ces accidents entre autres refoule cette faille à l'ouest des puits nos 1 et 5 jusqu'à une profondeur inconnue, mais qui dépasse certainement 400 mètres, puisque la fosse no 2 exploite encore à 392 mètres des terrains renversés, alors que les terrains en place apparaissent aux puits nos 1 - 5 et 3 - 4 à 300 mètres seulement. Dans l'état actuel des travaux, on peut considérer trois parties distinctes sur la superficie de la concession :
- Une région à l'ouest des puits nos 1 - 5 où les terrains renversés règnent sur une profondeur dépassant 400 mètres sûrement, et dans laquelle se trouve la fosse no 2[D 11] ;
- Une région centrale où se trouvent les puits nos 1 - 5 et 3 - 4 et où les terrains renversés n'atteignent pas 300 mètres. Les terrains en place rencontrés au-dessous sont réguliers et renferment des couches nombreuses dont la puissance et la composition sont indiquées plus loin. Ces couches forment la partie supérieure du faisceau de Lens, qui doit passer très probablement en grande partie dans la concession de Liévin[D 11] ;
- Une région est tout à fait vierge de travaux à partir de 500 mètres à l'est des nos 3 - 4, mais qui correspond aux exploitations des fosses nos 4 et 5 de la concession de Lens[D 11].

Le tableau ci-après donne la puissance et la composition des dix couches alors connues et exploitées à Liévin. Les exploitations des fosses nos 1 - 5 et no 3 sont encore séparées en direction par un intervalle d'environ 700 mètres, traversé par plusieurs failles. Cependant la similitude de composition et l'allure générale du gisement font présumer que la concordance des couches existe comme l'indique le tableau ci-après et les coupes verticales.
Ainsi, on connait à Liévin dix couches en place dont l'épaisseur totale en charbon est de 11,15 mètres. Leur puissance varie de 60 centimètres à 1,70 mètre, et est en moyenne de 1,115 mètre. Ces couches, sauf la première, sont toutes exploitées dans la concession de Lens, où quelques-unes sont cependant désignées sous des noms différents. La composition de la houille de Liévin varie suivant les couches de 37,36 % à 28,90 % de matières volatiles, cendres déduites. Les couches supérieures, ainsi que cela a lieu dans le bassin, sont les plus gazeuses. Les chiffres donnés dans le tableau précédent indiquent que, pour la même veine, la quantité de matières volatiles va en diminuant vers l'ouest, dans une proportion de 2 à 3 %.

#### Production
La première fosse de Liévin, ouverte fin 1858, entre en exploitation en 1860. Mais l'extraction y est, jusqu'en 1868, peu importante, à cause de l'irrégularité des veines renversées qui ont alors été rencontrées. Ainsi la production est de 4 068 tonnes en 1860, 18 793 tonnes en 1861, 25 365 tonnes en 1862, 13 091 tonnes en 1863, 20 457 tonnes en 1864, 22 943 tonnes en 1865, 21 833 tonnes en 1866, 34 638 tonnes en 1867 et 37 051 tonnes en 1868, soit un cumul de 204 239 tonnes sur la période. Pendant les deux dernières années, l'extraction de la fosse no 2, ou d'Aix, rachetée par la Compagnie de Liévin, figure dans les chiffres de production.
La fosse no 1 approfondie rencontre les veines de Lens dans leur véritable position, et l'extraction s'y développe largement. Elle s'élève à 67 761 tonnes en 1869, 75 987 tonnes en 1870, 90 950 tonnes en 1871, 127 214 tonnes en 1872, 146 787 tonnes en 1873, 158 982 tonnes en 1874, 158 921 tonnes en 1875, 146 901 tonnes en 1876 et 157 985 tonnes en 1877, soit un cumul de 1 131 491 tonnes sur la période. La mise en exploitation du siège no 3 - 4, et celle du deuxième puits du siège no 1 - 5, font arriver l'extraction à 210 591 tonnes en 1878 et à 285 331 tonnes en 1879, soit un cumul de 495 922 tonnes pour ces deux années. La production totale depuis l'origine est de 1 831 652 tonnes.

#### Prix de revient

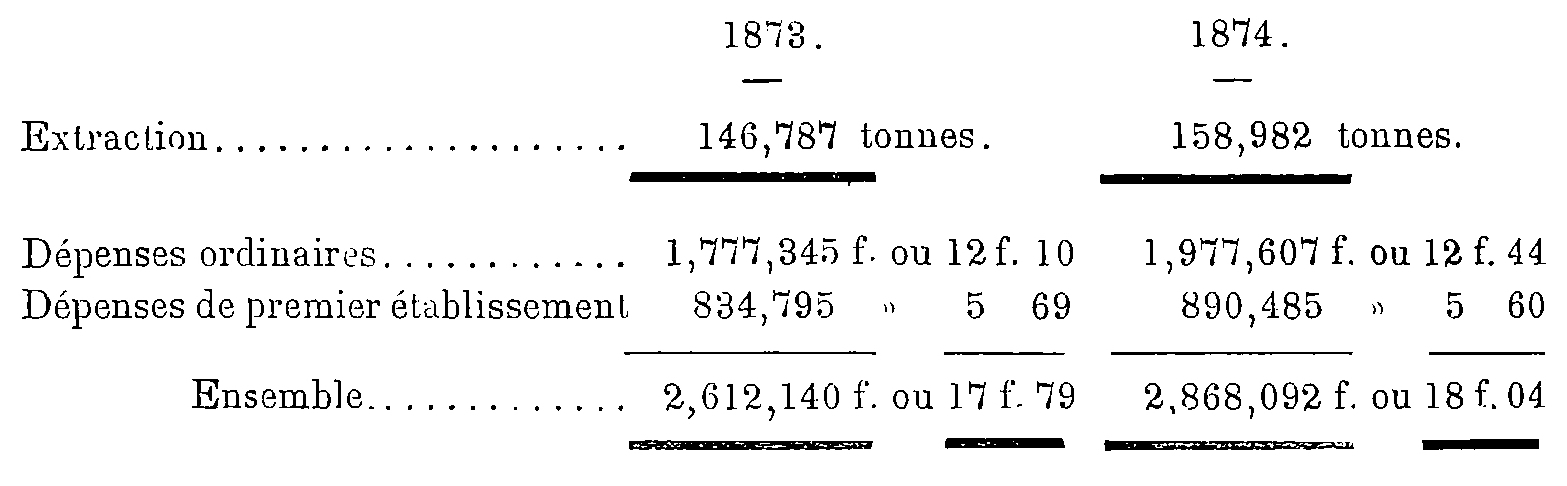
Prix de revient en 1873 et 1874.

D'après les états de redevance, l'exploitation de Liévin s'est effectuée dans les conditions suivantes en 1873 et 1874. Le chiffre des dépenses de premier établissement est élevé pendant ces deux dernières années ou la Compagnie de Liévin exécute le creusement et l'installation de deux nouveaux puits. Quant au prix de revient proprement dit, 12,10 francs et 12,44 francs par tonne, il est aussi élevé ; mais il faut se rappeler qu'à cette époque, les prix de vente sont très hauts, les ouvriers rares et payés très cher, et qu'on sacrifie l'économie à la condition de produire le plus possible.
Le prix de revient est même plus élevé en 1874-75 et en 1875-76, par les mêmes motifs. Il atteint quinze francs et 16,70 francs, dit-on. En 1877-78, il redescend à douze francs, et il n'est pas douteux que ce prix soit ensuite notablement inférieur, la production ayant beaucoup augmenté et l'exploitation n'ayant lieu que dans les belles et puissantes couches en place rencontrées en profondeur.

#### Prix de vente

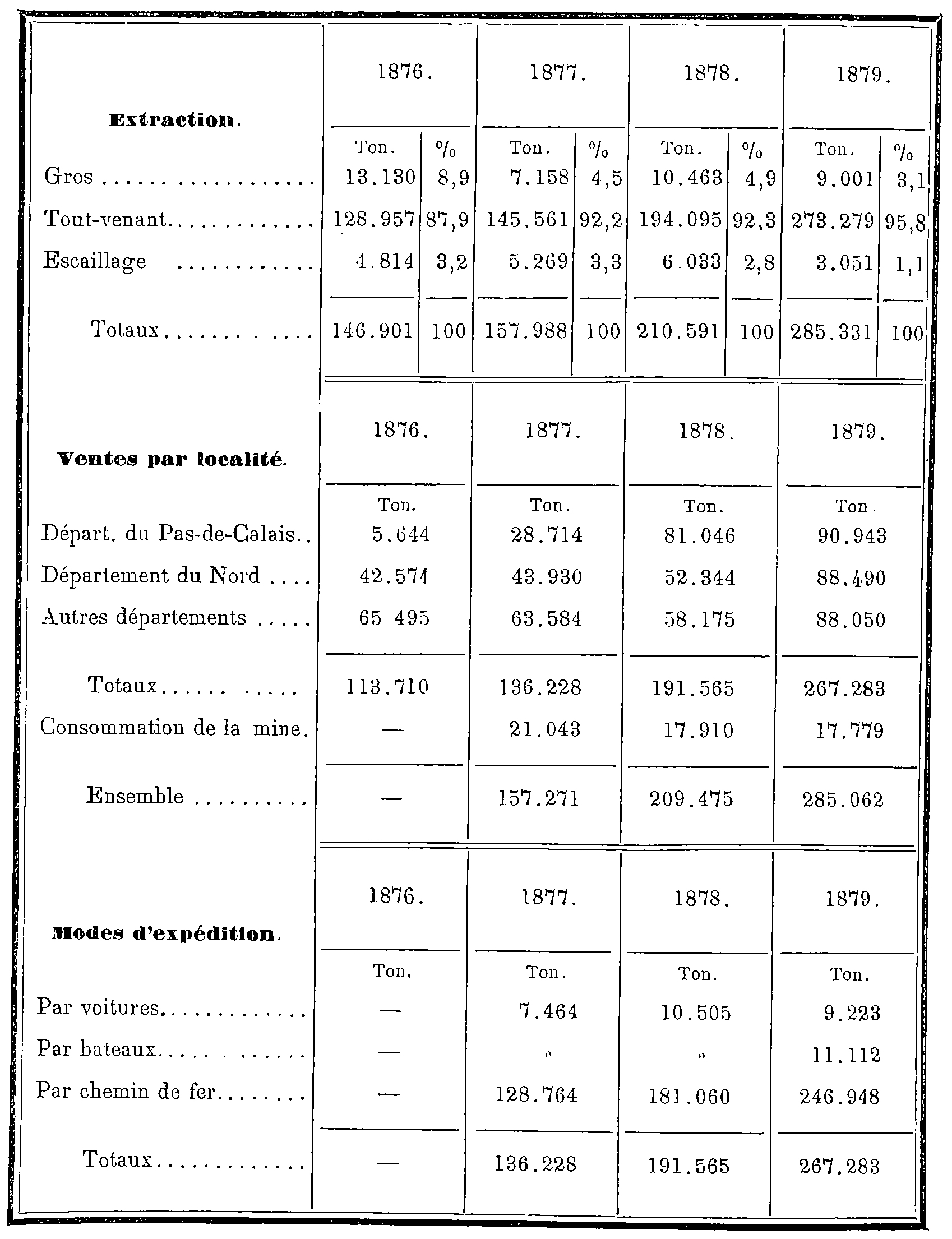
Renseignements concernant la vente.

Les charbons de Liévin sont des charbons gras, gazeux, d'une bonne composition, et qui se vendent bien et facilement. En 1862, la production est faible, et le prix moyen de vente atteint 14,89 francs la tonne. Avec l'augmentation de la production et les difficultés de l'écoulement il descend à 12,92 francs en 1867 et 11,88 francs en 1871. La hausse générale des houilles après la guerre fait monter le prix moyen de vente de Liévin à quinze francs en 1872, 20,50 francs en 1873 et 20,50 francs en 1874. Il est encore de 19,82 francs en 1876. Mais il descend à 14,09 francs en 1877, 13,11 francs en 1878 et 11,96 francs en 1879. Les prix ci-dessus sont fournis par les rapports des Ingénieurs des Mines. Les rapports du conseil d'administration aux assemblées générales donnent pour prix moyen de vente 1,78 francs l'hectolitre soit 20,94 francs la tonne pendant l'exercice 1875-76, 14,037 francs la tonne pour l'exercice 1876-77 et 13,80 francs la tonne pour l'exercice 1877-78.
Voici les indications que fournissent les rapports des Ingénieurs sur la composition, les lieux de vente et les modes d'expédition des houilles de Liévin.
La Compagnie de Liévin a commencé seulement en 1879 à expédier des houilles par bateaux. Elle les embarque à Pont-de-la-Deûle, près de Douai, où elle les envoie par le chemin de fer du Nord, au tarif de 1,40 franc par tonne.

#### Matériel et installations diverses
Les puits nos 1 et 2 ont quatre mètres de diamètre. Ils sont cuvelés en bois de chêne dans le niveau. Les trois autres puits, foncés par le procédé Kind-Chaudron, ont 3,65 mètres de diamètre utile. Ils sont cuvelés en fonte.
Tous ces puits sont guidés en bois de chêne. Les travaux donnent peu d'eau. On l'extrait la nuit au moyen de caisses en tôle de dix hectolitres, placées dans les cages, sauf au puits no 5 où l'on remplace les cages par des tonnes guidées de quarante hectolitres, avec déversement automatique. L'aérage s'opère par des ventilateurs Guibal de grand diamètre. Un puissant compresseur d'air a été établi au puits no 1, et un plus petit au no 2. Ils ont servi à des traînages mécaniques à chaîne flottante dans des exploitations en vallée. Vers 1880, celui du no 1 fait fonctionner deux perforations mécaniques. Le perforateur employé est le Ferroux avec avancement automatique ; l'affût est du type Mercier. On a appliqué à Liévin le système d'approfondissement des puits sous stoc, de l'invention de M. Lisbet, pendant qu'il était ingénieur de la Compagnie.
Des ateliers sont érigés près de la fosse no 1 ; ils renferment une scierie et les outils nécessaires pour la réparation du matériel. Au même endroit se trouvent les magasins d'approvisionnement et les bureaux. Les quatre machines d'extraction montées sur les puits de Liévin présentent ensemble une force nominale de 830 chevaux. L'une d'elles, celle du puits no 5, est de 400 chevaux. Le compresseur à air installé sur les puits nos 1 - 5 est de la force de 200 chevaux.

#### Chemin de fer
Les deux sièges importants d'exploitation de Liévin sont reliés entre eux et à la gare de Lens par un chemin de fer de cinq kilomètres, desservi par trois locomotives, dont une seule fonctionne sur la ligne. La fosse no 2 communique au siège no 1 par un chemin de fer à petite voie de 2 500 mètres de longueur.
La Compagnie envoie par wagons à la gare de la Deûle, près de Douai, les houilles qu'elle expédie par bateaux. Mais cet état de choses n'est que provisoire, car il est question de créer un canal de Lens à la Deûle, à construire au frais de l'État, mais avec une large subvention de la part des intéressés dont les principaux seraient la Société de Liévin et la ville de Lens. Le projet de ce canal, dont le devis s'élève à environ 1 500 000 francs a été soumis à l'enquête d'utilité publique au mois d'août 1880.

#### Dividendes
De 1858 à 1869, l'exploitation de Liévin non seulement ne donne pas de bénéfices, mais elle ne couvre pas ses frais. Ce n'est qu'à partir de 1869 qu'elle fournit des résultats, faibles d'abord, mais qui s'élèvent dans les quatre exercices de 1872-73 à 1875-76, grâce au haut prix de vente des houilles, à des chiffres importants. Aussi la Société répartit trois dividendes de 100 francs par action sur l'exercice 1873-74, 125 francs par actions sur les exercices 1874-75 et 1875-76.
Les deux exercices 1876-77 et 1877-78 donnent de très médiocres résultats, surtout avec les charges d'intérêt et de remboursement des obligations, et il n'est pas distribué de dividendes. Mais l'extraction se développant dans une large mesure, l'exercice 1878-79 procure un bénéfice important, qui s'accroît notablement en 1879-80 et permet de distribuer, sur ce dernier exercice, un quatrième dividende de 75 francs par action. Ce bénéfice est d'environ 6 % du capital dépensé en 1878-79, et 9 % en 1879-80.

#### Valeur des actions
La Société de recherches se compose de 27 parts, qui ont été transformées en 2 916 actions de la société d'exploitation en 1862 ; que ces dernières actions ont contribué dans les dépenses alors effectuées pour 314 francs. Ces actions se vendent 700 francs en 1863. Elles tombaient en mars 1864 à 600 francs. En 1868 et 1869, il est appelé 300 francs par action, ce qui porte le versement de chacune d'elles à 614 francs. Ces actions se vendent en 1868 à 730 francs. Mais leur valeur s'élève en 1870 et 1871 à 1 500 et 1 600 francs.
L'engouement pour les actions de mines qui se produit à la suite de la hausse du prix des houilles, fait monter les actions de Liévin à 2 550 francs en juillet 1872, 5 000 francs en septembre et décembre 1873, 8 950 francs en août 1874, 9 962 francs en décembre 1874, 13 380 francs en mars 1875 et 13 995 francs en juin 1875. Ce dernier prix est le maximum qu'elles aient atteint. Elles redescendent à 10 465 francs en janvier 1876, 6 450 francs en juillet 1876, 4 635 francs en janvier 1877, 4 400 francs en janvier 1878 et 3 300 francs en juin 1878. Elles remontent à 4 525 francs en janvier 1879, 5 425 francs en décembre 1879 et 6 485 francs en février 1880, et restent en moyenne à 6 500 francs pendant toute l'année 1880.

#### Emprunts
En même temps qu'elle arrête la constitution de la société d'exploitation, l'assemblée générale du 1er décembre 1862 émet un premier emprunt de 550 000 francs, représenté par 2 200 obligations de 250 francs, portant intérêt à 6,25 % et remboursables au pair en quinze années à partir du 1er janvier 1873.
L'exploitation de la fosse no 1 est longtemps improductive ; l'achat de la fosse de la Société d'Aix, et la nécessité d'y exécuter des travaux dispendieux, obligent la Société de Liévin à recourir une seconde fois à l'emprunt en 1869. Il est émis alors 3 000 obligations de 300 francs portant intérêt à 6 %, remboursables au pair en quinze années à partir du 1er janvier 1874, avec faculté pour l'assemblée générale de déterminer la quantité à rembourser chaque année, soit un emprunt de 900 000 francs.
À la fin de 1871, la Société songe à ouvrir un nouveau siège d'exploitation, no 3. Pour faire face aux dépenses de cette création, elle émet un troisième emprunt de 900 000 francs en 3 000 obligations de 300 francs, portant intérêt à 6 % et remboursables au pair à partir de 1877, la quotité à rembourser chaque année devant être déterminée par l'assemblée générale. Le prêt de 100 francs par action consenti par les actionnaires en vertu de la décision du 11 janvier 1866, dont il a été parlé ci-devant, est converti en obligations de ce troisième emprunt.
Les grandes installations faites au sièges nos 1 - 5 et 3 - 4 obligent la Compagnie à recourir de nouveau à l'emprunt à la fin de 1877. Il est émis 2 000 obligations de 500 francs, portant intérêt à 6 % et remboursables au pair à partir du ler avril 1866, avec faculté pour l'assemblée générale de déterminer le nombre d'obligations à rembourser chaque année, soit un emprunt de 1 000 000 francs. Le total des emprunts en obligations est de 3 350 000 francs. Sur ces emprunts, la Société a remboursé au 30 juin 1880, par des prélèvements sur ses bénéfices, 900 000 francs. À cette date, il reste à rembourser 2 450 000 francs. Mais indépendamment des emprunts ci-dessus relatés, la Compagnie a en compte courant une dette non consolidée qui s'élève au 30 juin 1880, à 1 633 000 francs. Le total de la dette est de 4 083 000 francs.
L'assemblée générale du 28 octobre 1880 a décidé la conversion de trois millions de sa dette, composés du solde de ses trois premiers emprunts et des sommes dues en comptes courants. Elle a créé à cet effet 6 000 obligations de 500 francs chacune, remboursables au pair, en trente annuités, par voie de tirage au sort, et productives d'intérêts à 5 % l'an payables les 1er juillet et 1er janvier. Les tirages se feront conformément à un tableau d'amortissement qui permet la libération complète en capital et intérêts au moyen de trente annuités de 195 000 francs en moyenne, l'assemblée générale se réservant le droit d'augmenter le nombre des obligations à tirer annuellement au sort.
À partir du 1er janvier 1881, la dette se compose donc de 2 000 obligations de 500 francs chacune du 4e emprunt soit 1 000 000 francs et 6 000 obligations trentenaires de 500 francs chacune soit 3 000 000 francs, soit un total de 4 000 000 francs.

#### Dépenses faites
Depuis sa création jusqu'au 30 juin 1880, la Société de Liévin a immobilisé dans sa houillère 10 068 570,31 francs, dont 6 651 067,94 francs pour les fosses, les bâtiments, les terrains, les machines et le matériel, 766 207,10 francs pour le chemin de fer, les locomotives et les wagons, 2 651 205,27 francs pour les maisons de direction, d'employés, d'ouvriers, les écoles, et leurs terrains. 
La production des Mines de Liévin a été en 1879 de 285 331 tonnes, Ainsi, le capital immobilisé représente plus de 35 francs par tonne, ou trois millions et demi par cent mille tonnes extraites. Il est vrai que les conditions actuelles de son exploitation permettent à la Société de Liévin d'augmenter notablement son extraction de 1879. Mais si l'on considère que cette augmentation exigera encore de nouvelles et importantes dépenses ; que le chiffre d'immobilisation repris ci-dessus ne comprend pas de fonds de roulement, on est amené à conclure qu'à Liévin, comme du reste dans la plupart des houillères du Nord et du Pas-de-Calais, le capital engagé restera d'environ 35 francs par tonne extraite. Il a été fait face aux dépenses par les ressources suivantes : 1 190 570,02 francs au titre des versements des actions et les emprunts. Le solde à rembourser le 30 juin 1880 est de 4 083 000 francs. Ainsi que les prélèvements sur les bénéfices annuels soit 4 195 000,29 francs. L'ensemble est de 10 068 510,31 francs. De 1858 à 1869, la Société n'a réalisé aucun bénéfice. À partir de 1869, les bénéfices ont été entièrement consacrés aux travaux, sauf quatre répartitions de dividendes s'élevant ensemble à 425 francs par action.

#### Ouvriers et salaires

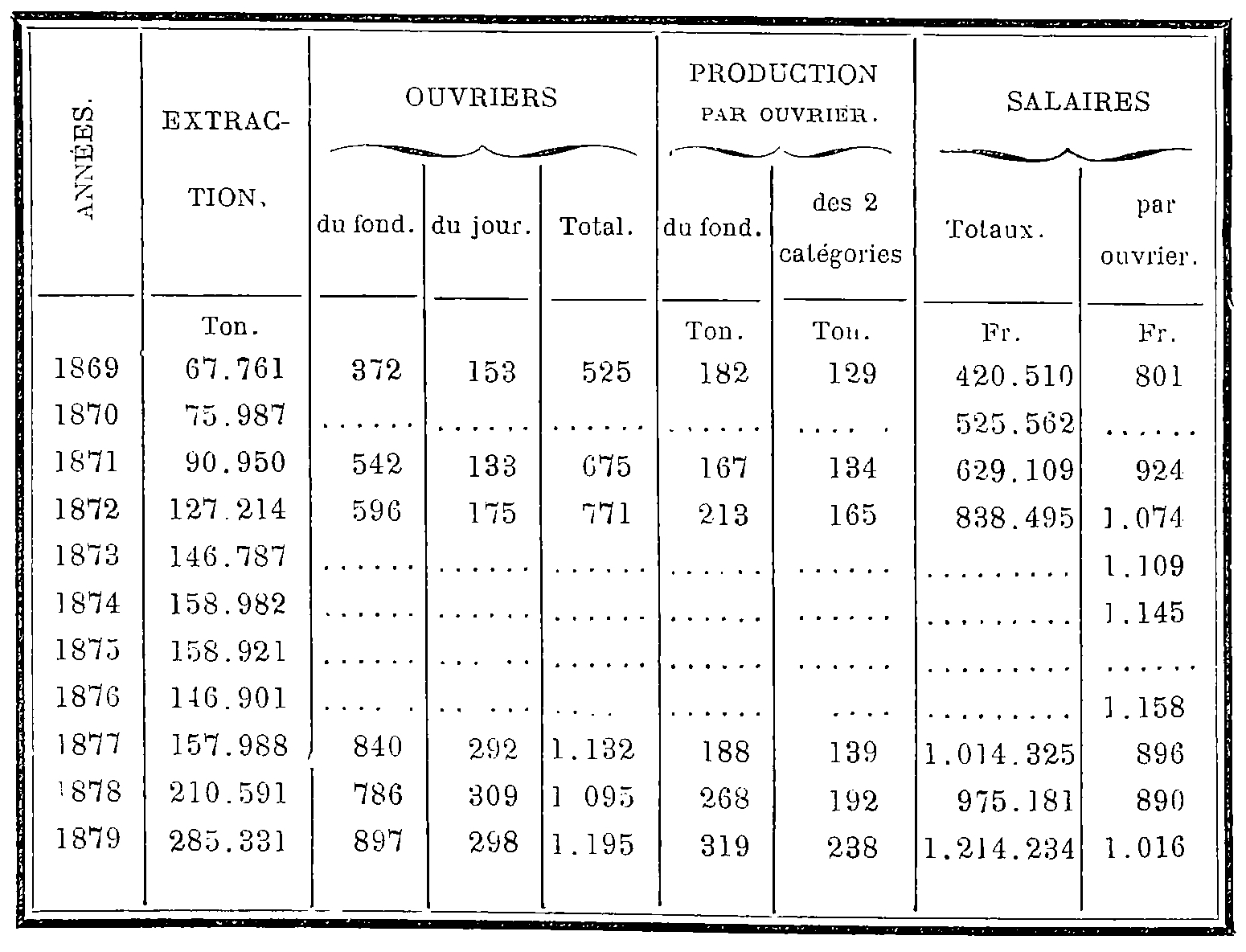
Ouvriers, productivité, et salaires.

Voici, d'après les rapports des Ingénieurs des Mines le nombre d'ouvriers employés, et les salaires qui leur ont été payés.
La notice distribuée aux membres du Congrès de l'Industrie minérale de 1876, donne les renseignements suivants pour l'année 1875 : l'extraction est de 158 921 tonnes. Les ouvriers et les employés sont de 914 au fond et 276 au jour, soit 1 190. Le salaire moyen de l'ouvrier mineur proprement dit est de 5,35 francs par journée de travail, et celui des ouvriers de toute espèce à 4,30 francs.
La production du mineur est de 6,75 hectolitres (573 kilogrammes), et celle de l'ensemble des ouvriers de 5,14 hectolitres (437 kilogrammes) par journée de travail. Au mois de juin 1879, le personnel de la Compagnie de Liévin se compose de 786 ouvriers au fond, dont 36 surveillants et boutefeux, 448 mineurs à la veine, aux galeries et aux bowettes, 155 hercheurs au charbon et à terre, 46 boiseurs, chargeurs à l'accrochage, maçons..., 30 conducteurs de chevaux et de poulies, 71 remblayeurs, galihots... Il y a au jour 193 employés dont 23 machinistes, chauffeurs, graisseurs de machines, 36 moulineurs lampistes, graisseurs de chariots, 120 manœuvres cribleurs, ramasseurs de cailloux..., 14 surveillants et gardes. Le total des ouvriers du service des fosses est de 979. Le service des ateliers et magasins emploie 84 personnes et le service du chemin de fer et des équipages trente personnes, soit un total général de 1 093 employés.
Pendant le mois d'août 1880, le service des fosses comprend 1 169 ouvriers au lieu de 979, chiffre de juin 1879. La production journalière par ouvrier est de 939 kilogrammes.
Le salaire moyen est de 4,63 francs pour les ouvriers mineurs (veines, mines, bowettes), 3,95 francs pour les ouvriers du fond de toute espèce et 2,86 francs pour les ouvriers du jour, soit une moyenne générale de 3,78 francs.

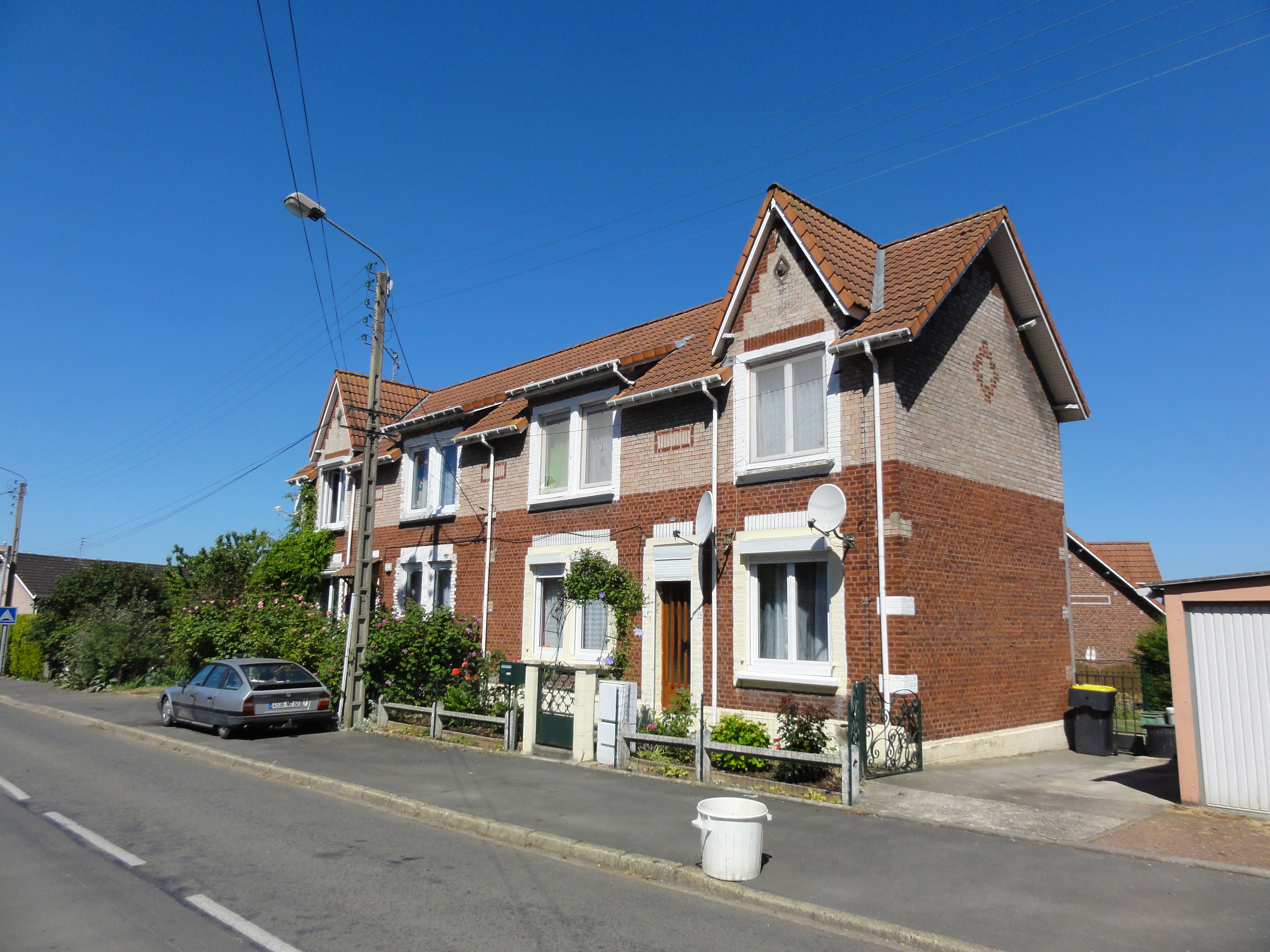
Habitations typique de la Compagnie, à Angres.

#### Maisons d'ouvriers
Au 1er avril 1880, la Compagnie de Liévin possède 565 maisons d'ouvriers finies et cinquante en construction. Sur ce nombre, il n'y en a que 507 habitées par 2 526 personnes, dont 1 332 hommes (52,7 %) et 1 194 femmes (47,3 %). Cette population comprend 605 hommes et 530 femmes au-dessus de vingt ans, soit 1 135 personnes ou 45 %, 202 hommes, 147 femmes de douze à vingt ans, soit 349 personnes ou 14 %, et 525 garçons et 517 filles de moins de douze ans, soit 1 042 enfants ou 41 %.
Dans les 2 526 habitants des maisons de la Compagnie de Liévin, on en compte 797 qui sont occupés dans les travaux, dont 605 au-dessus de vingt ans, soit 76 %, et 192 de douze à vingt ans, soit 24 %. 154 garçons et 38 filles travaillent au fond. Chaque maison loge une moyenne de cinq habitants, et fournit 1,57 ouvrier. La Compagnie fournit le logement à près des trois quarts de ses ouvriers (73 %).

#### Écoles
Elle a établi en 1871 et 1872 de vastes écoles qui sont fréquentées par 750 enfants, et dont les instituteurs et institutrices sont logés dans cinq maisons, construites, comme les écoles aux frais de la Compagnie. Tous les enfants des ouvriers sont obligés de suivre ces écoles jusqu'à l'âge de douze ans révolus. Une caisse d'épargne scolaire a été fondée dans ces écoles à la fin de 1872 ; elle possède en 1876 un capital formé par les versements des élèves de 13 500 francs.

#### Autres œuvres de bienfaisance
La Compagnie a fondé une Caisse de secours alimentée par une retenue de 3 % sur les salaires, le produit des amendes, et un subside de la société ; une caisse d'épargne où les ouvriers déposent leurs économies, à l'intérêt de 5 %, et dont les versements, qui ne sont à la fin de 1871 que de 15 000 francs, s'élèvent en 1876 à 122 000 francs ; et une société coopérative de consommation, fondée en 1874, et dont les résultats sont très satisfaisants.

### Après 1880
En 1879, l'agent général de la Compagnie est M. Courtin, l'ingénieur est M. Viala. La première tentative de création d'un syndicat a lieu en 1880 par Arthur Lamendin. Trois explosions meurtrières de grisou se produisent de 1882 à 1883.
En 1890, la Compagnie produit 614 000 tonnes de houille et emploie 2 200 hommes, 340 enfants, et 173 femmes. Les mineurs déclenchent une longue grève en 1893 à la fosse no 3 - 3 bis à Éleu-dit-Leauwette à cause du trop grand nombre d'ouvriers belges. En 1894, 2 418 ouvriers au fond et 601 au jour produisent 665 742 tonnes de charbon.
En 1907, la Compagnie extrait 1 484 000 tonnes de charbon et emploie 6 824 ouvriers, dont 5 722 au fond, et 1 102 au jour. La production atteint 1 996 450 tonnes pour 9 695 ouvriers à la veille de la Première Guerre mondiale. La concession est ensuite envahie, et entièrement détruite en 1915. Les Allemands dynamitent les cuvelages des puits avant d'être repoussés par les Britanniques. 320 kilomètres de galerie sont inondées. À la fin de la guerre, en 1918, il faut déblayer 150 000 m3 de maçonneries, et 16 000 tonnes de ferraille, seule la fosse no 2 a été épargnée.
Après la guerre, M. Morin est directeur, M. Chavy est ingénieur en chef. La Compagnie produit 1 398 686 tonnes en 1934, 1 421 446 tonnes en 1935, 1 356 802 tonnes en 1936, 1 361 795 tonnes en 1937 et 1 419 454 tonnes en 1938. En 1939, le directeur général de la Compagnie est M. Cavy, son adjoint est M. Roi. La Compagnie emploie 6 009 mineurs au fond et 2 288 ouvriers au jour, soit 8 297 hommes. 5 643 maisons ont été construites dans les cités minières.

## Les fosses
La Compagnie des mines de Liévin a ouvert et exploité sept fosses, soit un total de quinze puits. La fosse no 2 a été ouverte par la Société d'Aix, mais a été rachetée en 1868. La fosse no 8 a été ouverte après la Nationalisation sur la concession de Liévin, par le Groupe de Liévin.

### Fosseno1 - 1 bis - 1 ter
Puits no 1
50° 25′ 22″ N, 2° 46′ 32″ E
1858 - 1966
Puits no 1 bis
50° 25′ 22″ N, 2° 46′ 30″ E
1874 - 1979
Puits no 1 ter
50° 25′ 21″ N, 2° 46′ 35″ E
1875 ou 1901 - 1979

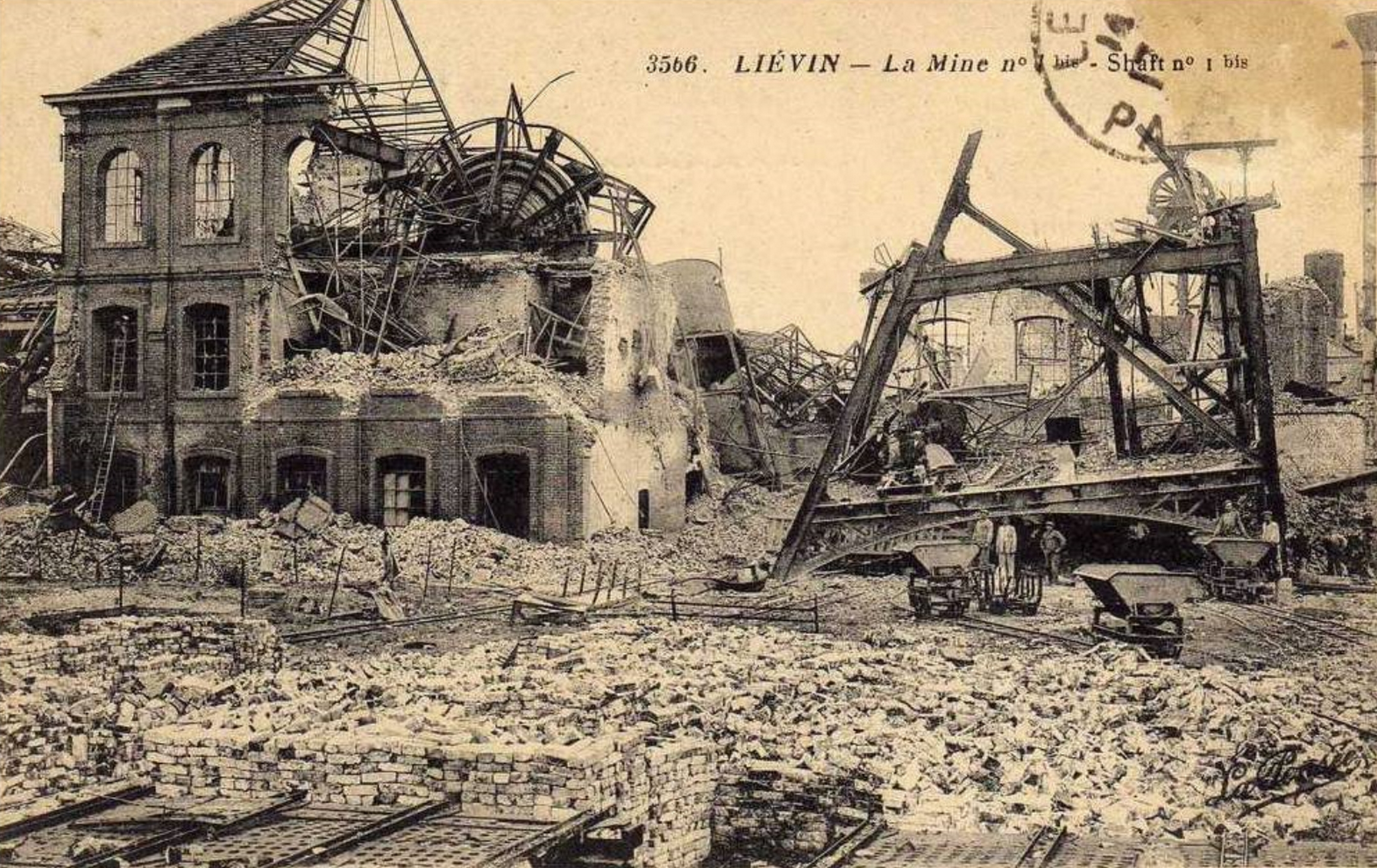
Le puits no 1 bis après la guerre.

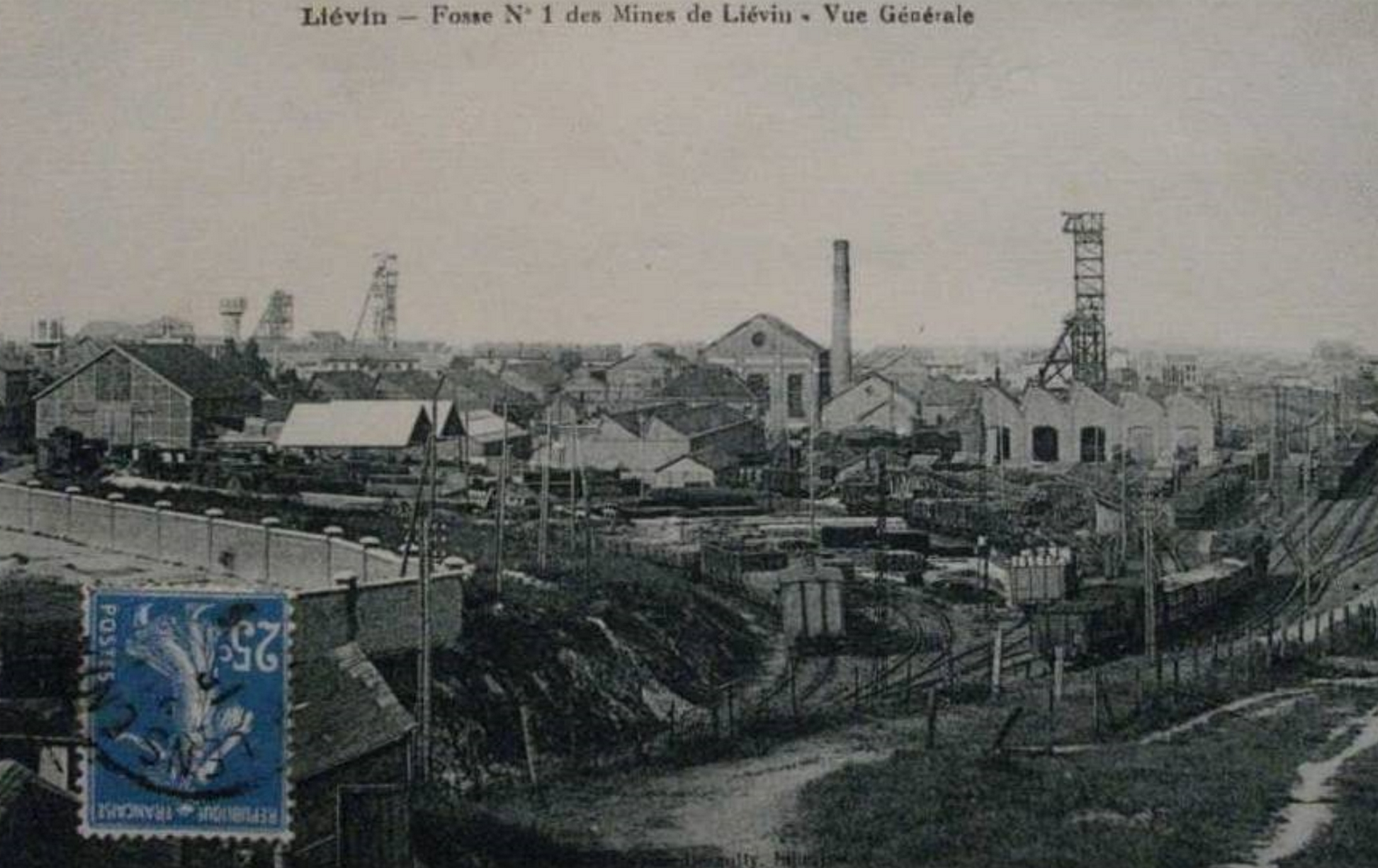
Vue générale des installations, au fond à gauche, la fosse no 3 - 3 bis des mines de Lens en cours de reconstruction.

Un premier puits est foncé le 13 décembre 1858 à Liévin, le terrain houiller à est atteint à 137 mètres. Les terrains sont brouillés et renversés dans la partie supérieure. La fosse commence à produire en 1860. Approfondie, de nouvelles veines sont découvertes régulières et en place. La fosse produit 240 613 hectolitres en 1864, elle produit peu jusqu'en 1868. En 1867, elle est reliée à la gare de Lens par un chemin de fer, et produit 34 638 tonnes. En 1875, on établit, en même temps que la perforation mécanique, un traînage mécanique mû par l'air comprimé, pour une exploitation en vallée.
Un second puits, dénommé no 5 avant d'être renommé no 1 bis, est exécuté par le procédé Chaudron, il a été ouvert près du premier, en 1874. Il est grandement installé. Le grisou est présent. Le puits est profond de 430 mètres. Le puits no 1 ter est ajouté en 1875 ou 1901. Le siège no 1 - 5 est susceptible d'une production très importante à partir de 1880. Un coup de grisou le 14 janvier 1885 entraîne la mort de 28 mineurs.
la fosse no 1 - 1 bis - 1 ter cesse d'extraire en 1955, date à laquelle elle est concentrée sur la fosse no 6 - 6 bis. Le puits no 1, d'une profondeur de 670 mètres, est remblayé en 1966. Les puits nos 1 bis et 1 ter, respectivement profonds de 796 et 648 mètres, sont remblayés en 1979. Le chevalement du no 1 est démoli en 1977, le puits no 1 ter n'en est pas pourvu, quant au chevalement du puits no 1 bis, il a été conservé. Les têtes des puits nos 1, 1 bis et 1 ter sont matérialisées, ce qui permet leur surveillance par le BRGM.

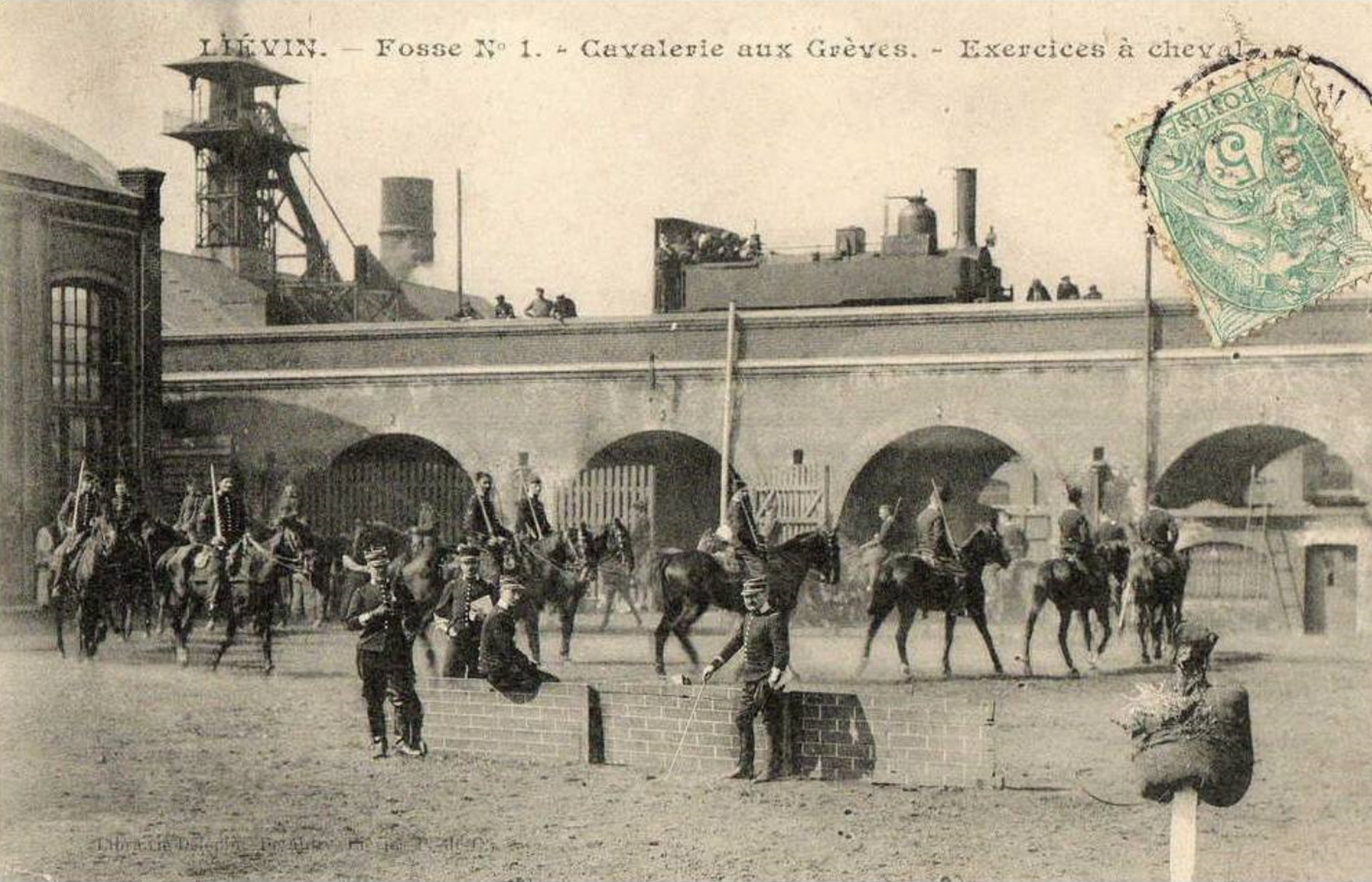
Le pont-viaduc a laissé place a une rocade.
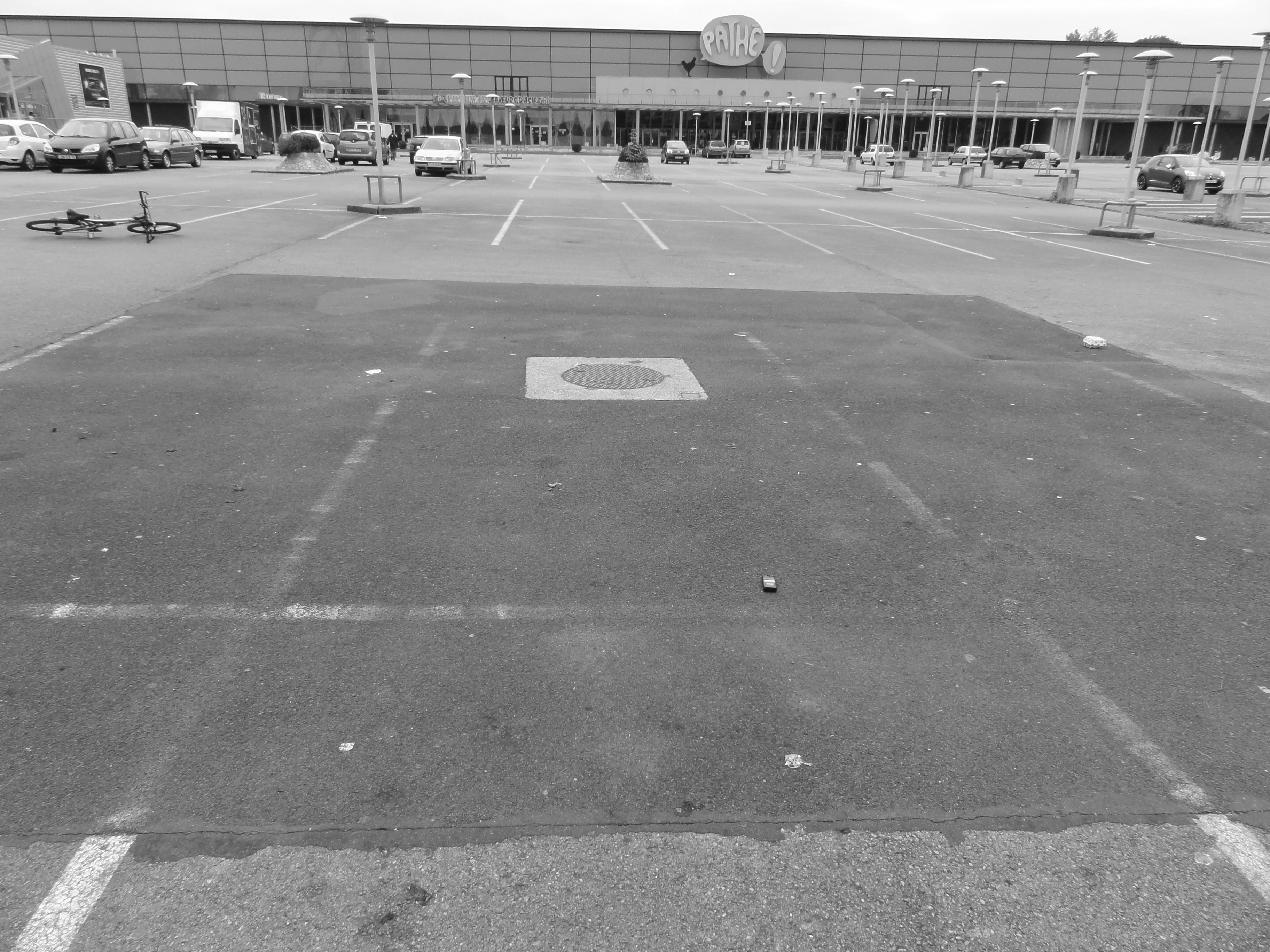
Le puits no 1.
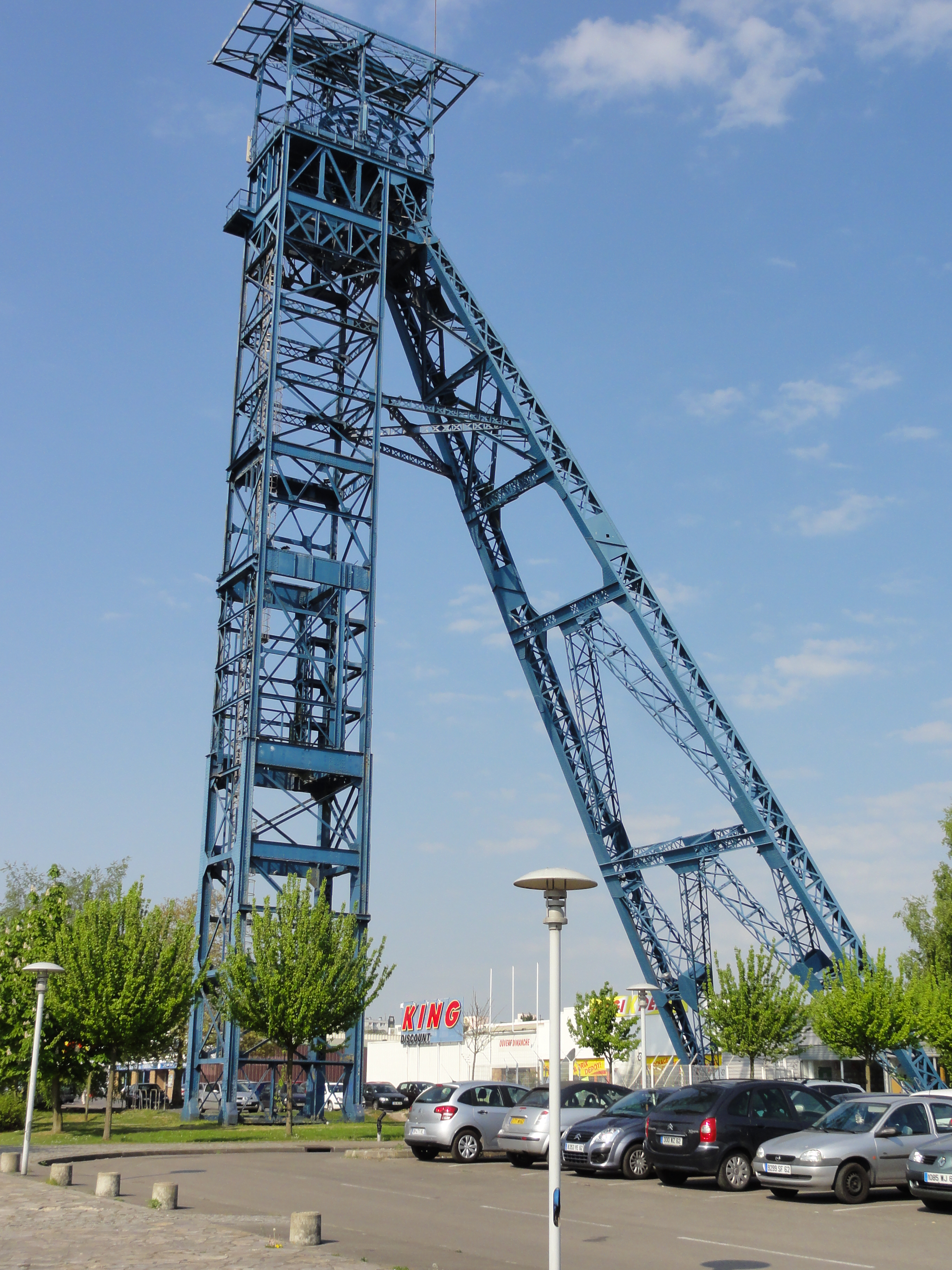
Le puits no 1 bis.
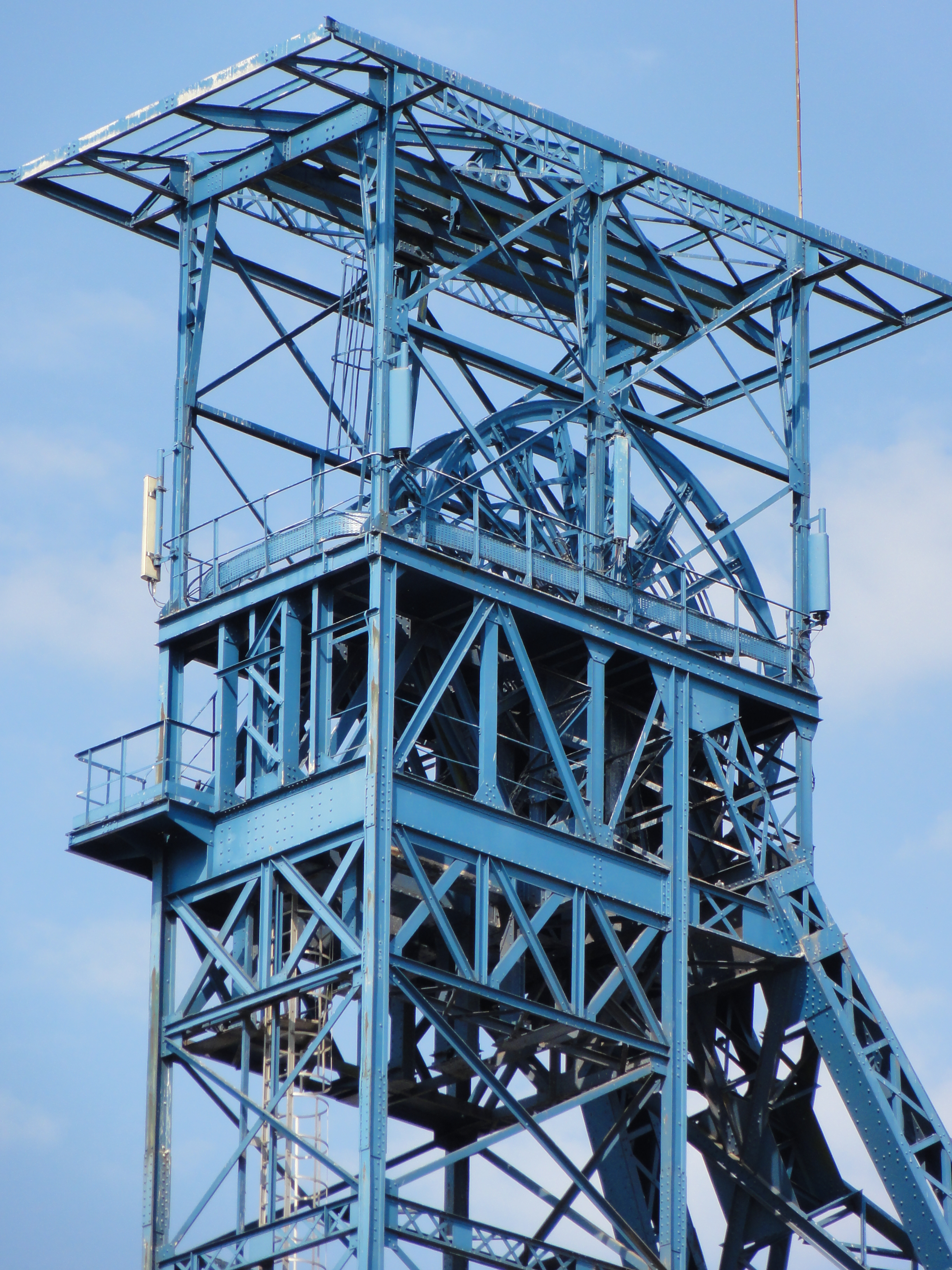
Le sommet du chevalement.
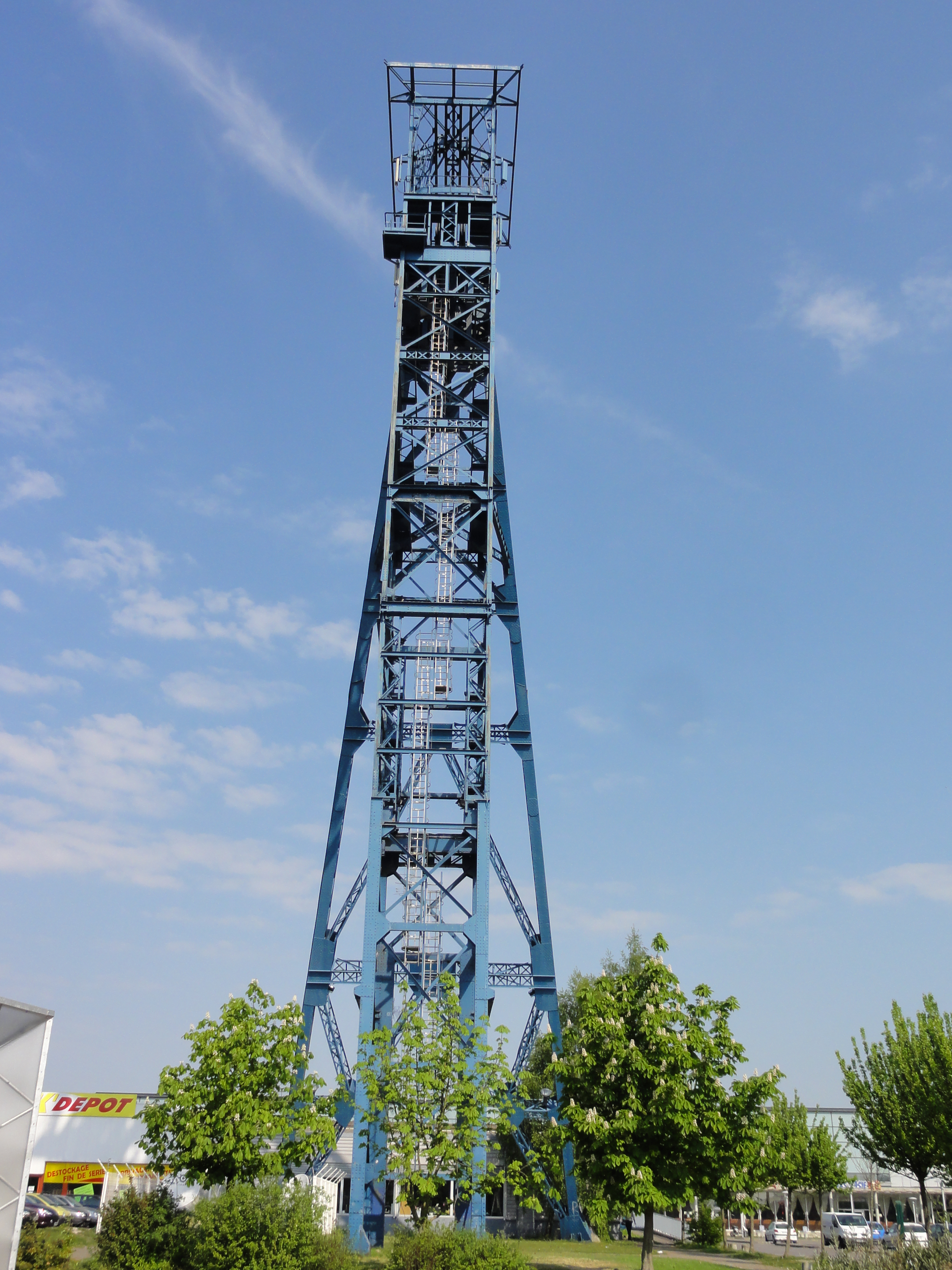
L'arrière du chevalement.
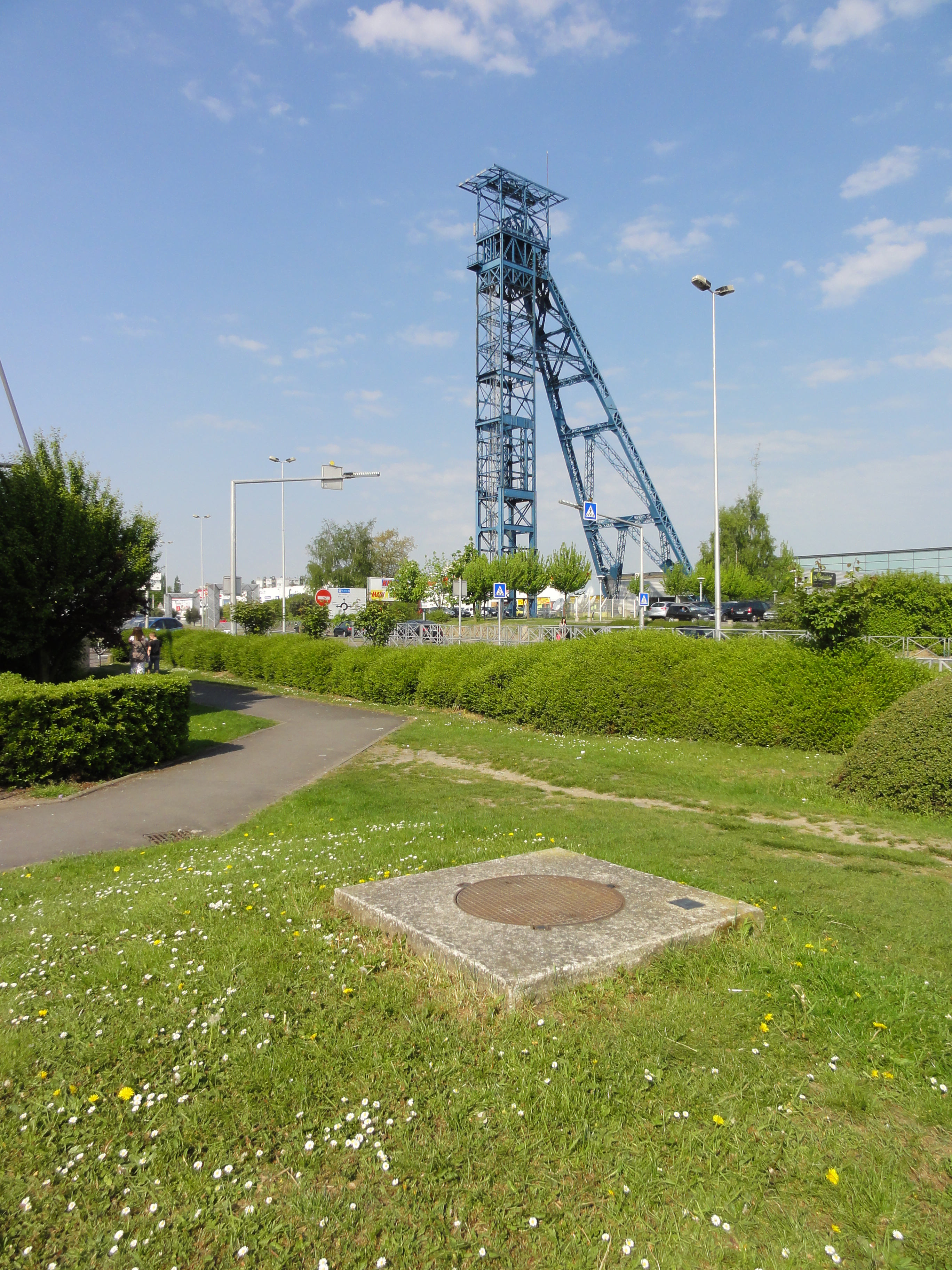
Le puits no 1 ter, et en arrière-plan, le puits no 1 bis.

### Fosseno2
50° 25′ 53″ N, 2° 45′ 17″ E
1858 - 1936
Le puits commence à être creusé le 17 mai 1858 par la Société d'Aix à Liévin, elle atteint le charbon à 126 mètres, cette dernière est rachetée par la Compagnie de Liévin en 1868, soit dix ans plus tard. Les terrains sont bouleversés. En 1875, on rencontre des terrains un peu plus réguliers, mais toujours en allure renversée. L'exploitation y est suspendue vers le milieu de l'année 1876. Une galerie reliant la fosse no 2 à la fosse no 1 - 5 est creusée. La fosse est réutilisée en 1904 pour former le 2 - 5 - 5 bis de la Compagnie des mines de Liévin. Il est à signaler que c'est le seul puits de la compagnie à ne pas avoir été détruit par les allemands lors de la Première Guerre mondiale.
En 1936, le puits profond de 601,50 mètres est remblayé. Les installations sont ensuite démolies. La tête du puits no 2 est matérialisée, ce qui permet sa surveillance par le BRGM.

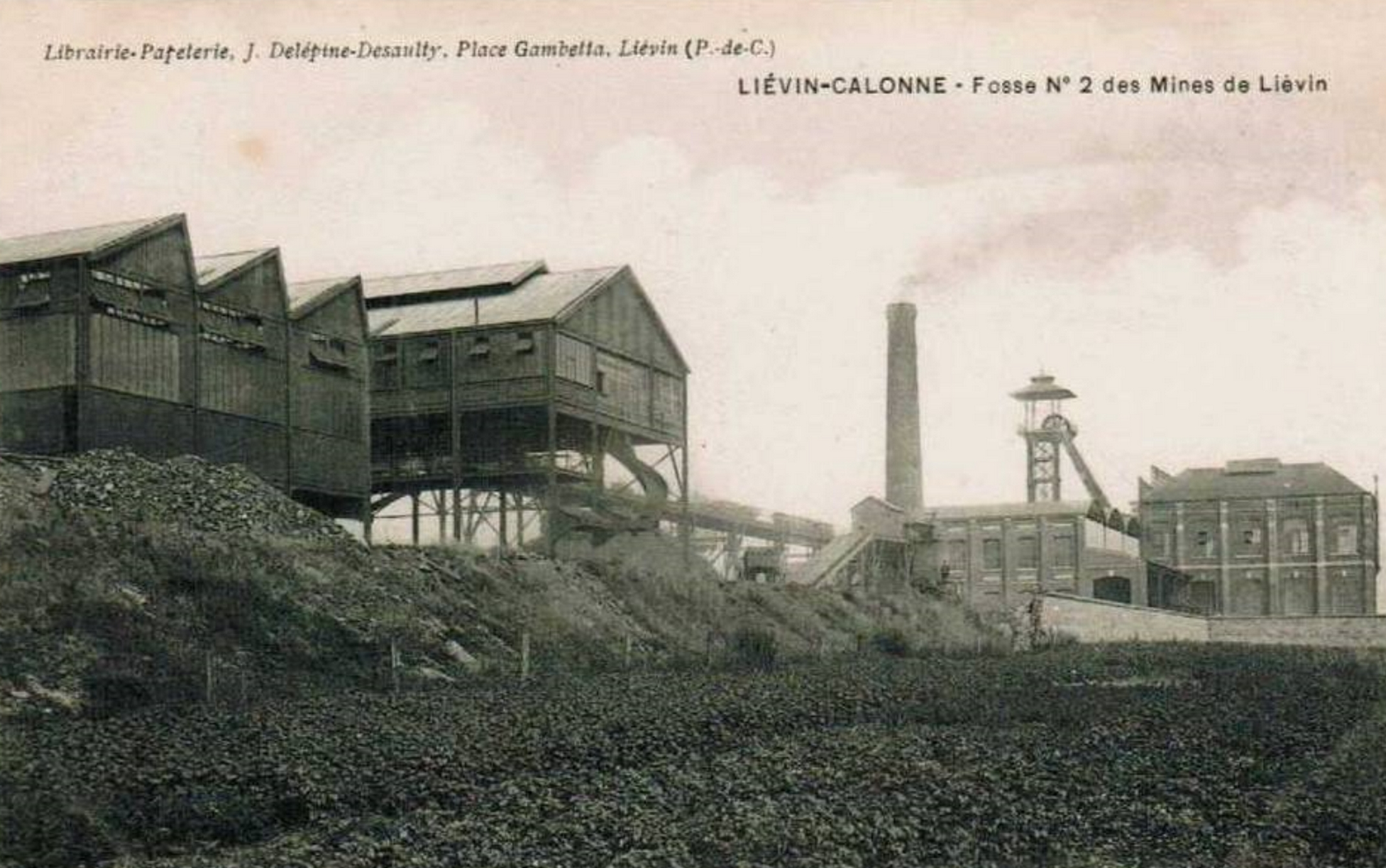
La fosse no 2 vers 1900.
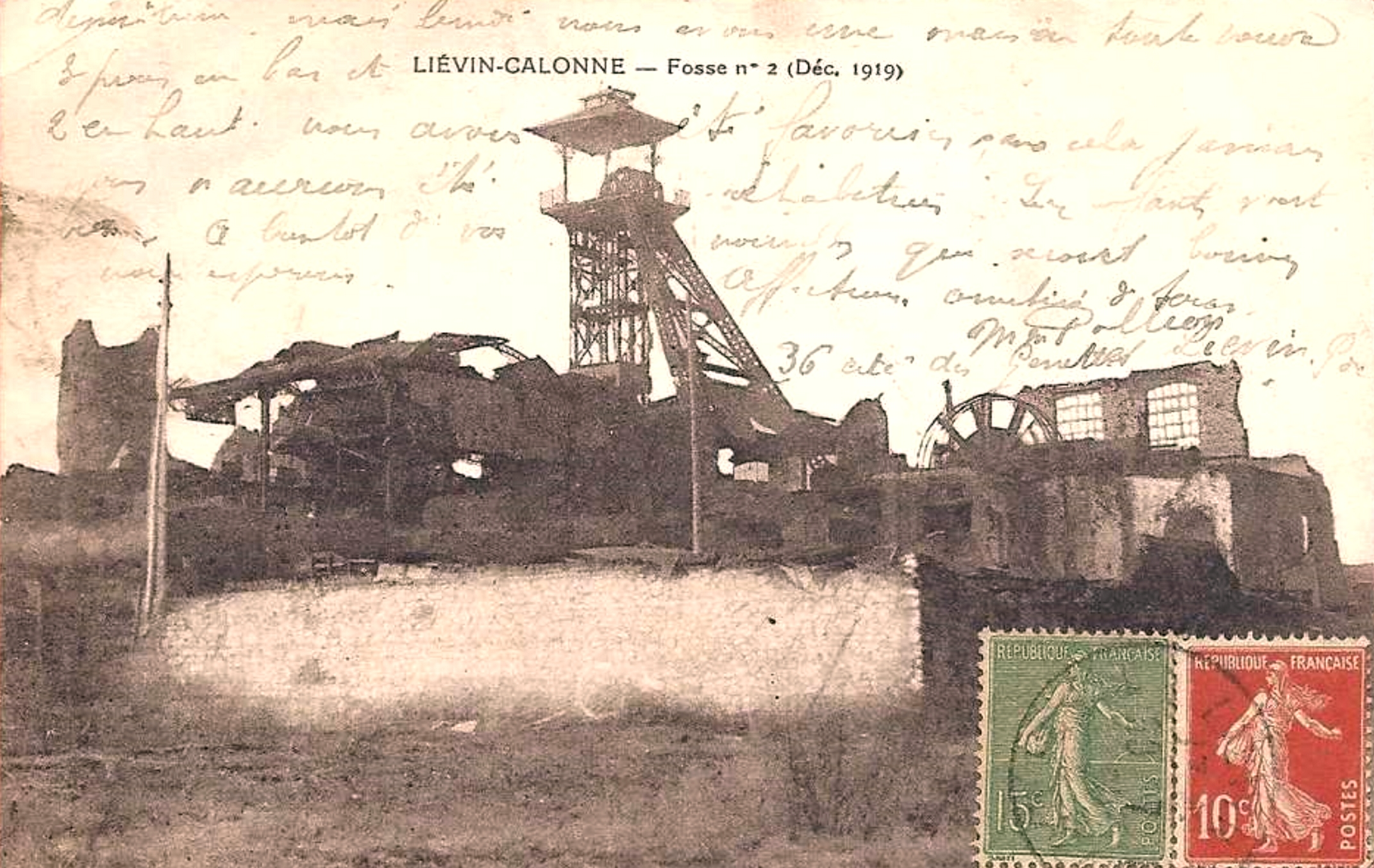
La fosse no 2 vers décembre 1919.
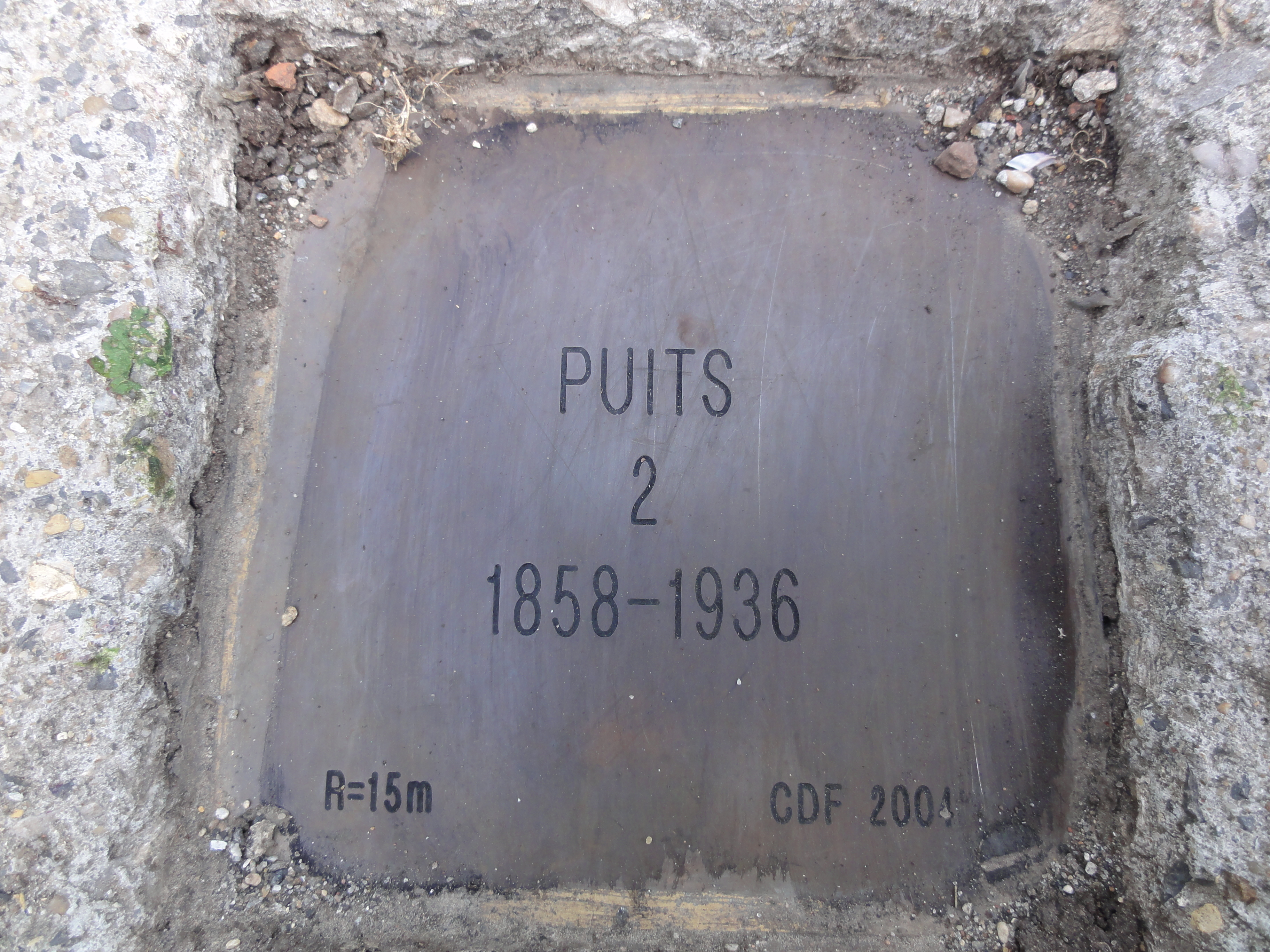
La plaque en laiton indiquant le nom du puits, et ses dates extrêmes.
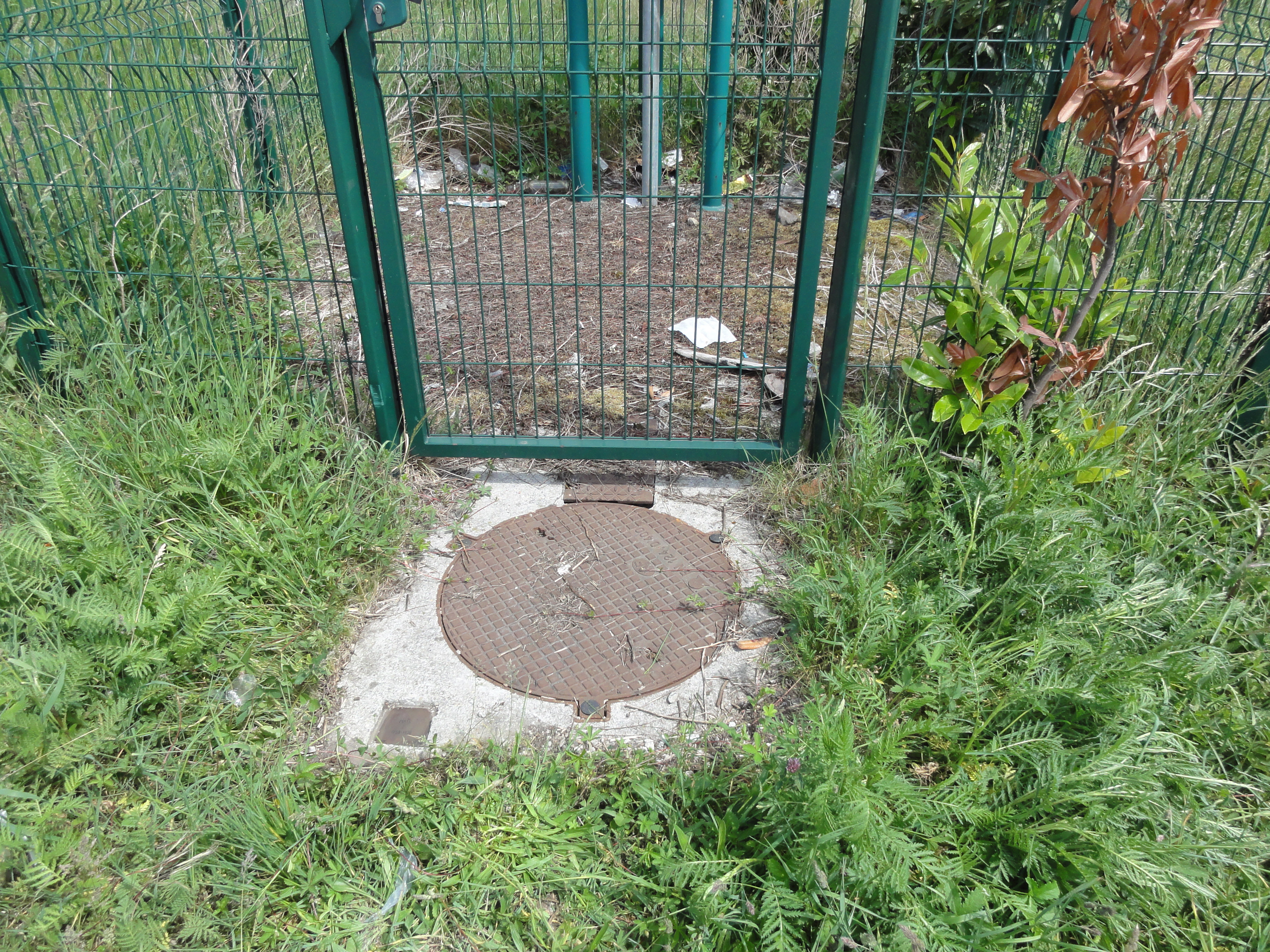
La tête de puits matérialisée.
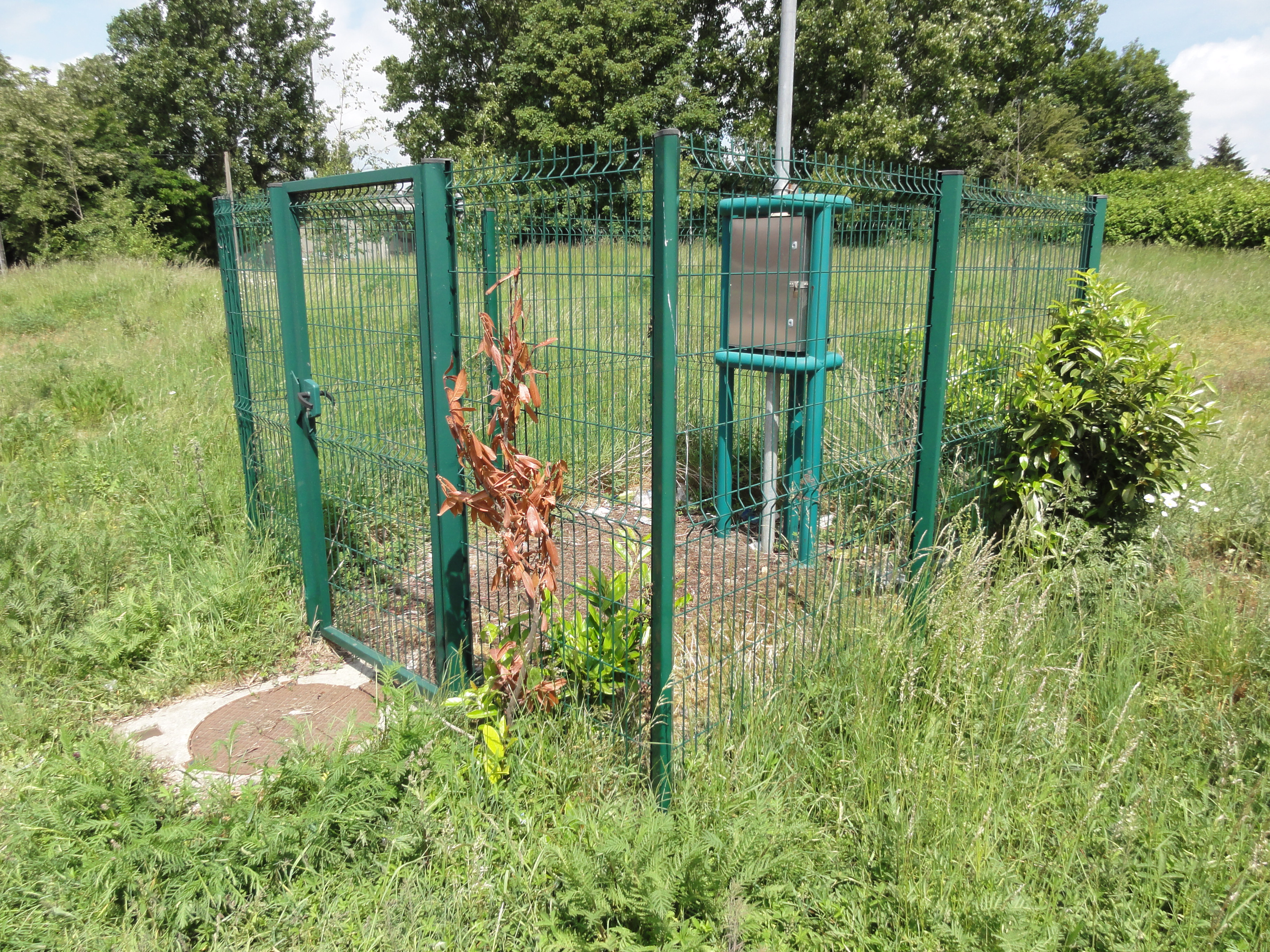
L'exutoire de grisou.

### Fosseno3 - 3 bis - 3 ter
Puits no 3
50° 25′ 05″ N, 2° 48′ 15″ E
1872 - 1963
Puits no 3 bis
50° 25′ 04″ N, 2° 48′ 17″ E
1873 - 1970
Puits no 3 ter
50° 25′ 07″ N, 2° 48′ 15″ E
1904 - 1970

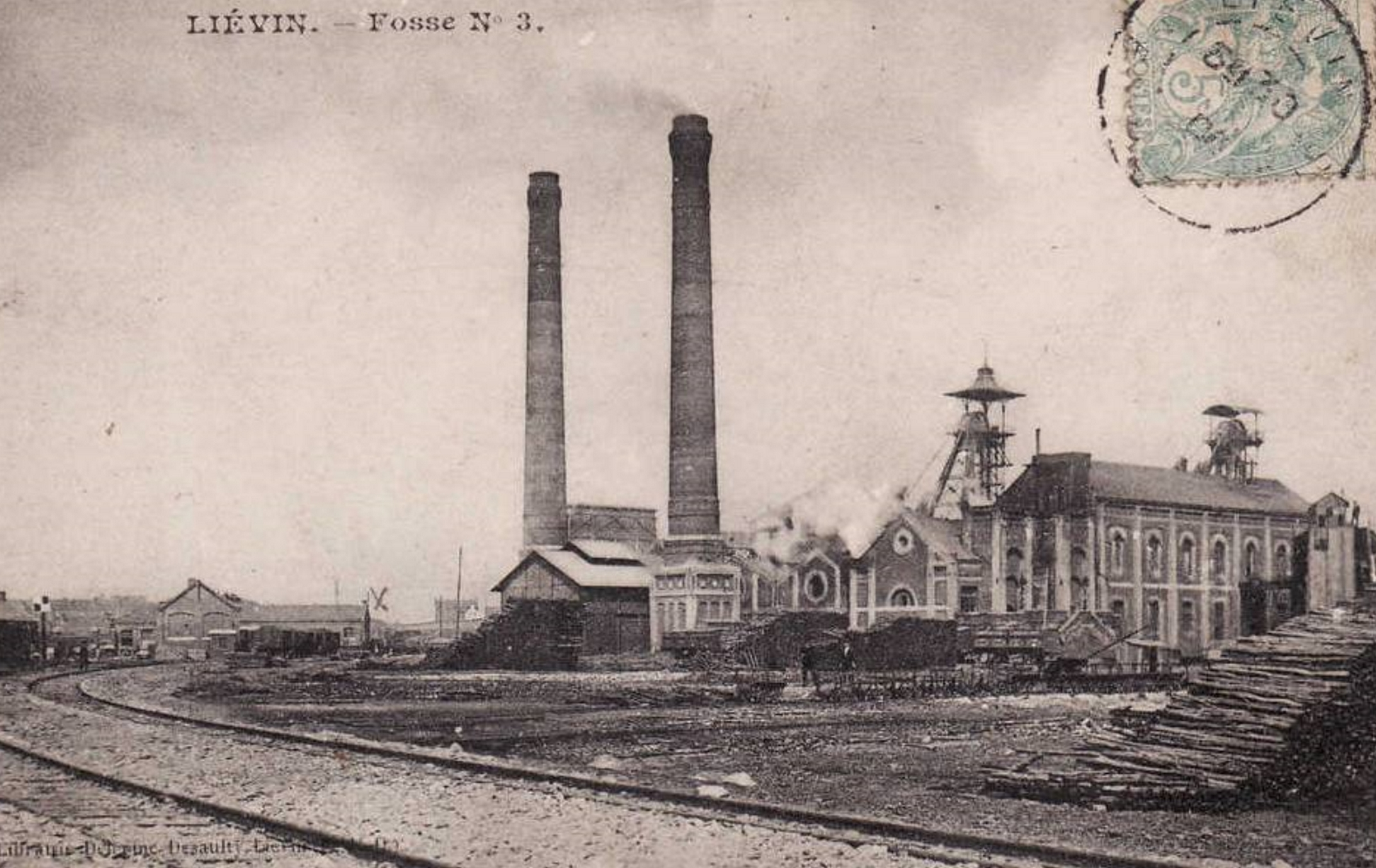
La fosse vers 1900 - 1910.

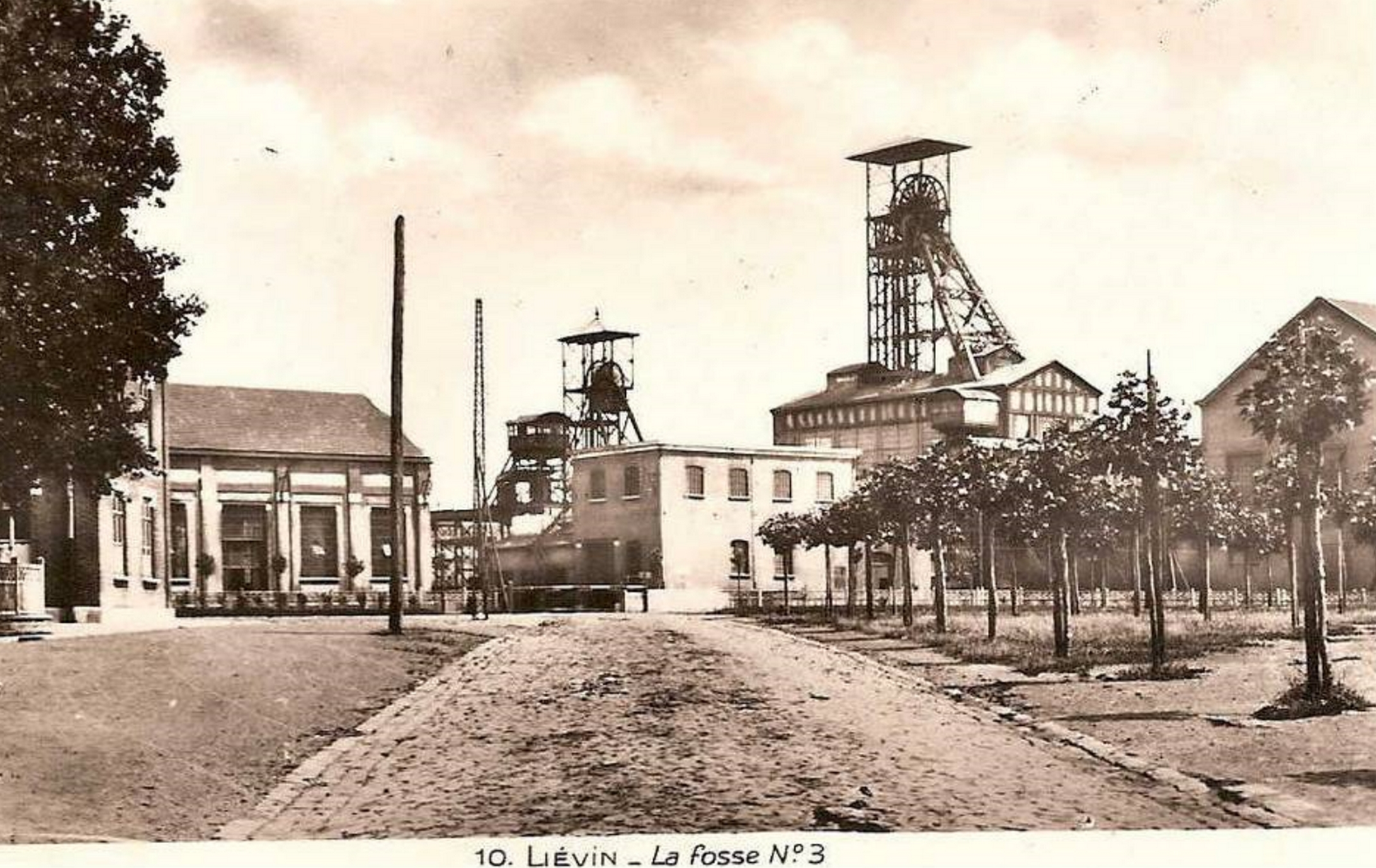
La fosse après la reconstruction.

Le fonçage puits no 3 débute en novembre 1872 à Éleu-dit-Leauwette, le puits no 4, plus tard renommé 3 bis, est ajouté en 1875, mais commencé en octobre 1873. Les deux puits creusés par le système Kind-Chaudron ont un diamètre de 3,65 mètres et sont distants de cinquante mètres. Le terrain houiller est rencontré à 150 mètres et en allure normale vers 280 mètres. Le puits no 3 est profond de 430 mètres. Les terrains sont peu inclinés et le puits no 3 entre en exploitation en 1876.
Le puits no 3 ter est ajouté en 1904. Après avoir été concentré sur les fosses nos 6 - 6 bis et 7 - 7 bis, le puits no 3, profond de 701 mètres est remblayé en 1963. Les puits nos 3 bis et 3 ter, respectivement profonds de 817,50 et 604 mètres sont remblayés en 1970. Les têtes des puits nos 3, 3 bis et 3 ter sont matérialisées, ce qui permet leur surveillance par le BRGM.

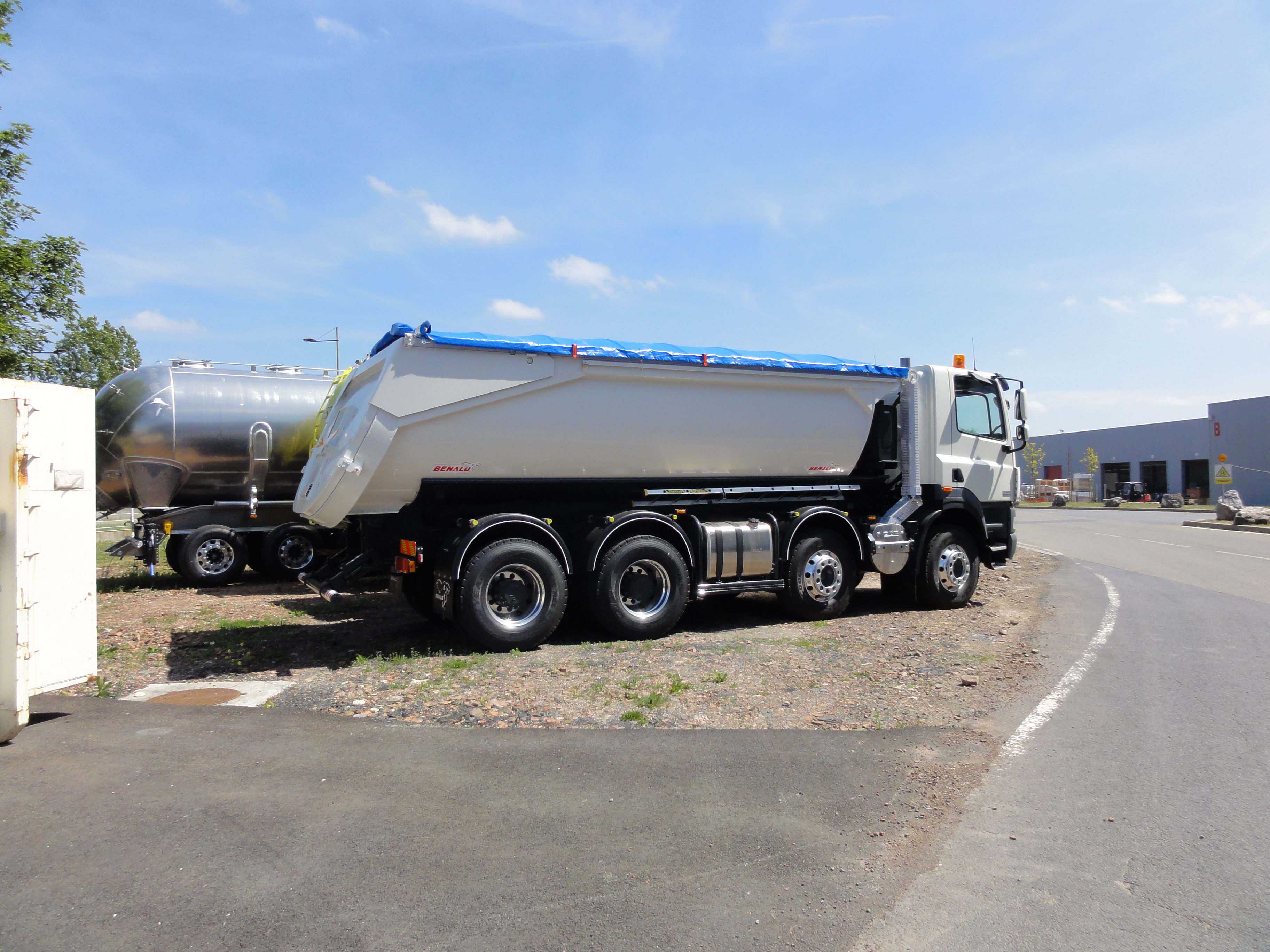
Le puits no 3.
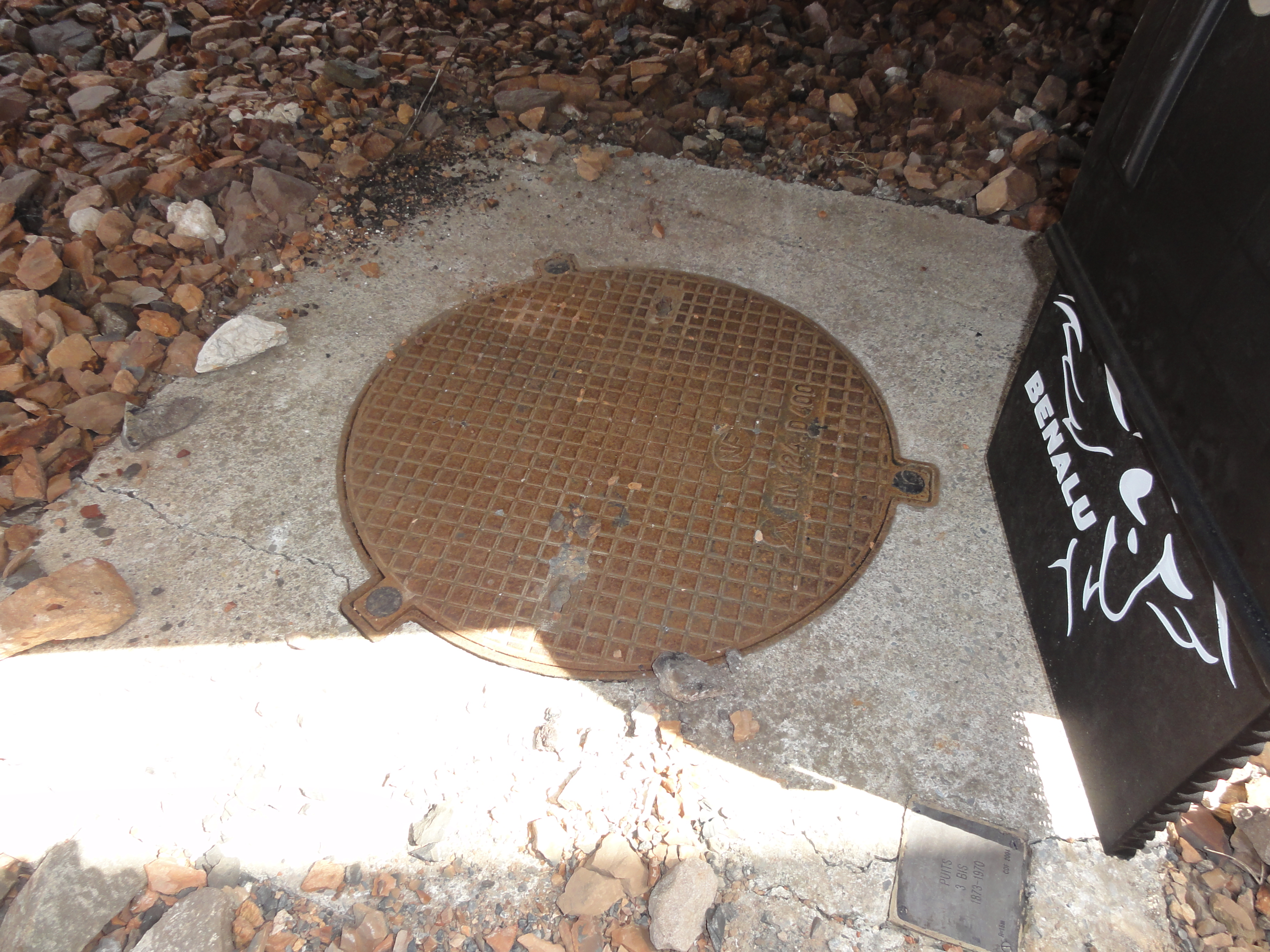
Le puits no 3 bis.
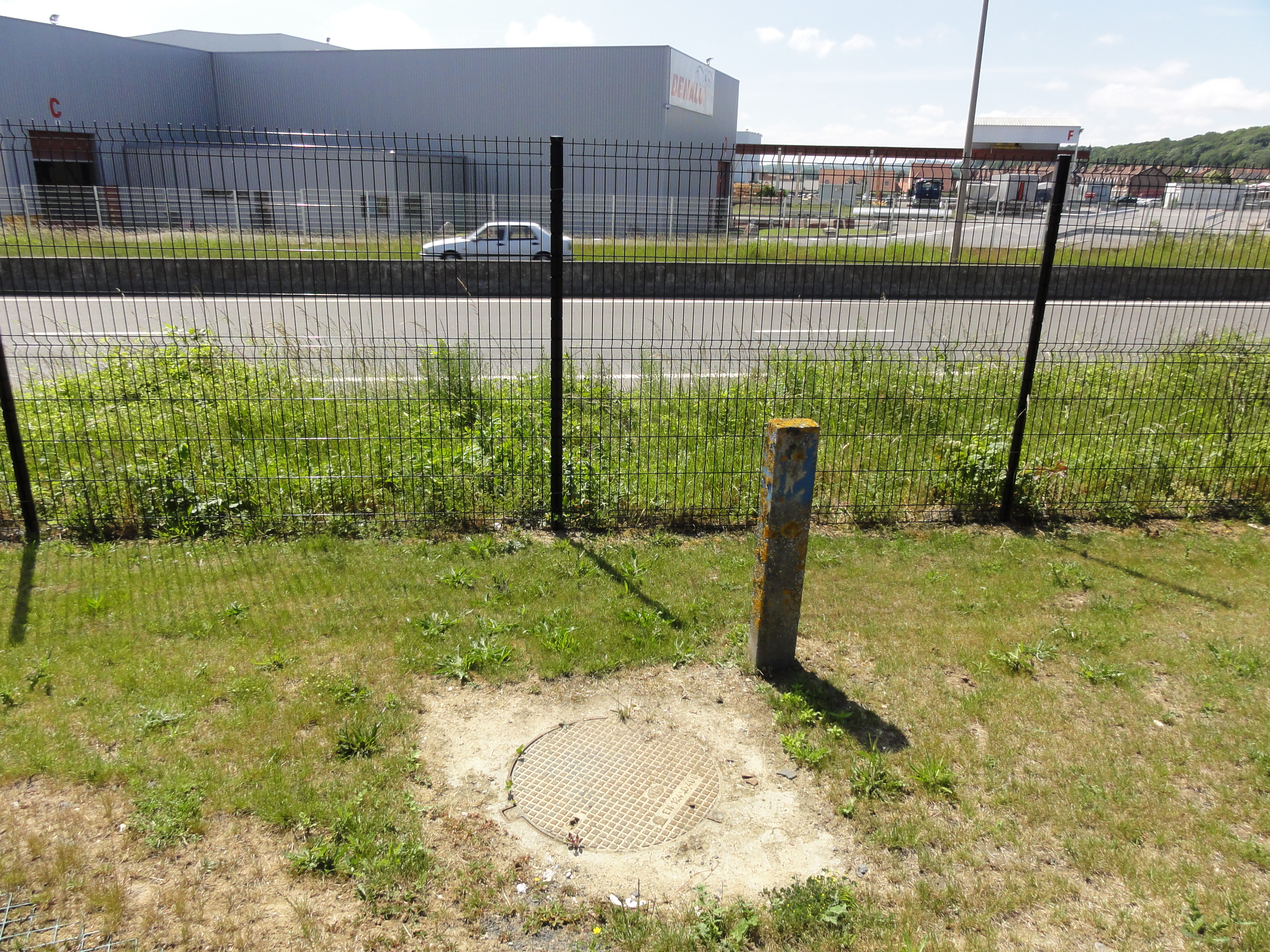
Le puits no 3 ter.
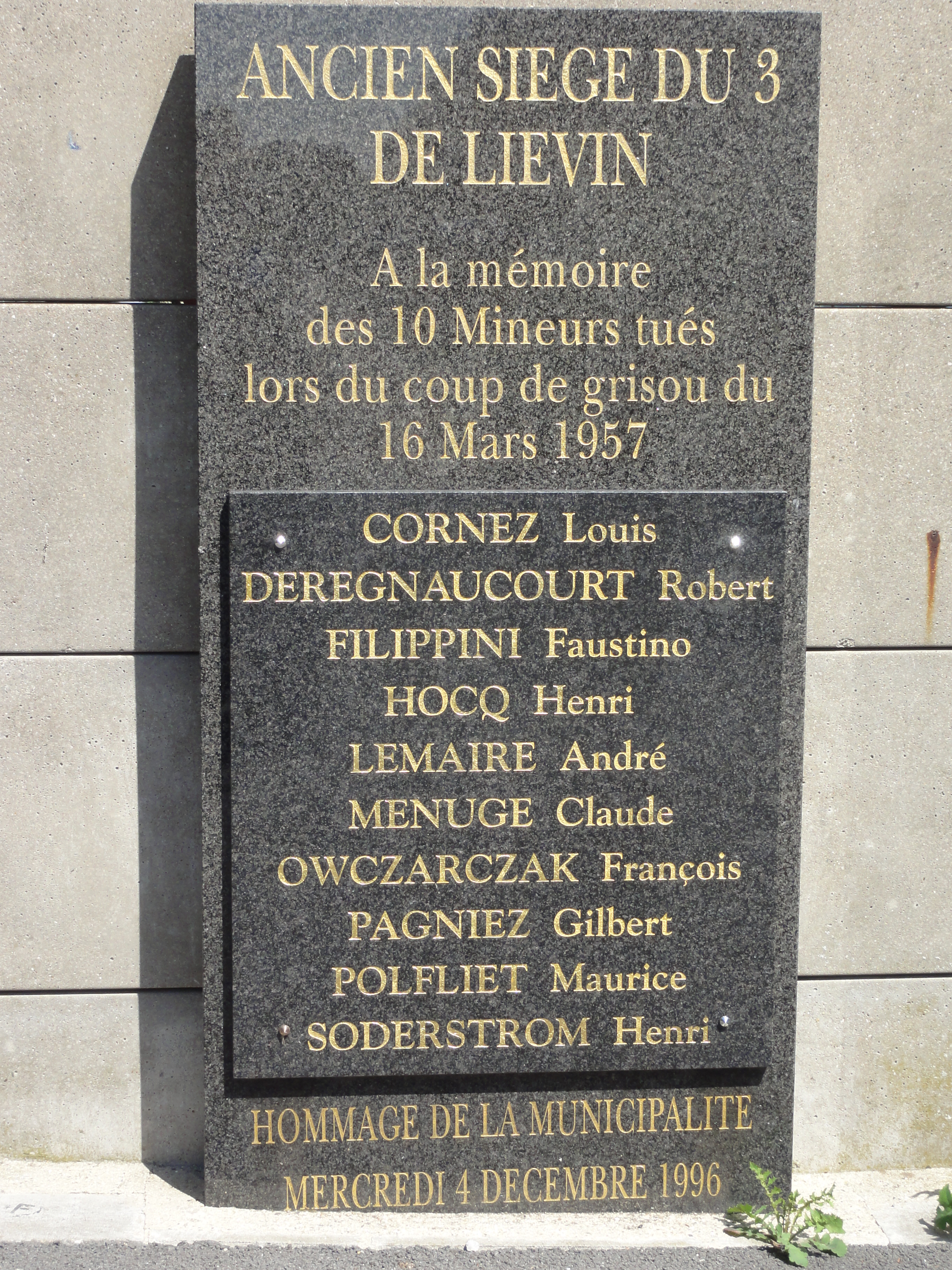
Plaque en l'honneur des dix mineurs tués par un coup de grisou le 16 mars 1957.
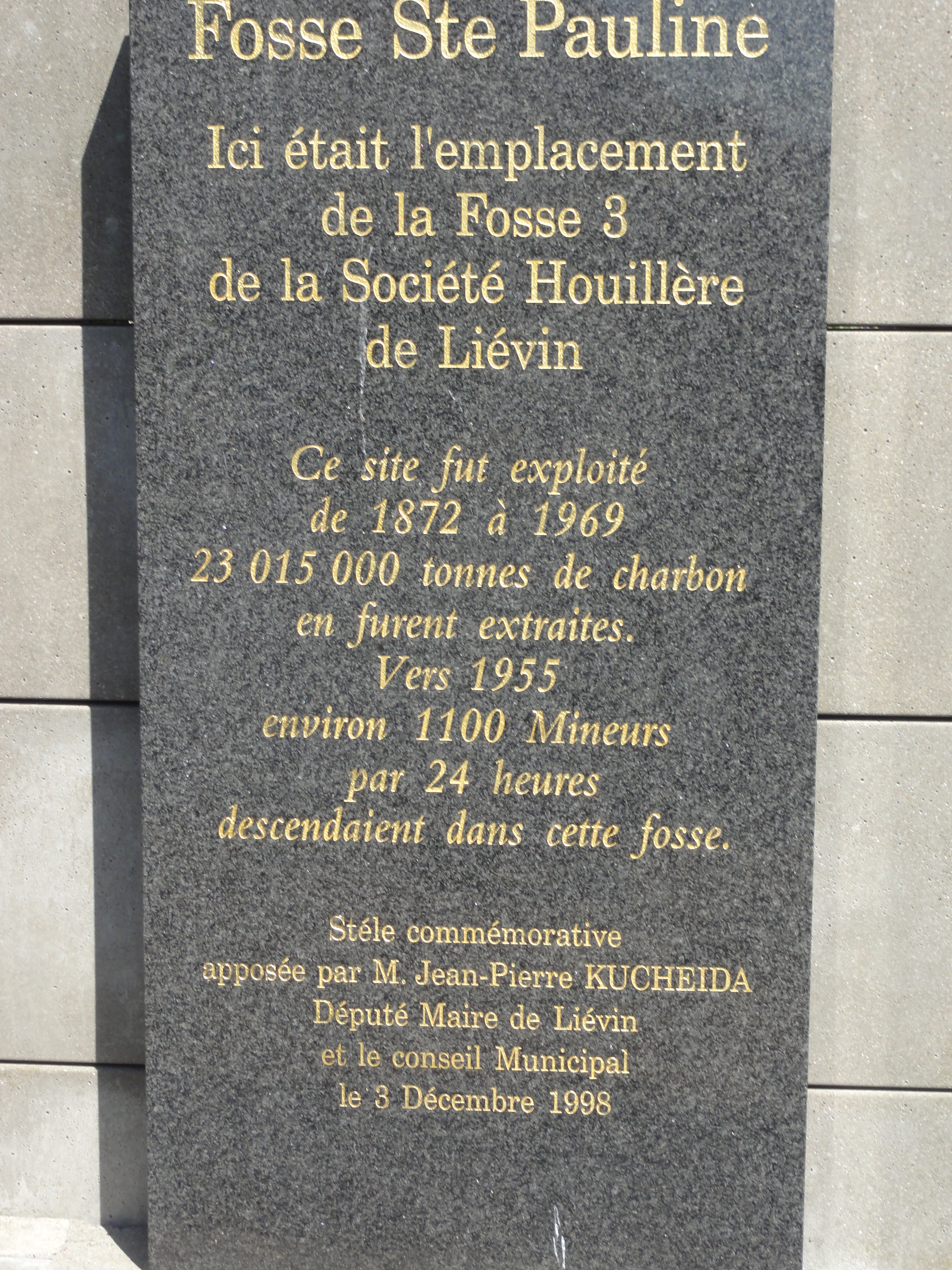
Stèle commémorant la fosse Sainte Pauline.

### Fosseno4 - 4 bis
Puits no 4
50° 24′ 37″ N, 2° 50′ 18″ E
1890 - 1988
Puits no 4 bis
50° 24′ 36″ N, 2° 50′ 17″ E
1890 - 1988

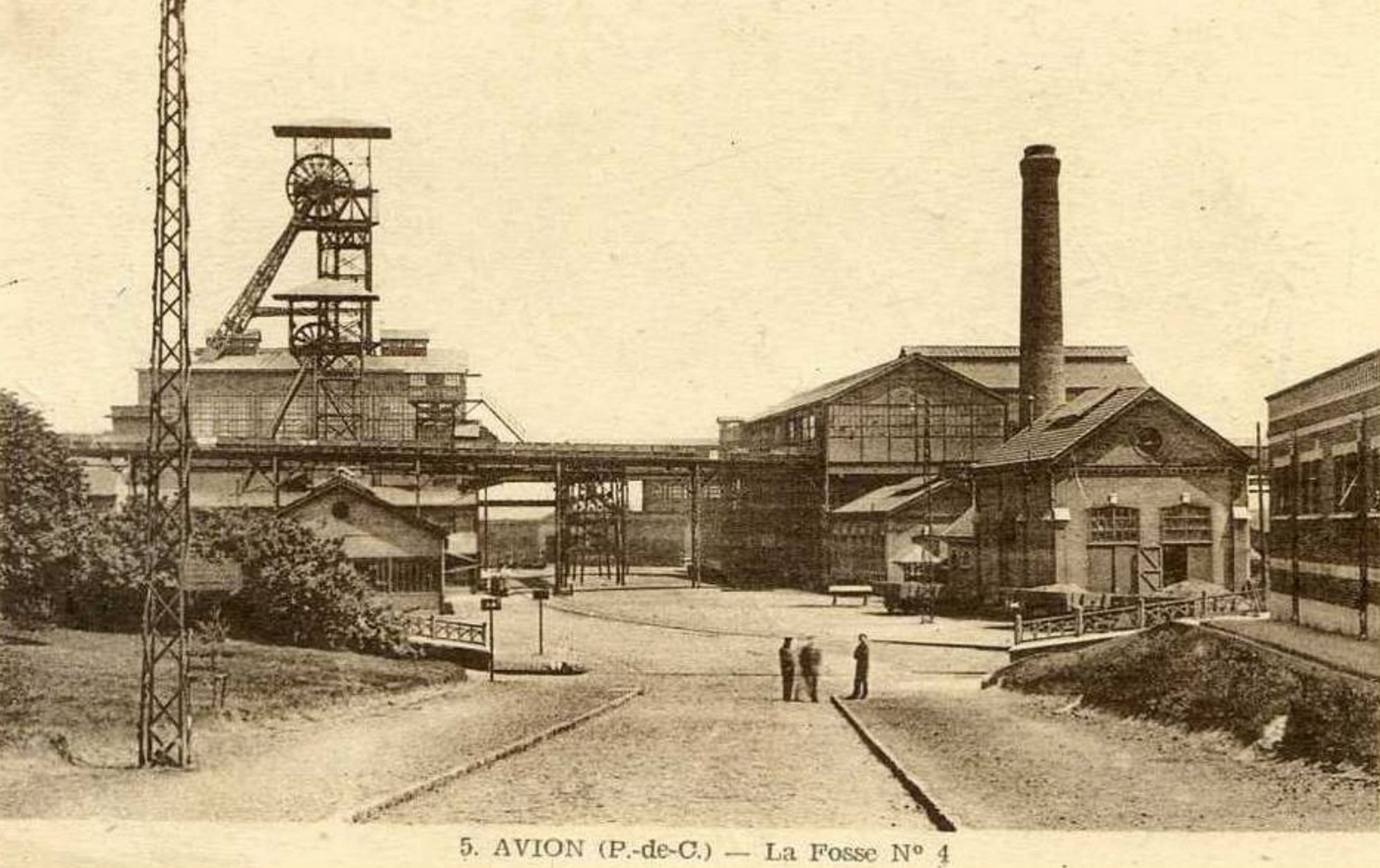
La fosse no 4 - 4 bis.

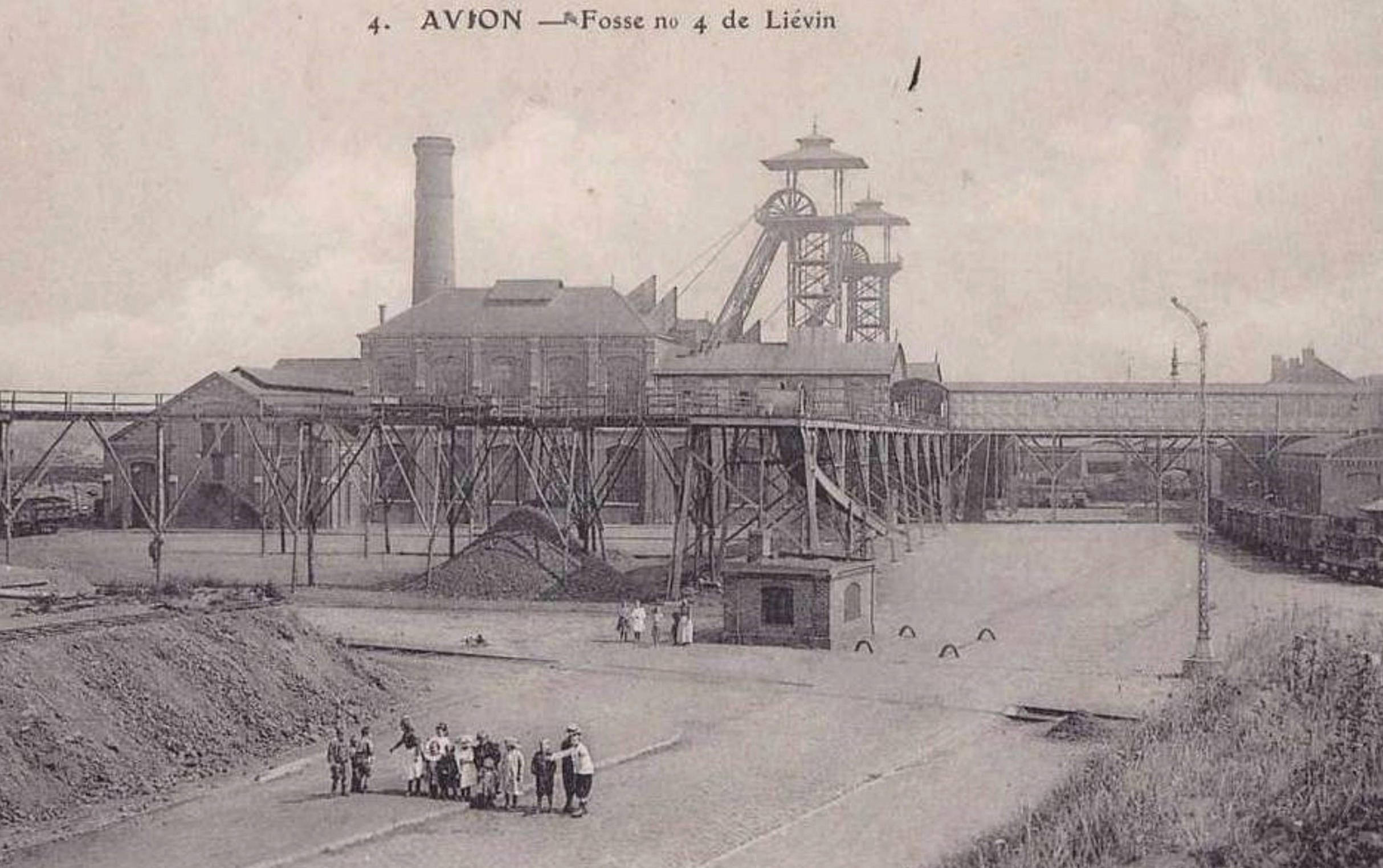
La fosse no 4 - 4 bis.

Les puits nos 4 et 4 bis sont respectivement commencés en juillet et octobre 1890 à Avion, et la fosse commence à produire en janvier 1894. Le cuvelage est en fonte jusque 102 mètres, les anneaux sont produits sur place dans une fonderie.
En 1955, la fosse est concentrée sur la fosse no 7 - 7 bis. Les puits nos 4 et 4 bis, respectivement profonds de 894 et 645,10 mètres, sont remblayés en 1988. Les chevalements sont démolis l'année suivante. Les têtes des puits nos 4 et 4 bis sont matérialisées, ce qui permet leur surveillance par le BRGM.

### Fosseno5 - 5 bis
Puits no 5
50° 25′ 39″ N, 2° 44′ 43″ E
1899 - 1971
Puits no 5 bis
50° 25′ 40″ N, 2° 44′ 40″ E
1899 - 1971

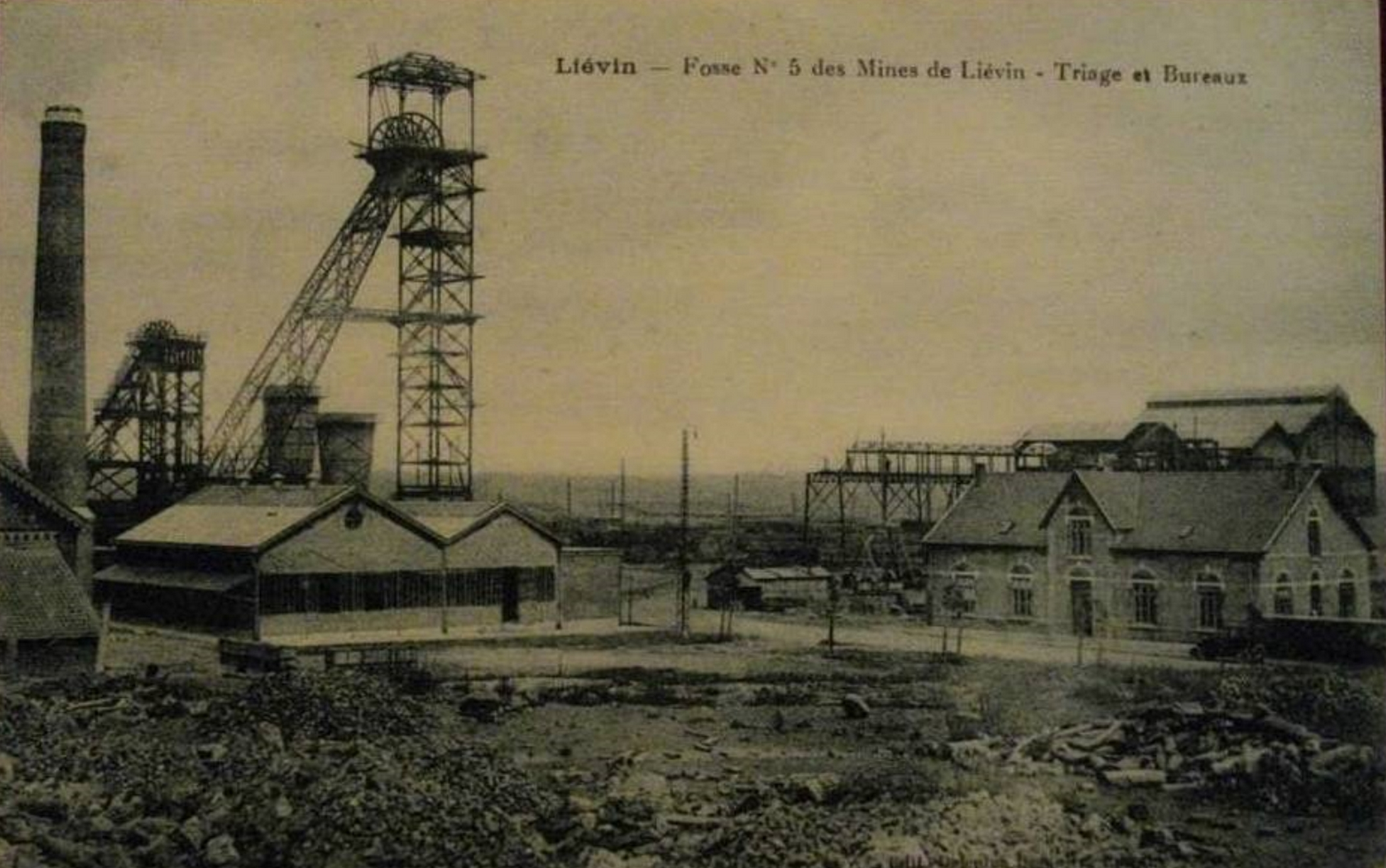
La fosse no 5 - 5 bis.

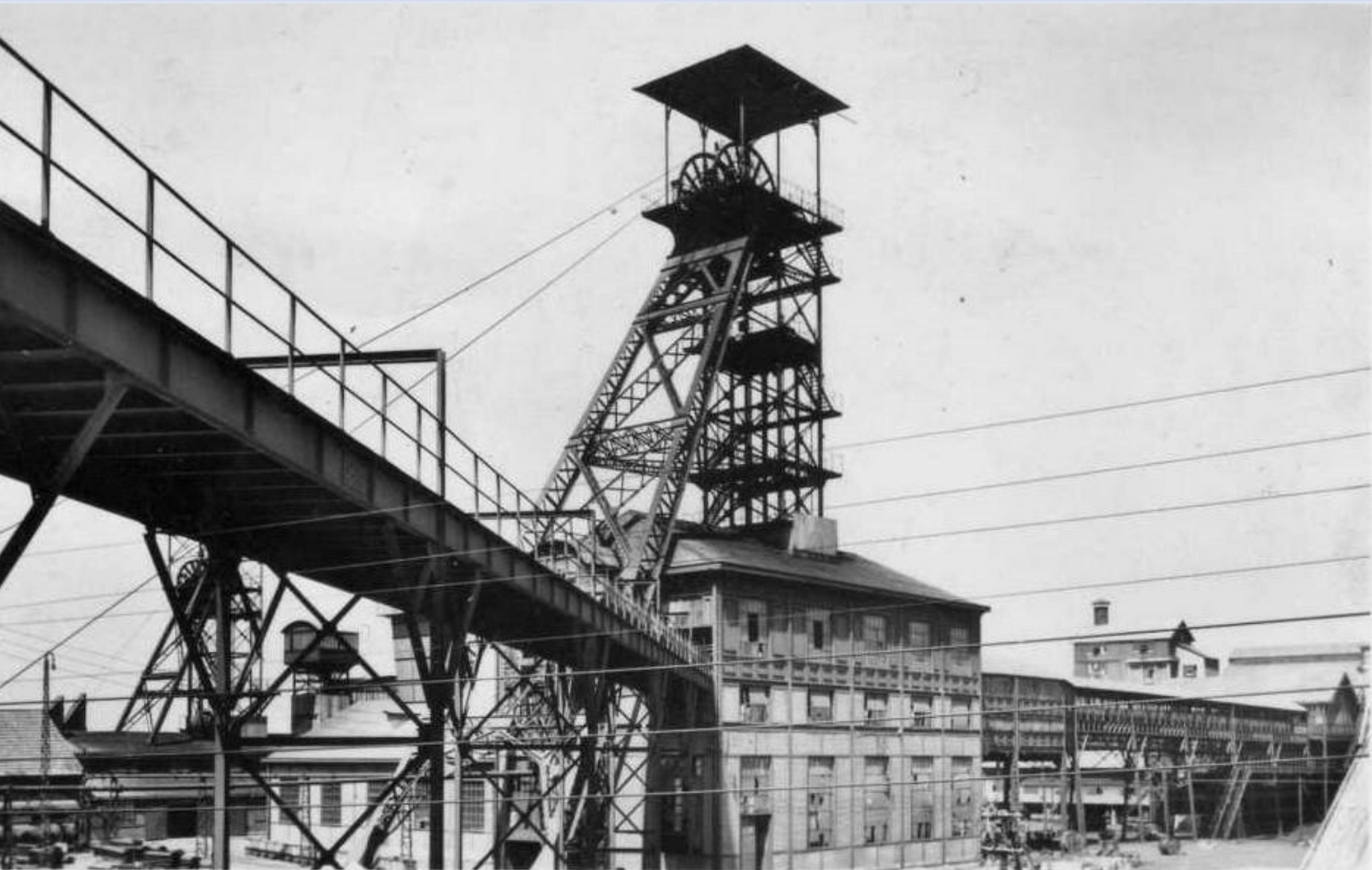
La fosse no 5 - 5 bis.

Le fonçage des deux puits jumeaux commence en 1899 à Liévin et l'exploitation commence en 1903. Ce charbonnage est également surnommé « Île du Diable » car il emploie des mineurs chassés d'autres compagnies. Trois mineurs sont tués par un coup de grisou le 28 janvier 1907.
La fosse cesse d'extraire en 1956 après avoir été concentrée sur la fosse no 6 - 6 bis. Les puits nos 5 et 5 bis, respectivement profonds de 985,70 et 815,30 mètres, sont remblayés en 1971, et les chevalements démolis l'année suivante. Les têtes des puits nos 5 et 5 bis sont matérialisées, ce qui permet leur surveillance par le BRGM.

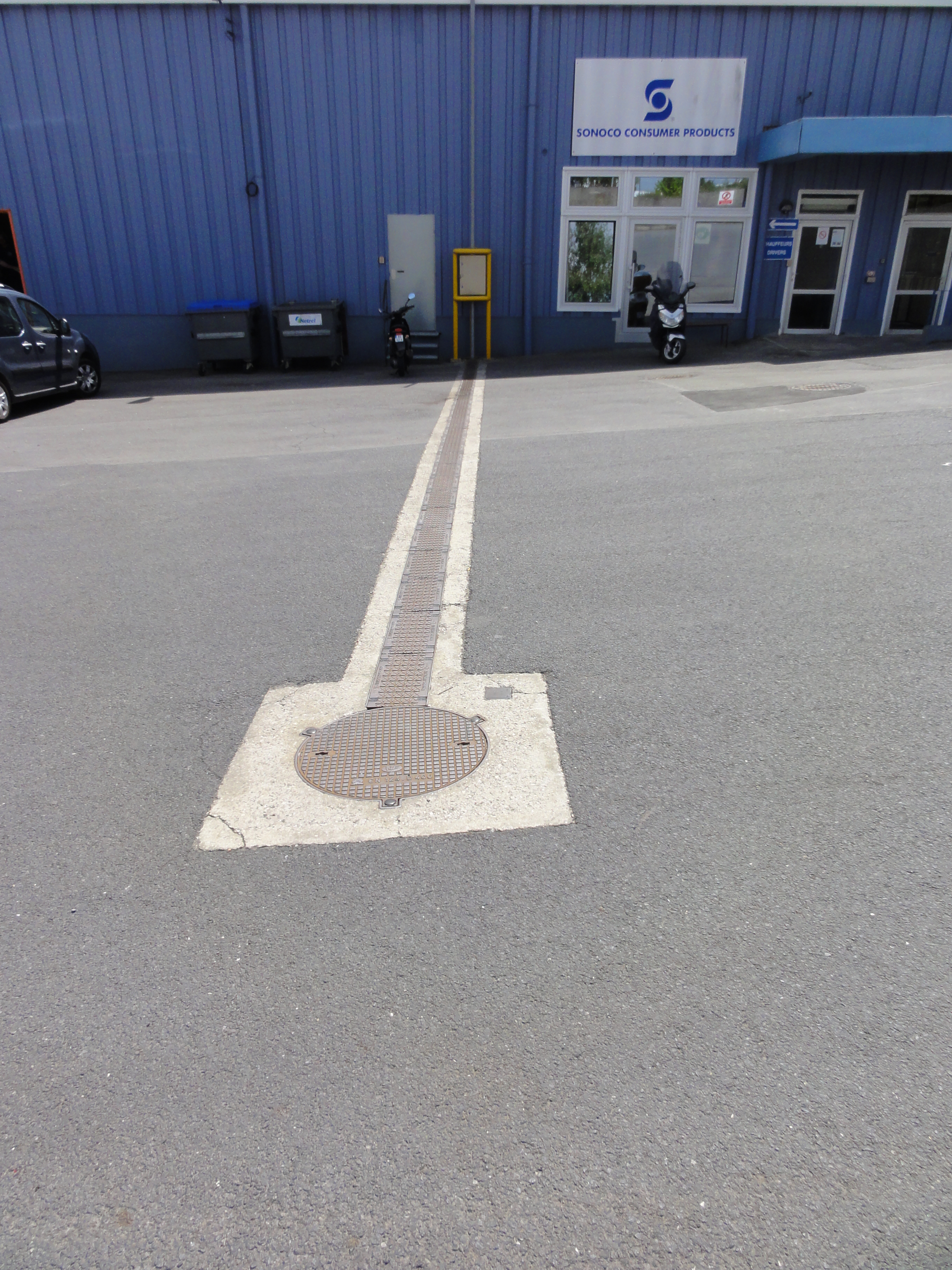
Le puits no 5.
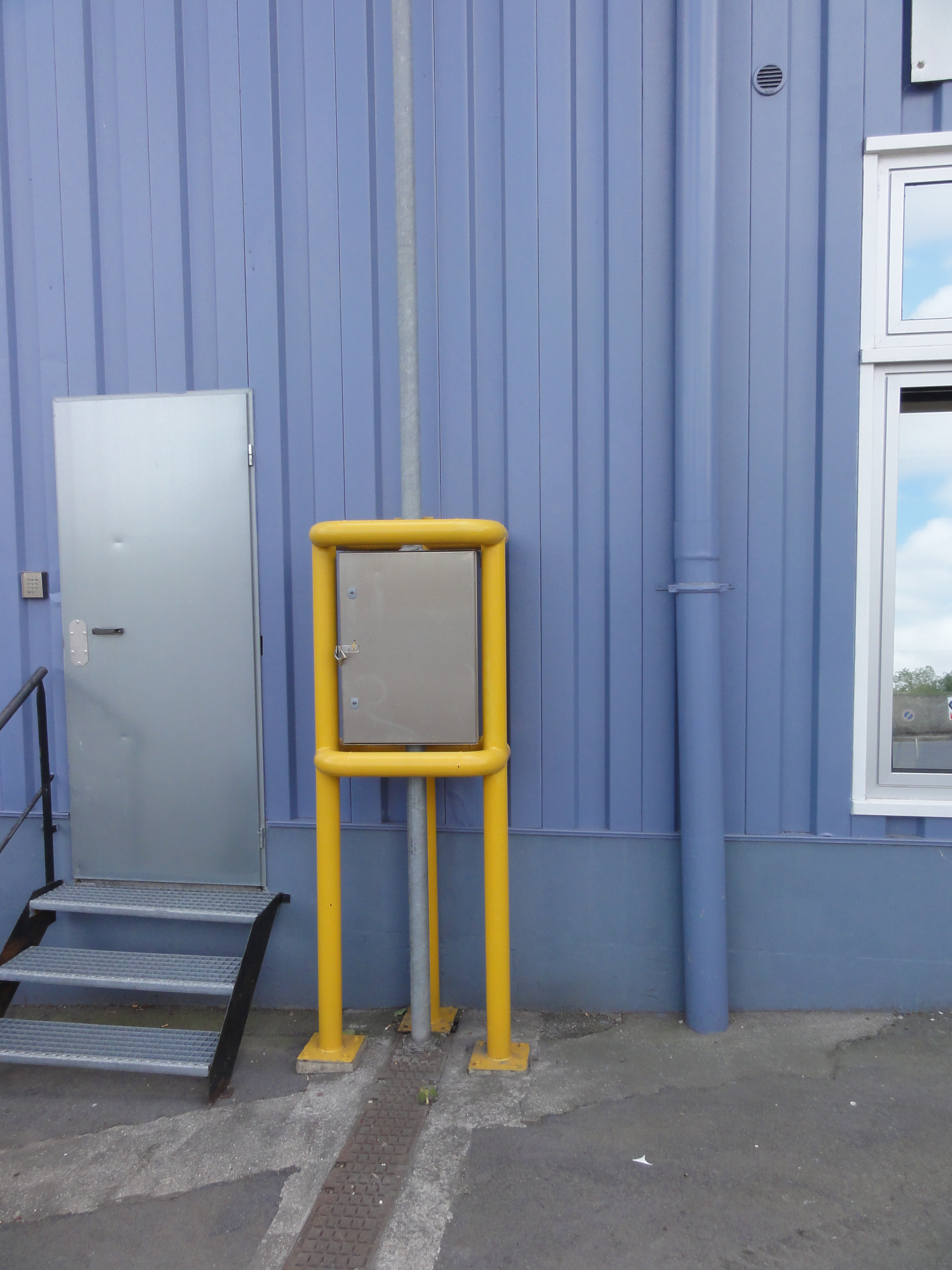
L'exutoire de grisou du puits no 5.
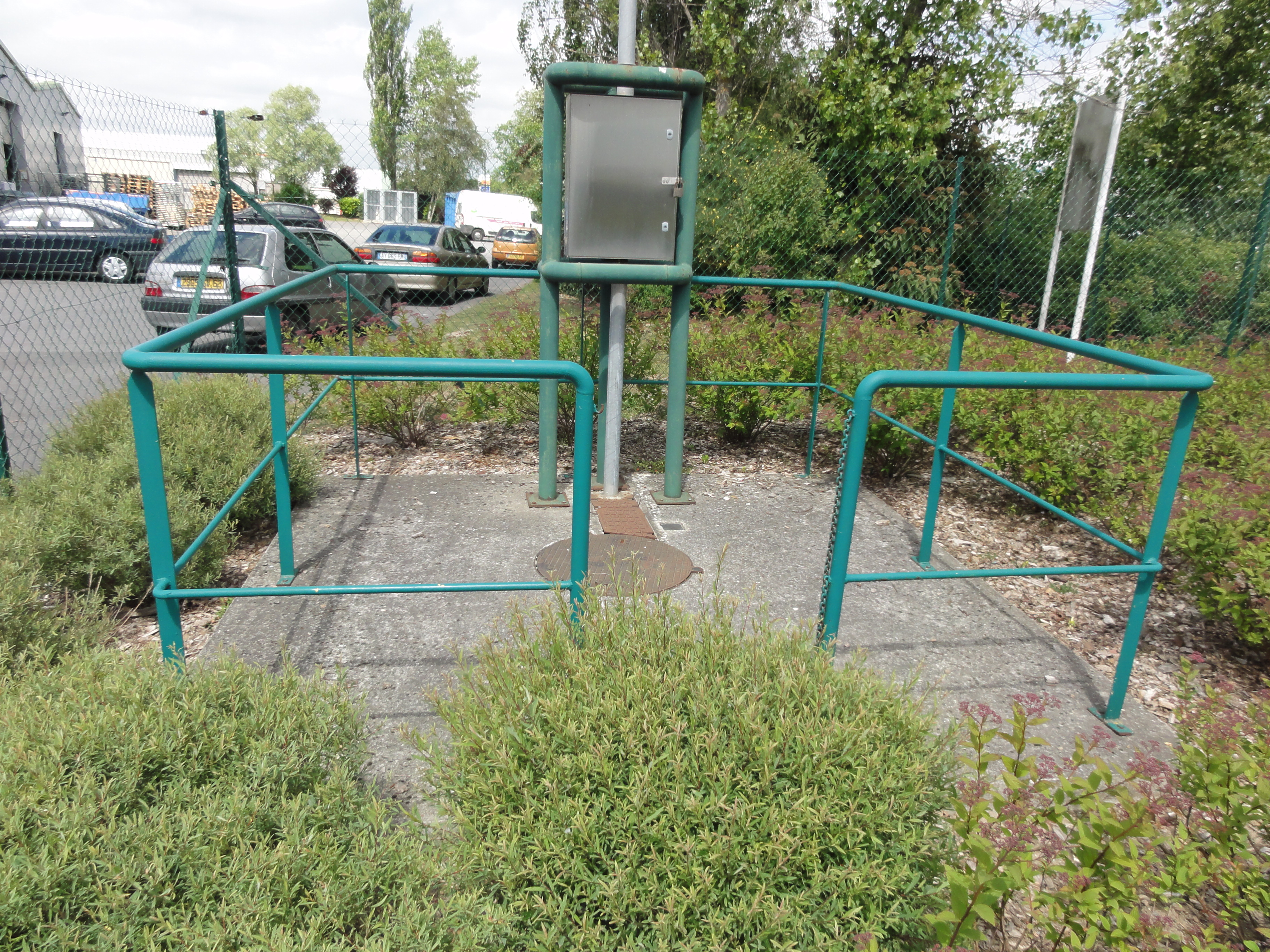
Le puits no 5 bis et son exutoire de grisou.

### Fosseno6 - 6 bis
Puits no 6
50° 24′ 09″ N, 2° 46′ 04″ E
1904 - 1984
Puits no 6 bis
50° 24′ 09″ N, 2° 46′ 02″ E
1904 - 1984

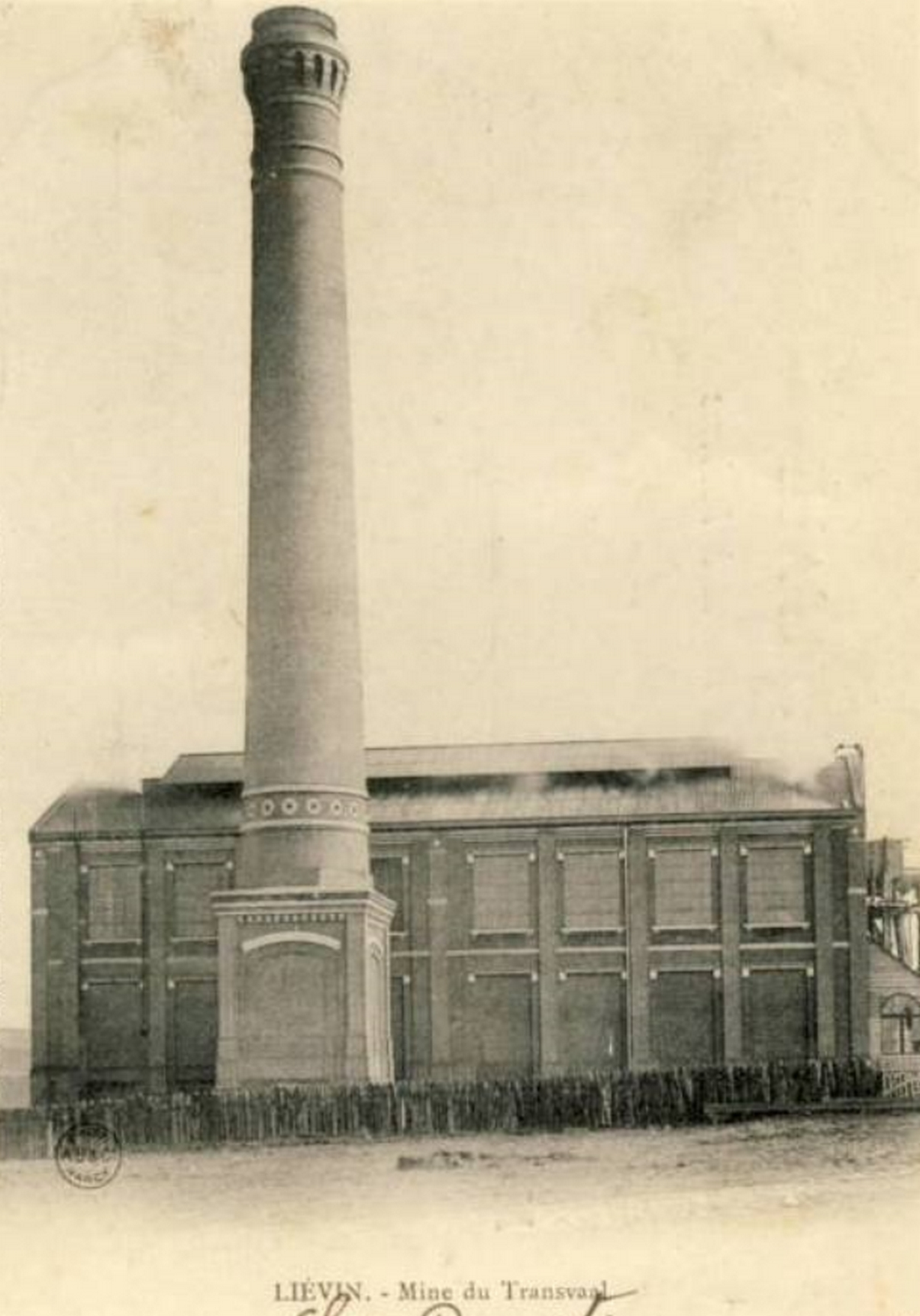
La chaufferie de la fosse.

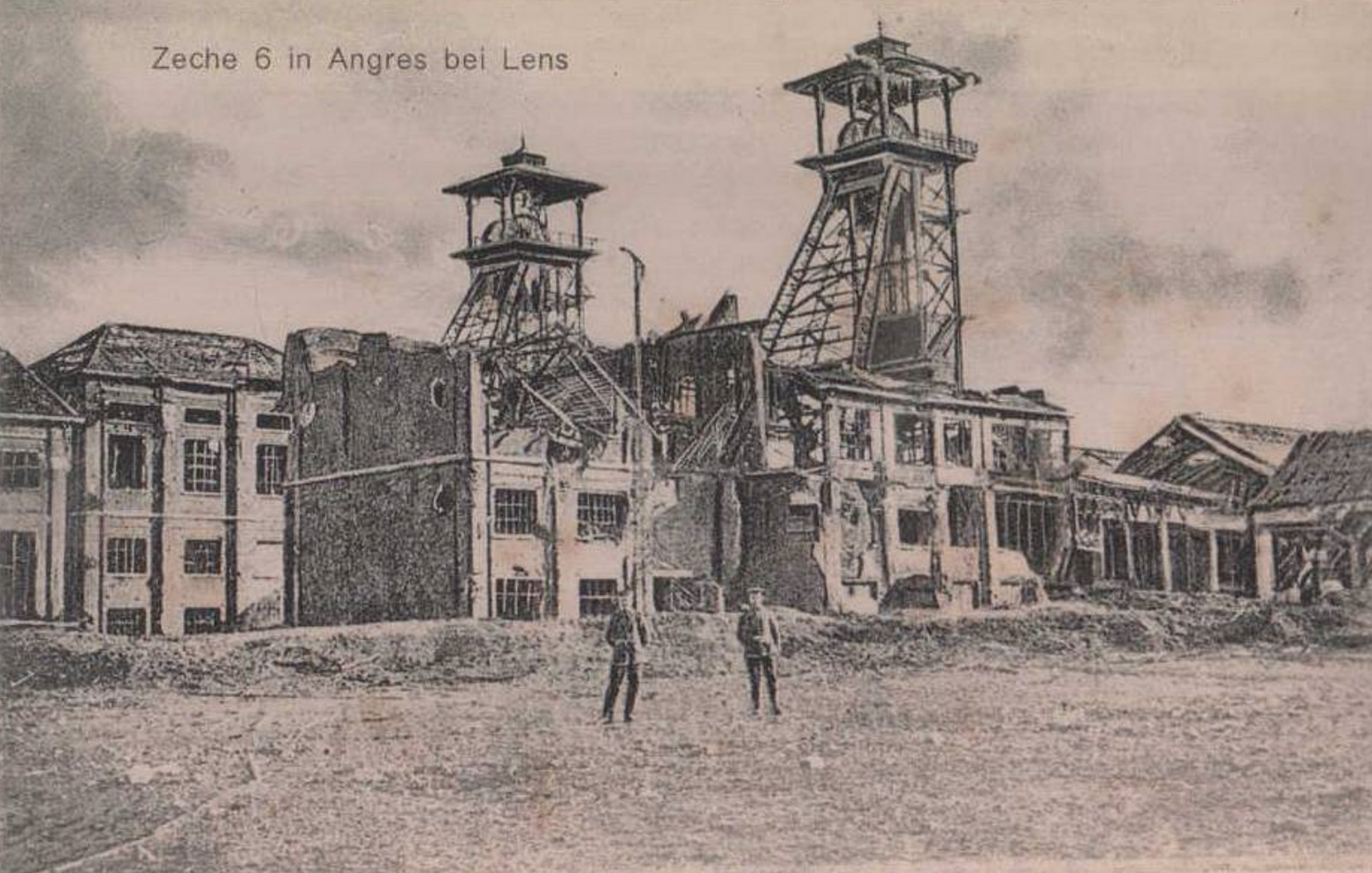
La fosse no 6 - 6 bis après la Guerre.

Le fonçage des puits nos 6 et 6 bis commence en 1904 à Angres et l'exploitation débute en 1907.
Après la nationalisation, la fosse no 6 - 6 bis devient, au même titre que la fosse no 7 - 7 bis, un siège de concentration. Les puits nos 6 et 6 bis, respectivement profonds de 833 et 860,75 mètres, sont remblayés en 1984, et les chevalements démolis en 1989. Les têtes des puits nos 6 et 6 bis sont matérialisées, ce qui permet leur surveillance par le BRGM.

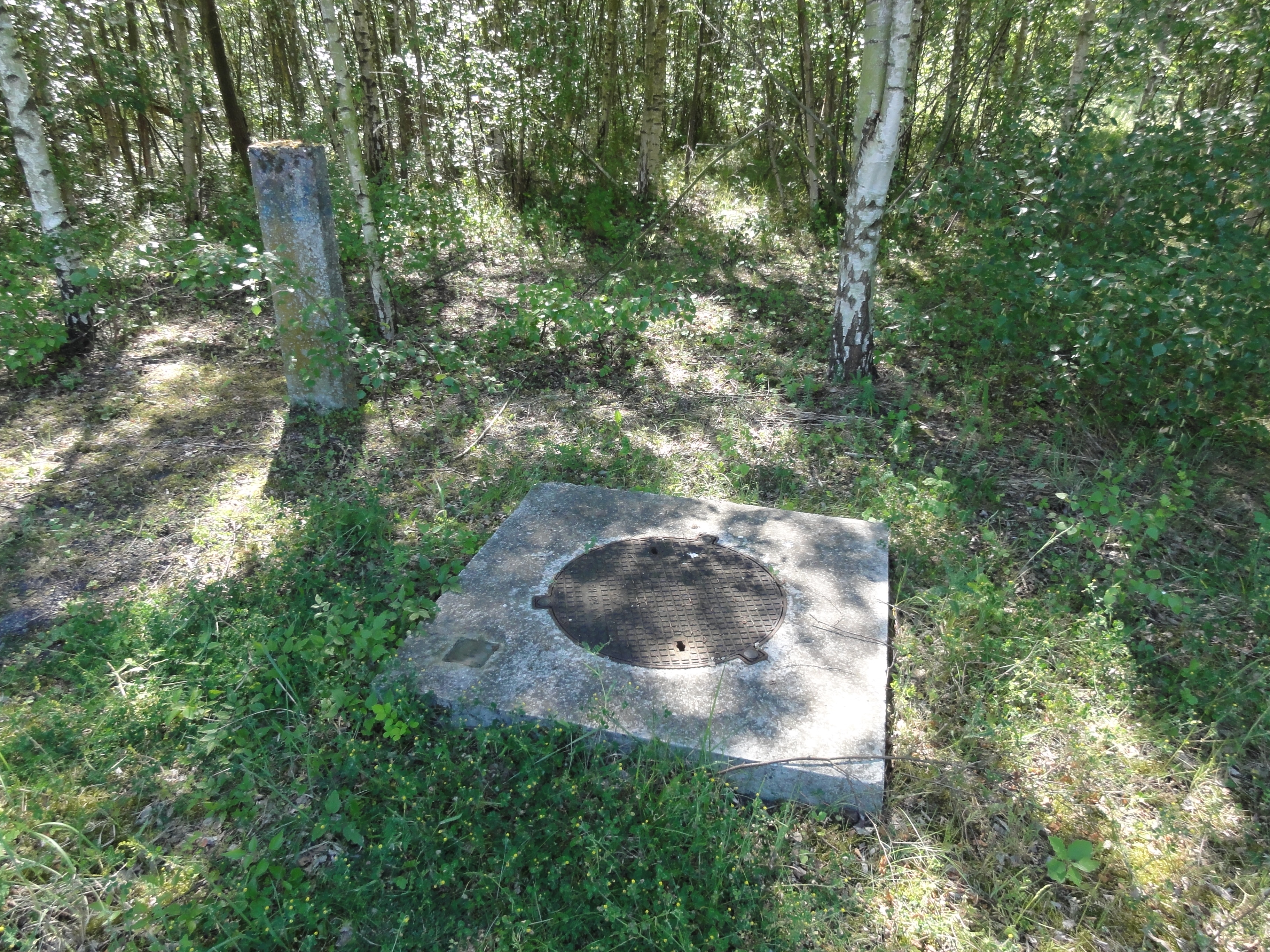
Le puits no 6.
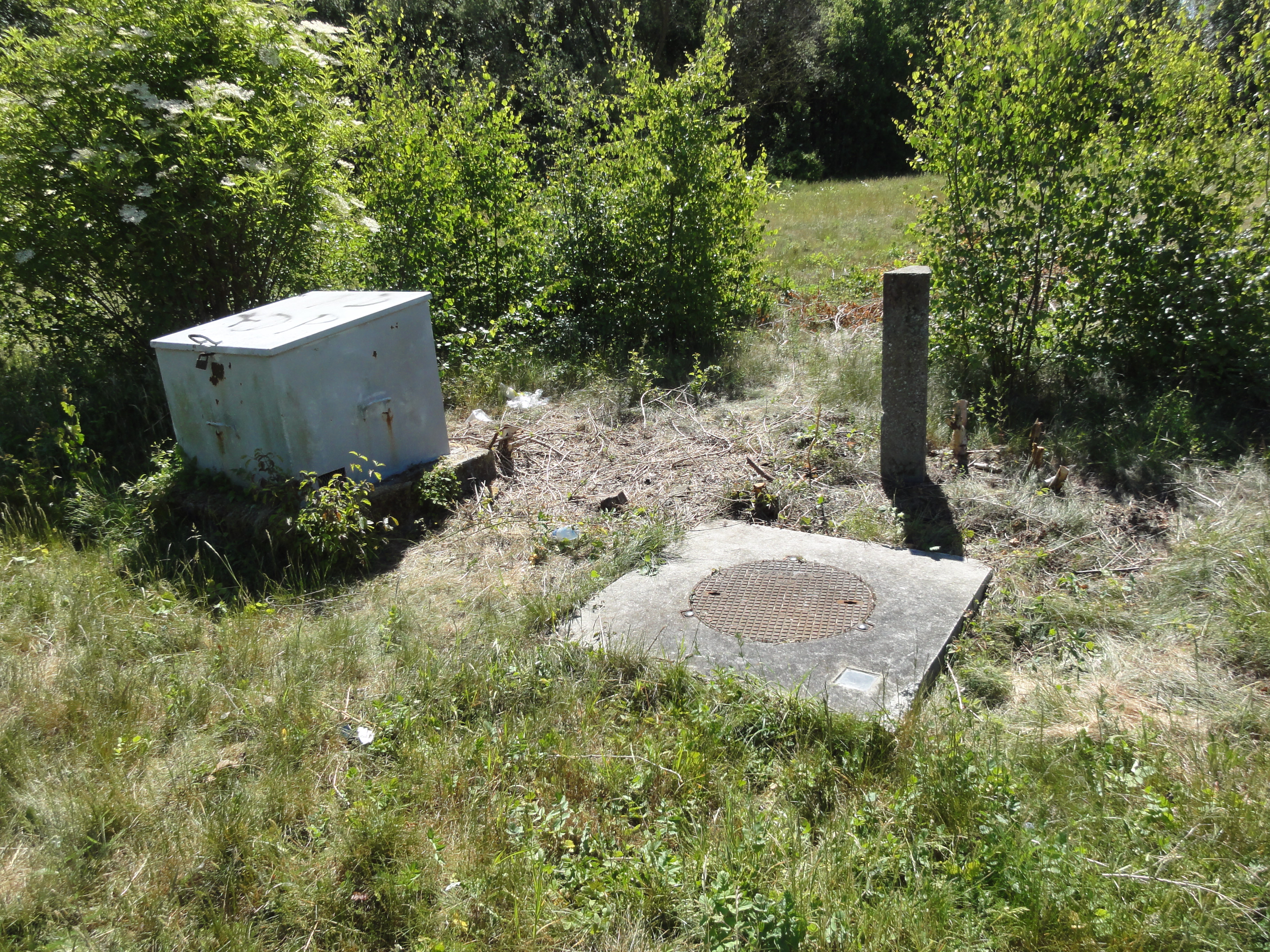
Le puits no 6, et son exutoire de grisou, apparemment dégradé.
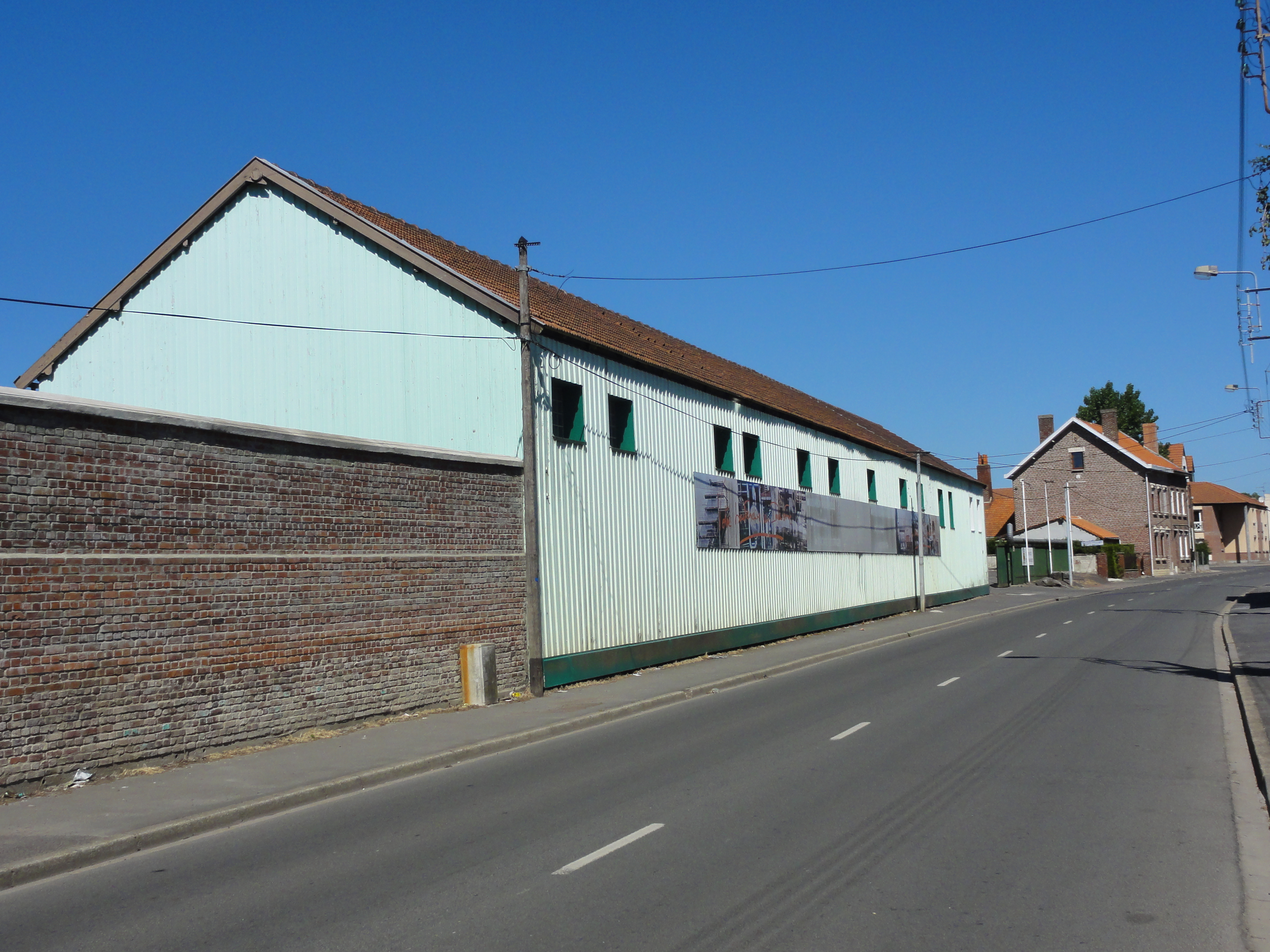
Bâtiment subsistant.
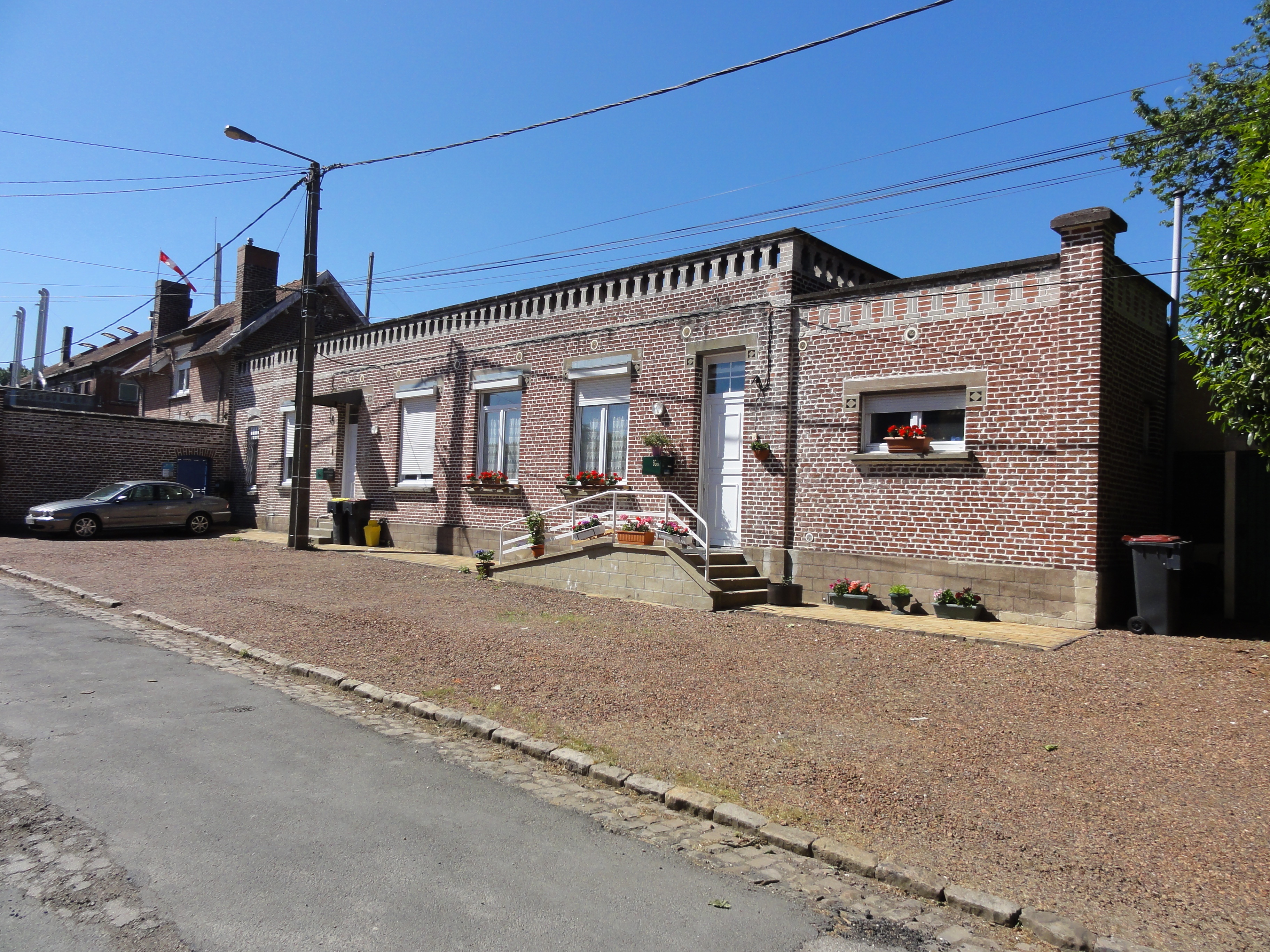
Bâtiment subsistant.
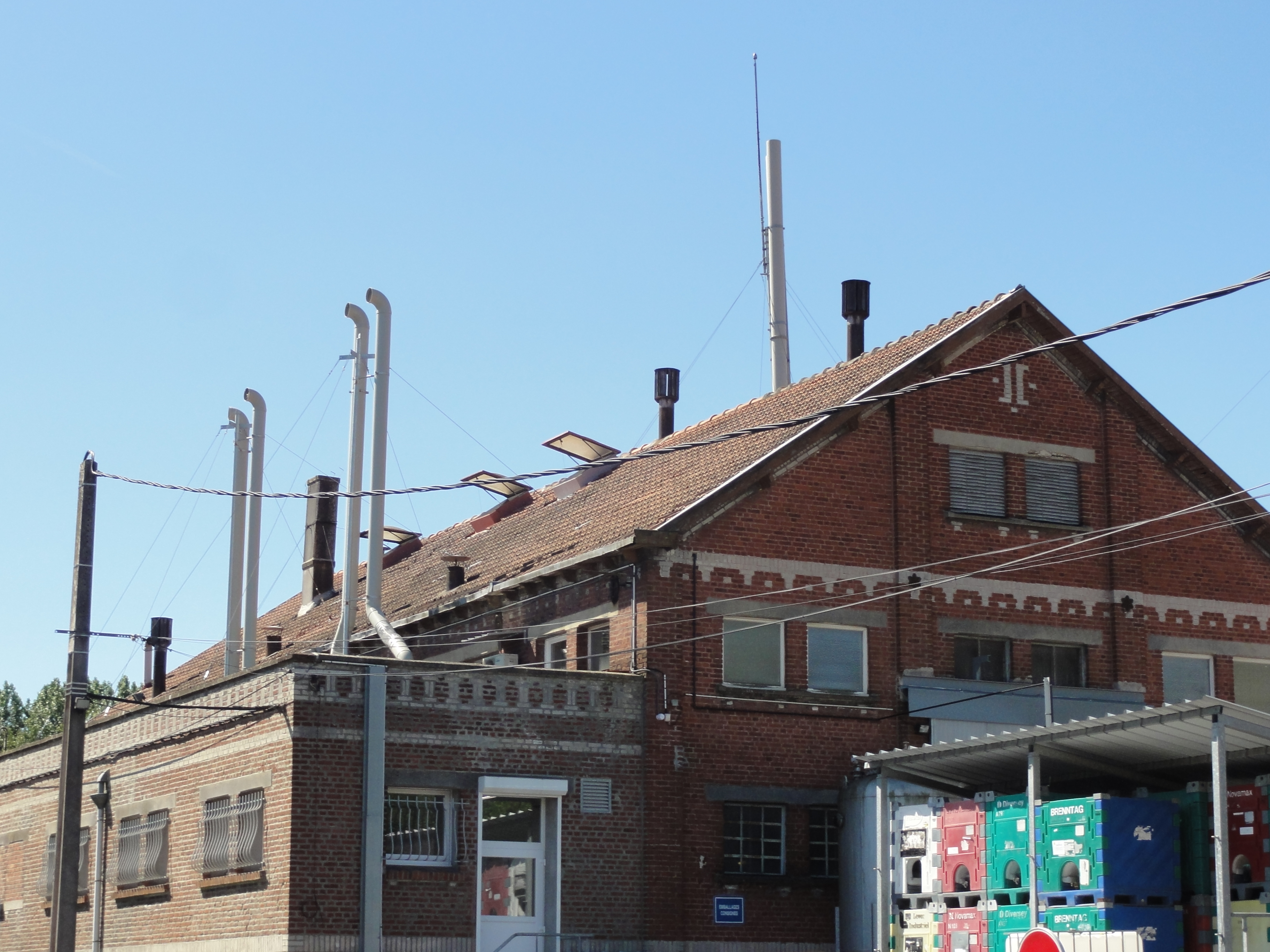
Les bains-douches.
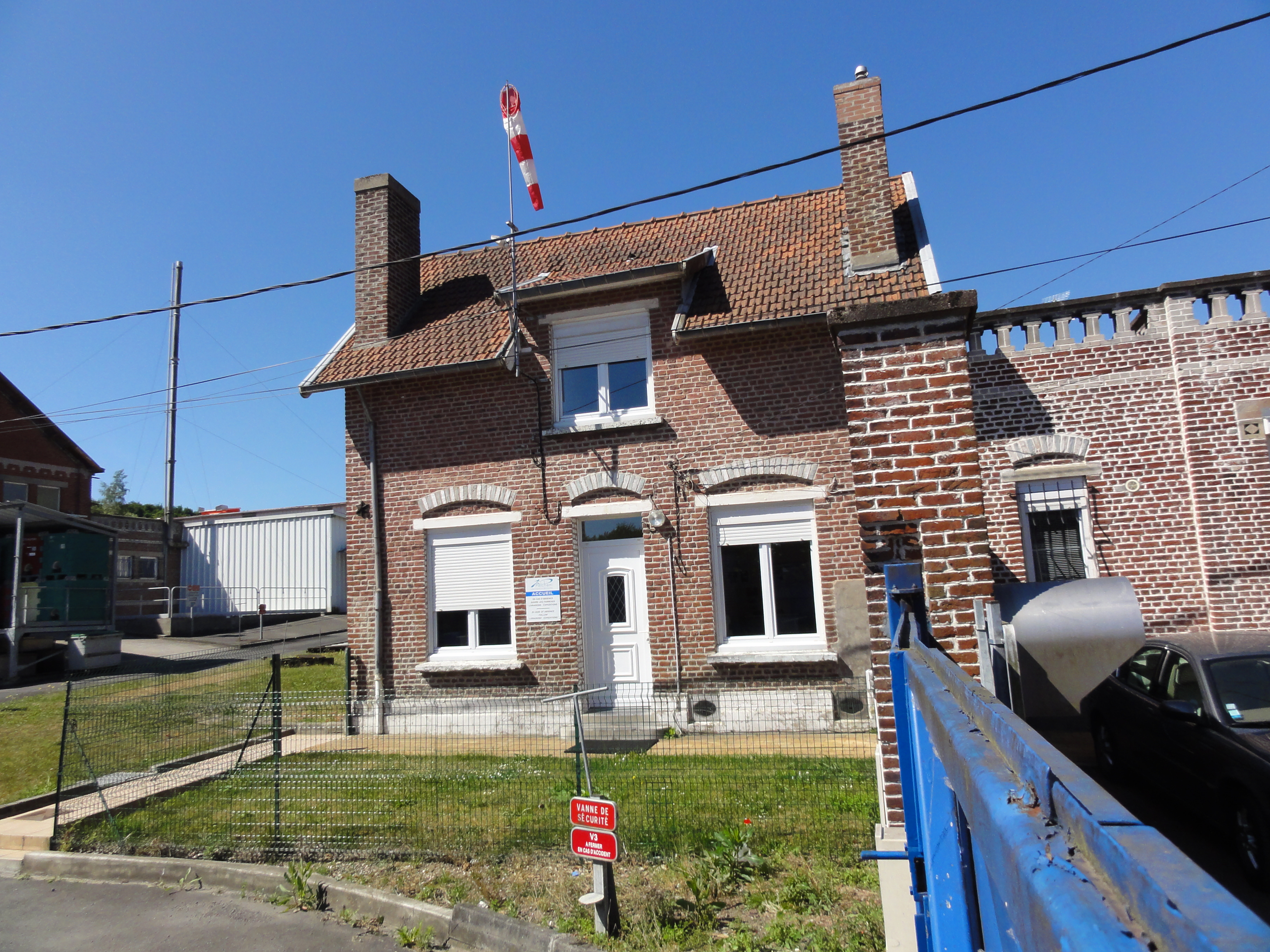
Le logement du gardien.
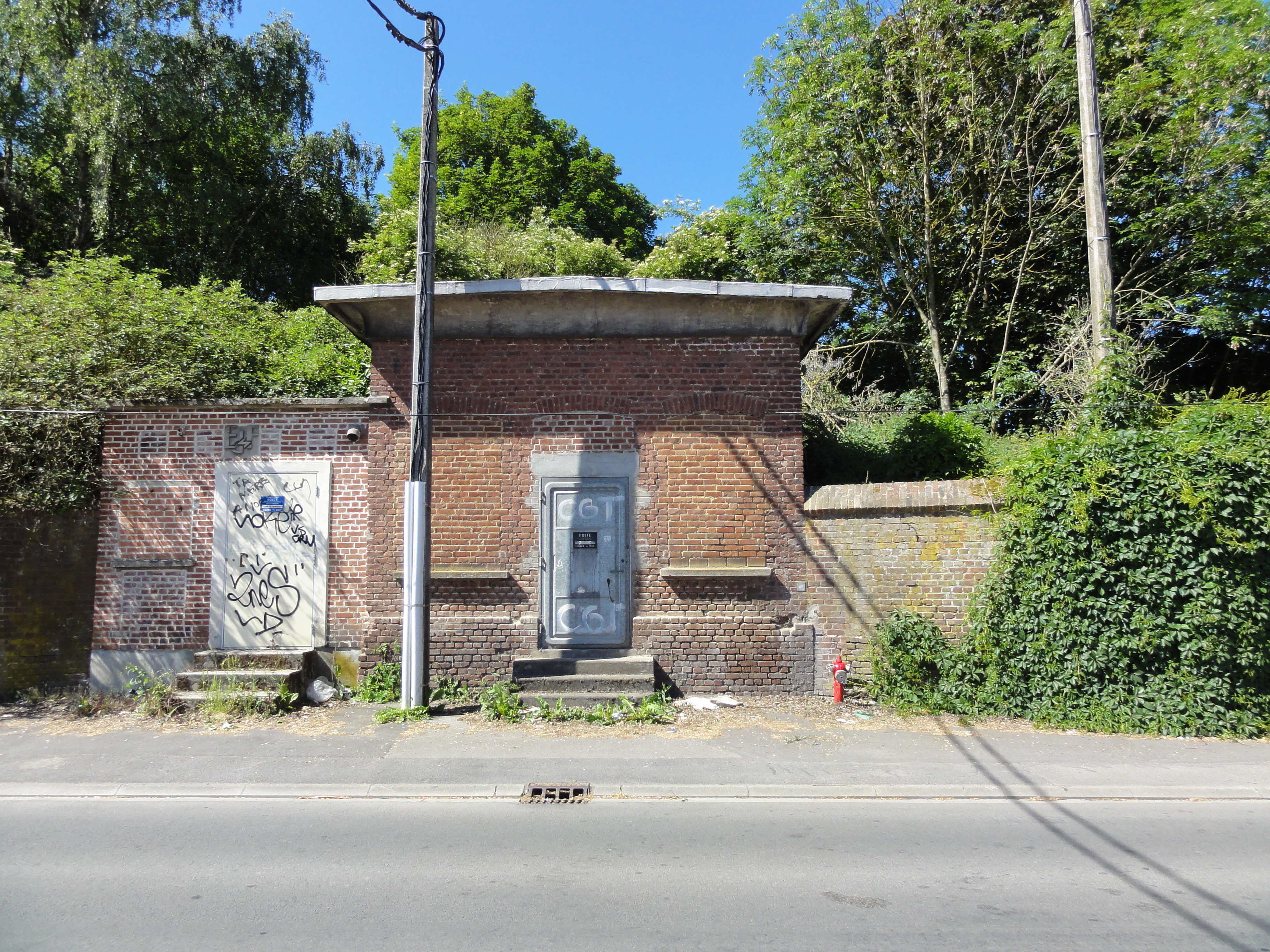
Le transformateur.
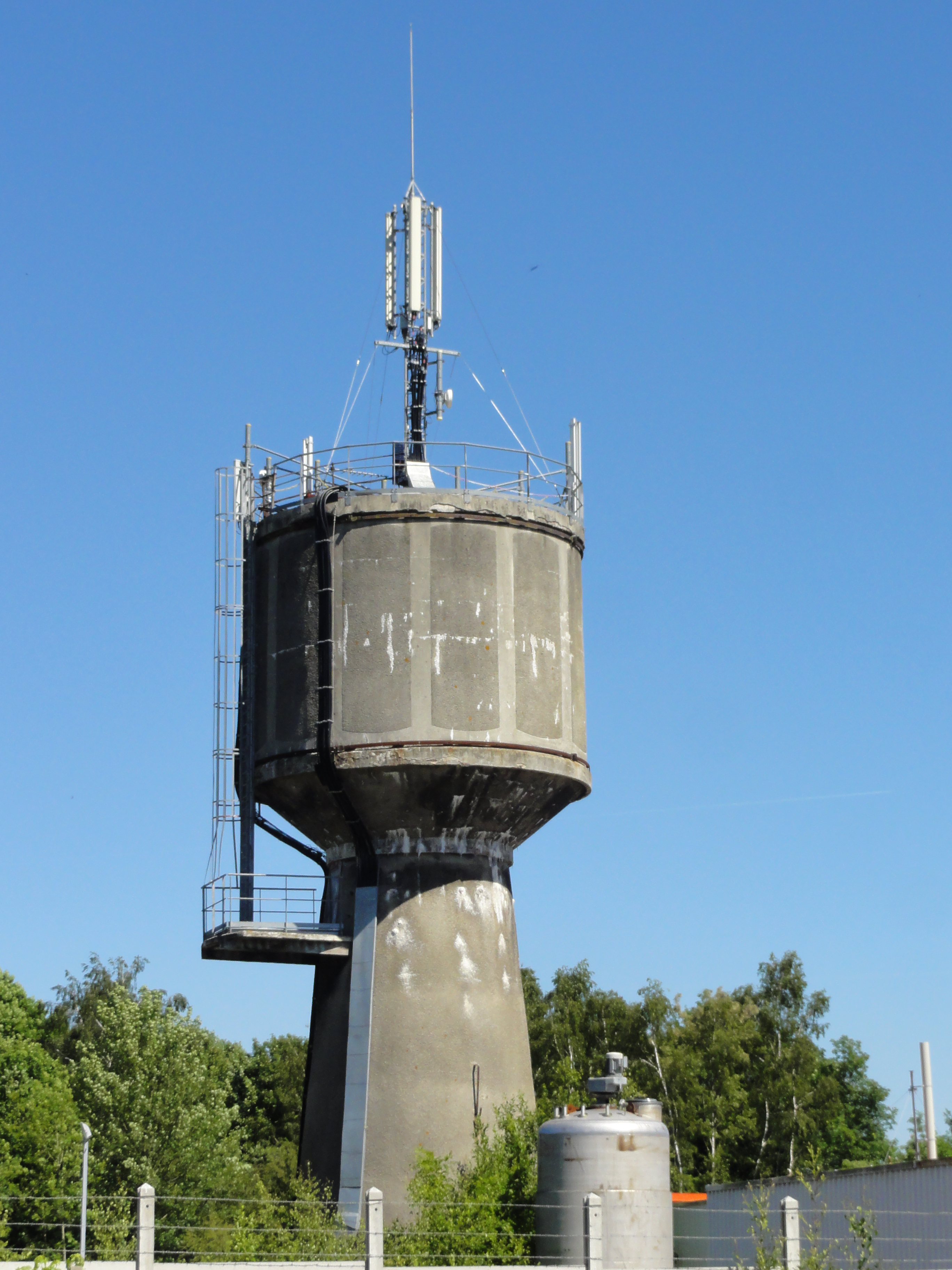
Le château d'eau.

### Fosseno7 - 7 bis
Puits no 7
50° 24′ 08″ N, 2° 48′ 54″ E
1920 - 1986
Puits no 7 bis
50° 24′ 06″ N, 2° 48′ 53″ E
1920 - 1986

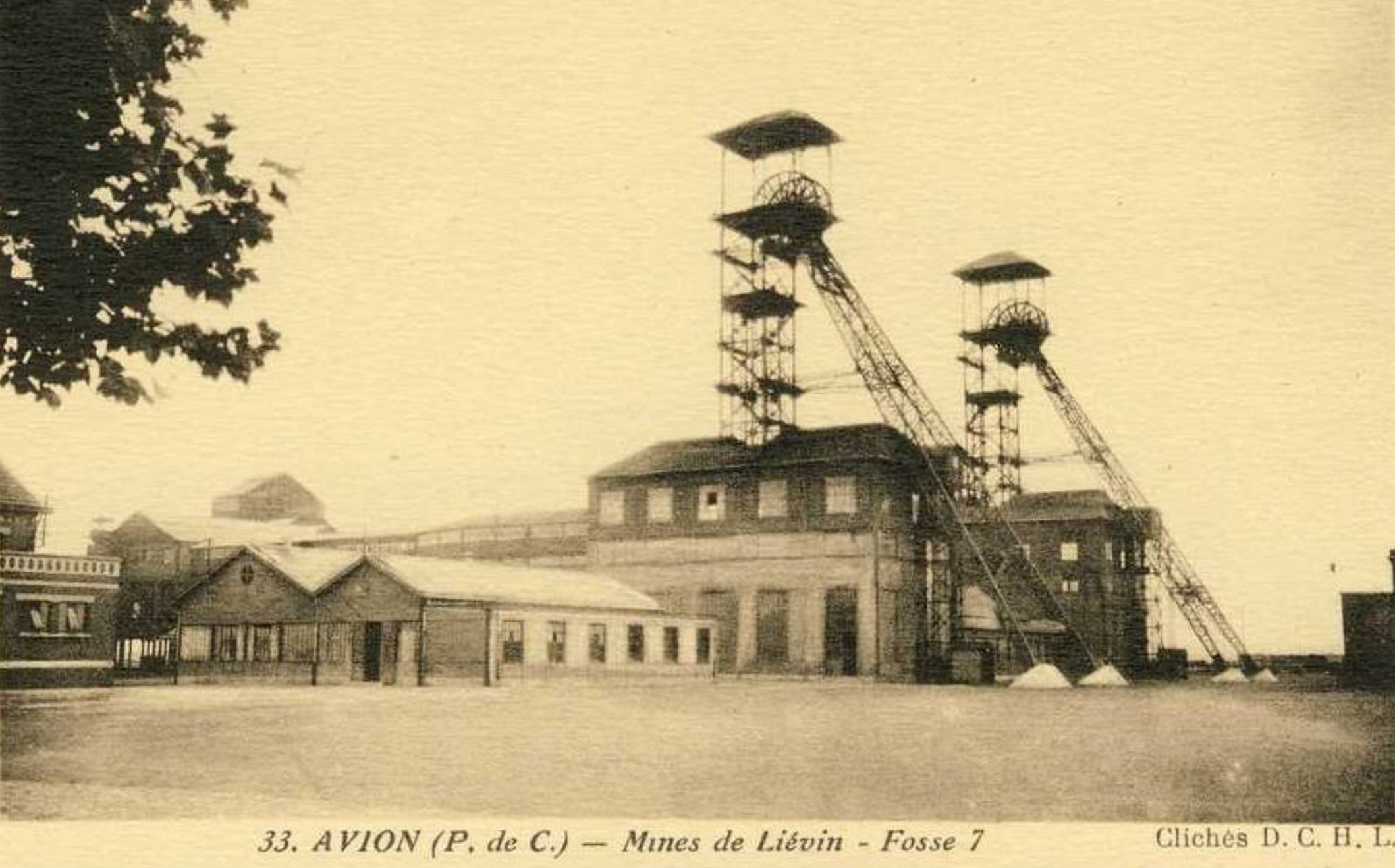
La fosse no 7 - 7 bis dans les années 1920.

Les travaux de fonçage des deux puits sont commencés pendant la reconstruction à Avion, en 1920. La fosse commence à produire en 1923.
La fosse devient à la nationalisation, au même titre que la fosse no 6 - 6 bis, un siège de concentration. Les puits nos 7 et 7 bis, respectivement profonds de 1 105 et 928 mètres, sont remblayés en 1986, et les chevalements démolis l'année suivante. Les têtes des puits nos 7 et 7 bis sont matérialisées, ce qui permet leur surveillance par le BRGM.

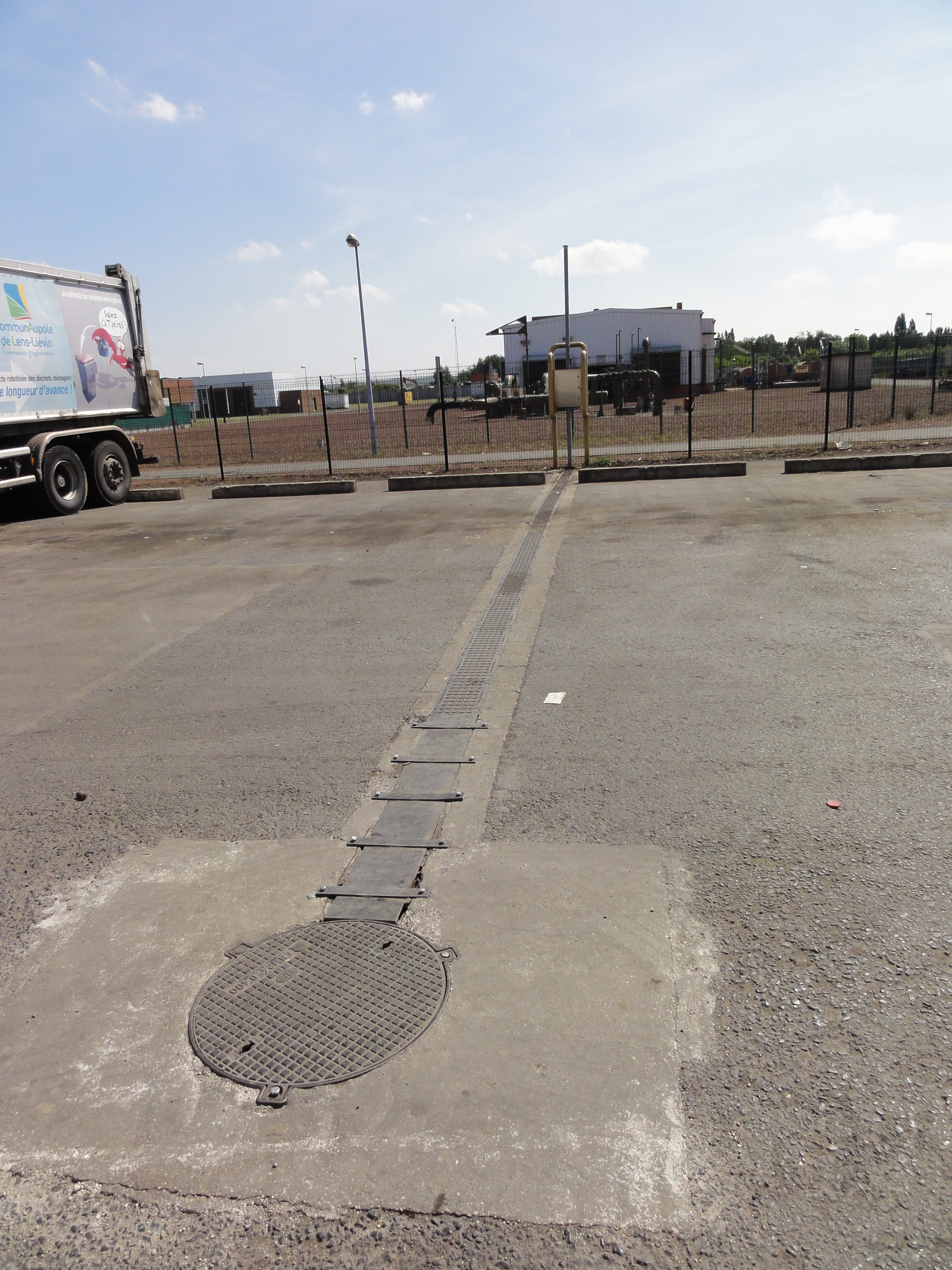
Le puits no 7.
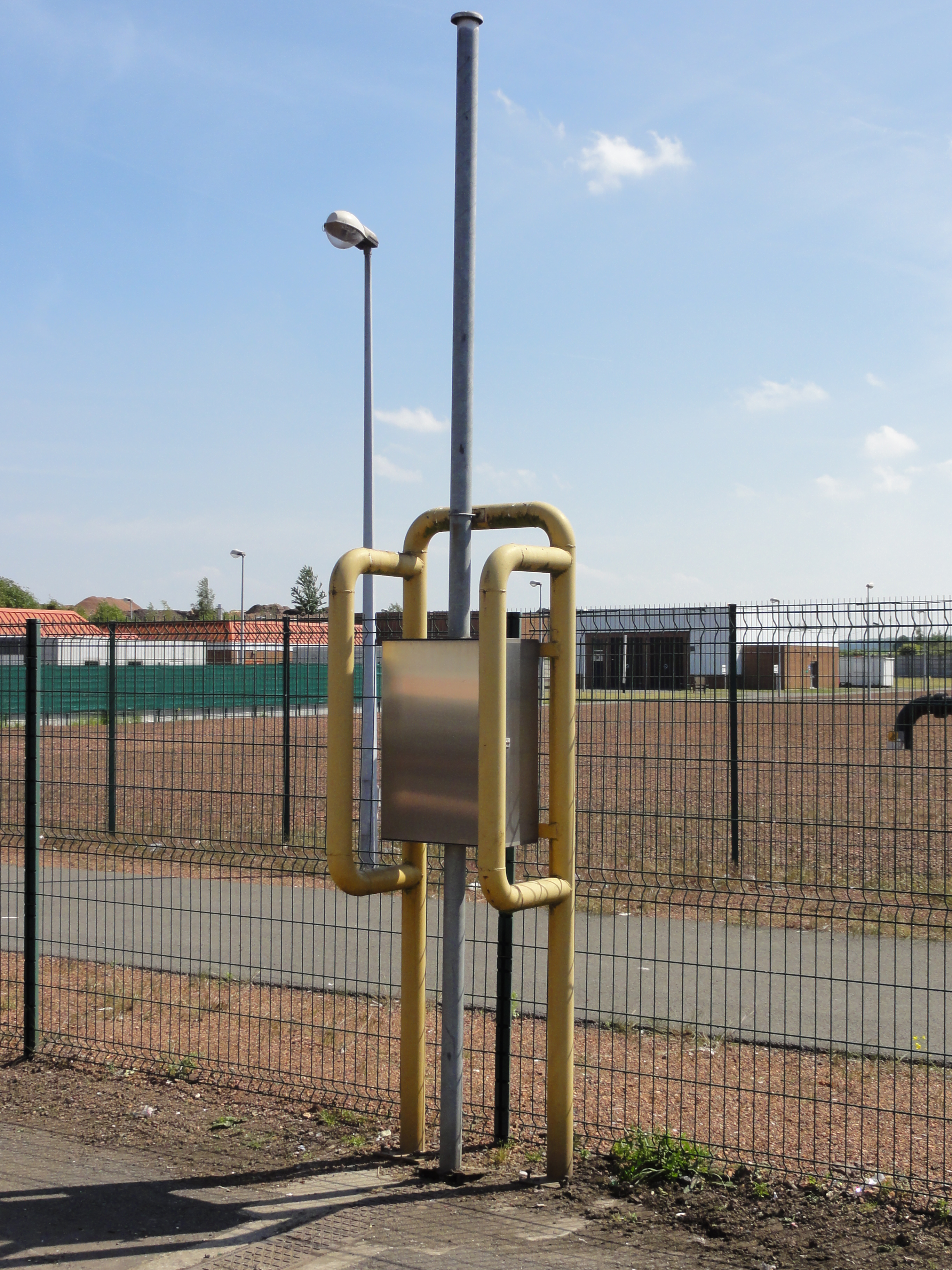
L'exutoire de grisou du puits no 7.
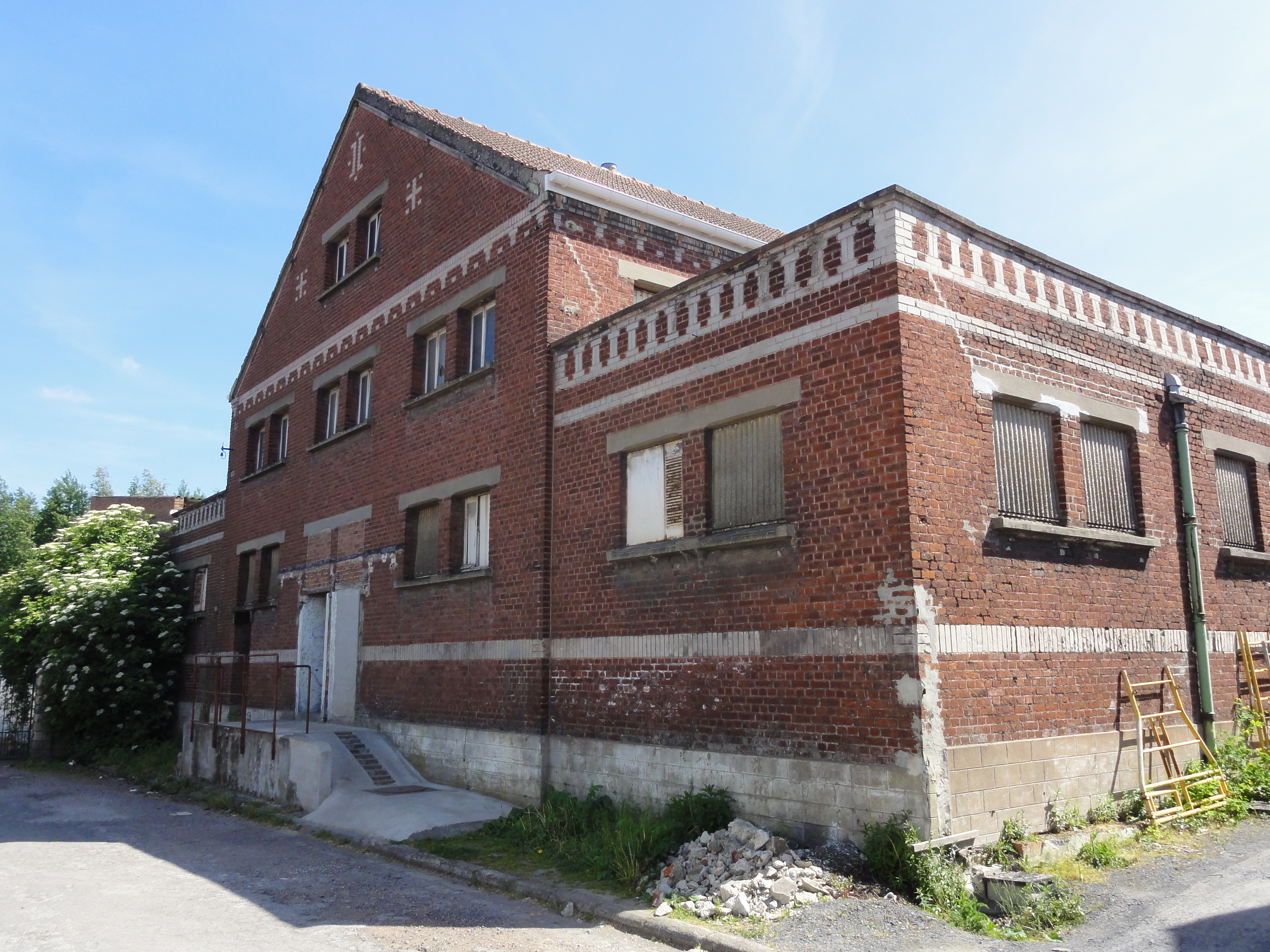
Les bains-douches.
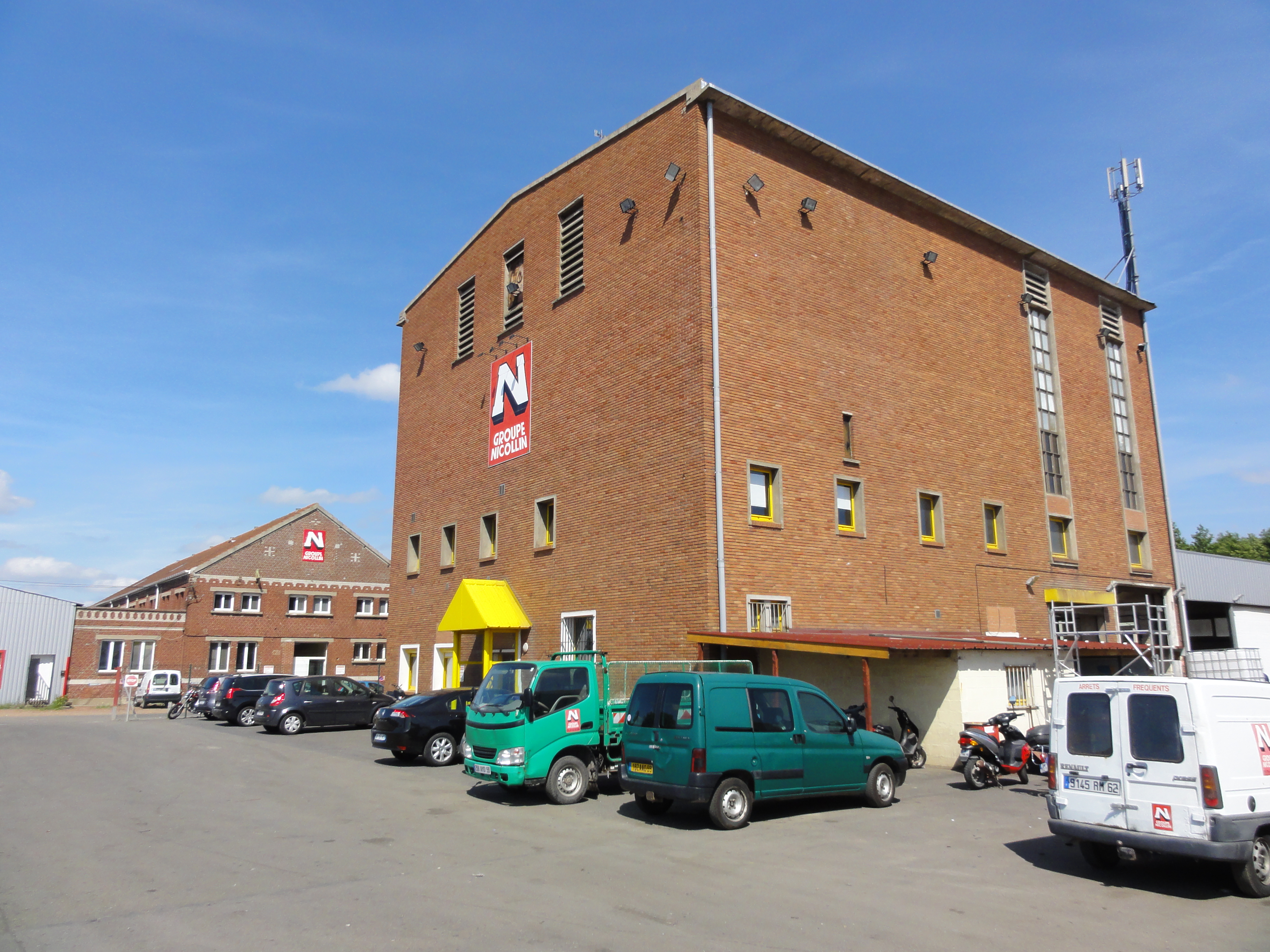
La salle des machines du puits no 7.
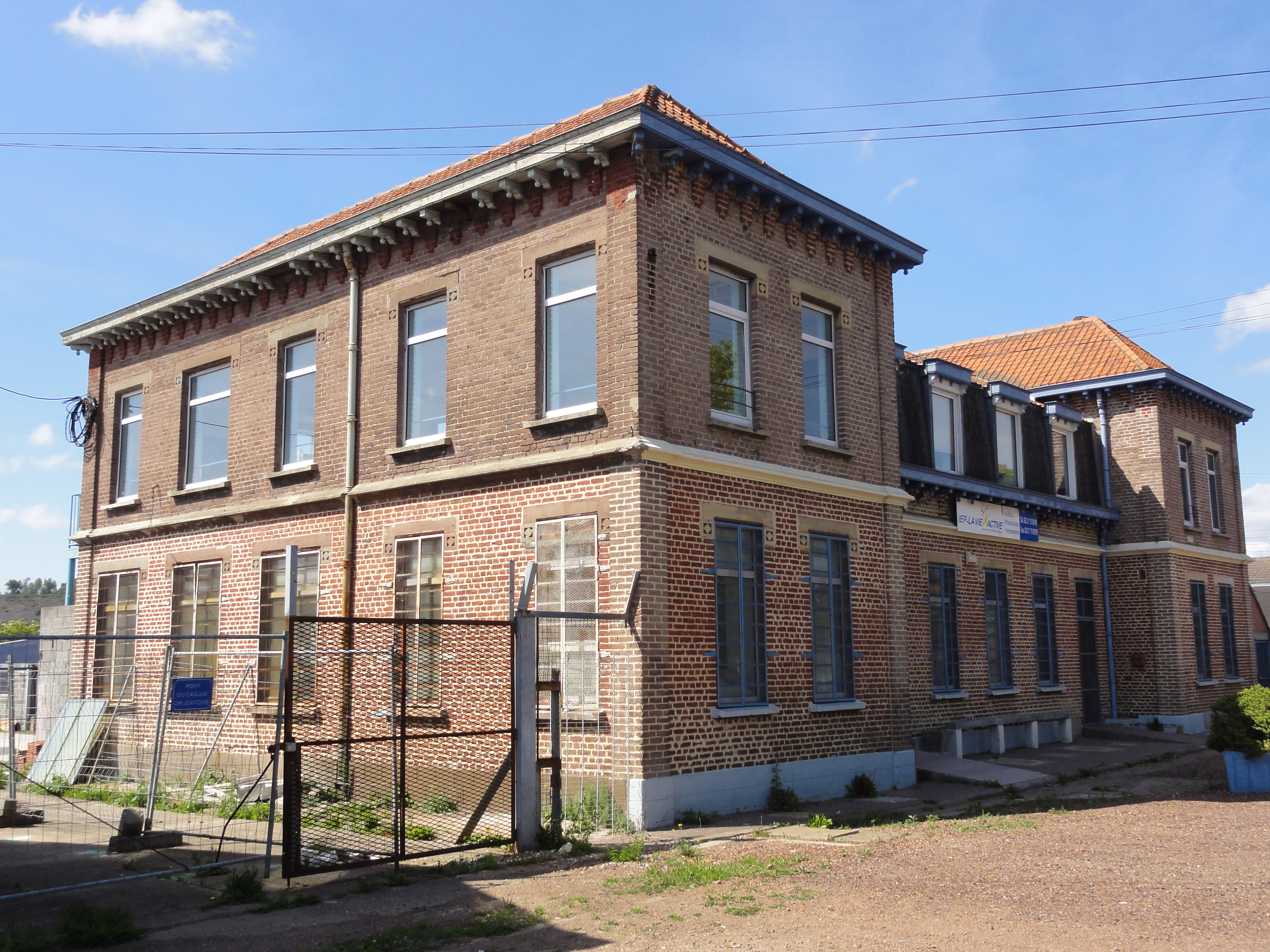
Les bureaux des gardes.
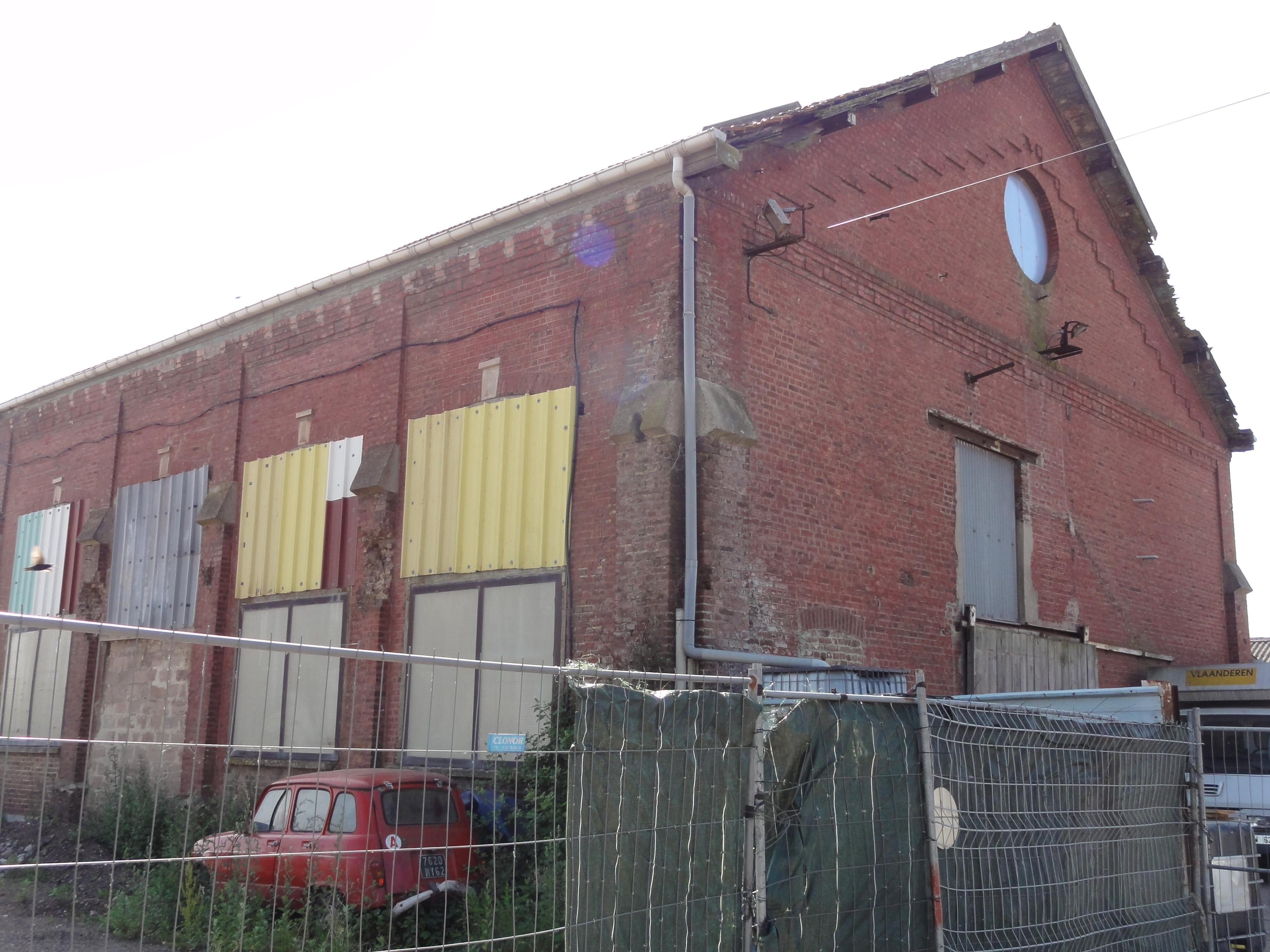
Les ateliers.
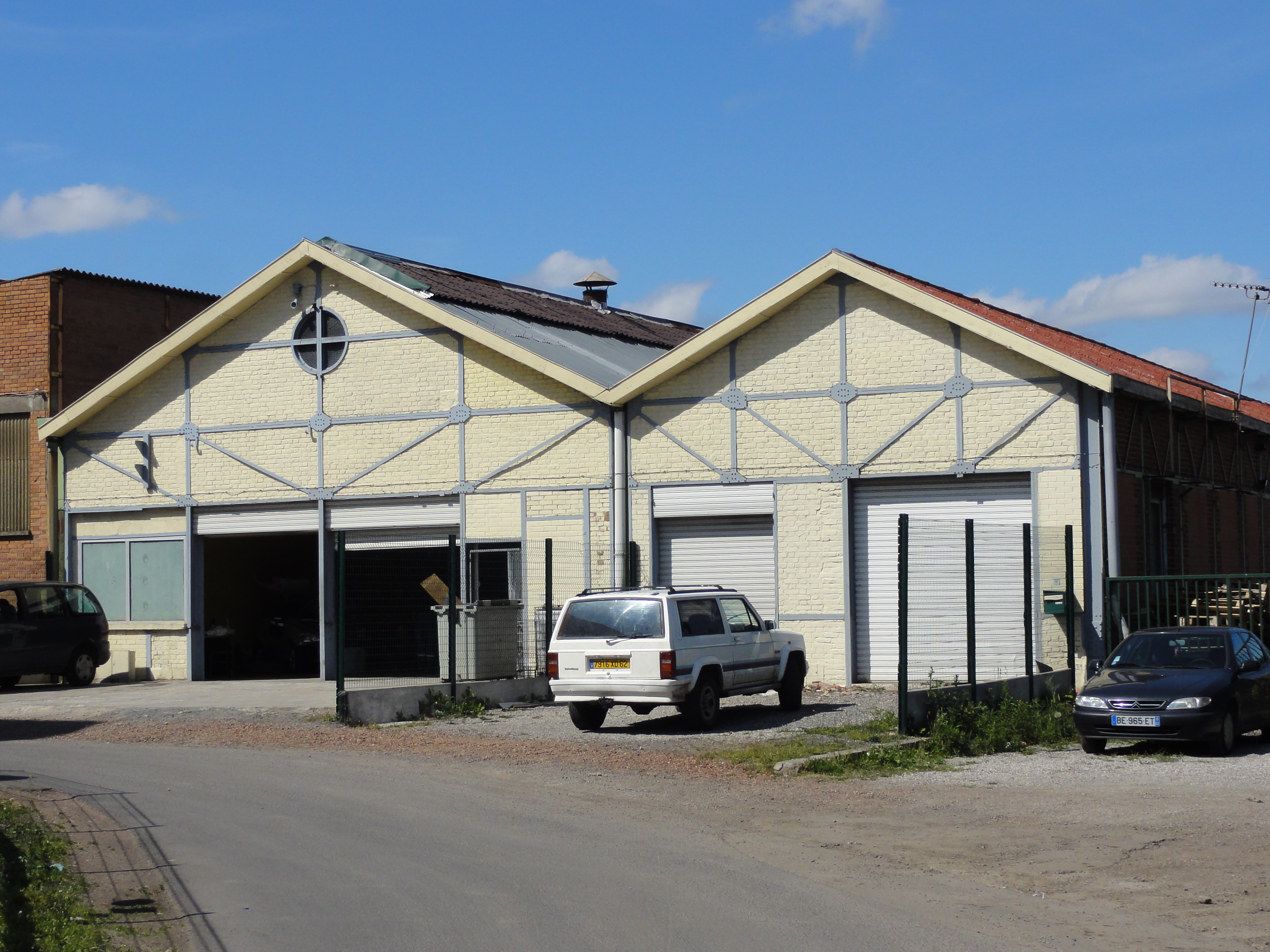
Le service construction et les garages.

### Fosseno8
50° 23′ 34″ N, 2° 50′ 51″ E
1948 - 1982
La fosse no 8 est un puits d'aérage creusé à partir de 1948, après la nationalisation, par le Groupe de Liévin à Avion, avec une profondeur de 910 mètres. Le but est d'assurer l'aérage des fosses nos 4 - 4 bis et 7 - 7 bis. Le puits est remblayé en 1982 et le chevalement est démoli la même année. La tête du puits no 8 est matérialisée, ce qui permet sa surveillance par le BRGM. Le terril no 216 est situé sur le carreau.

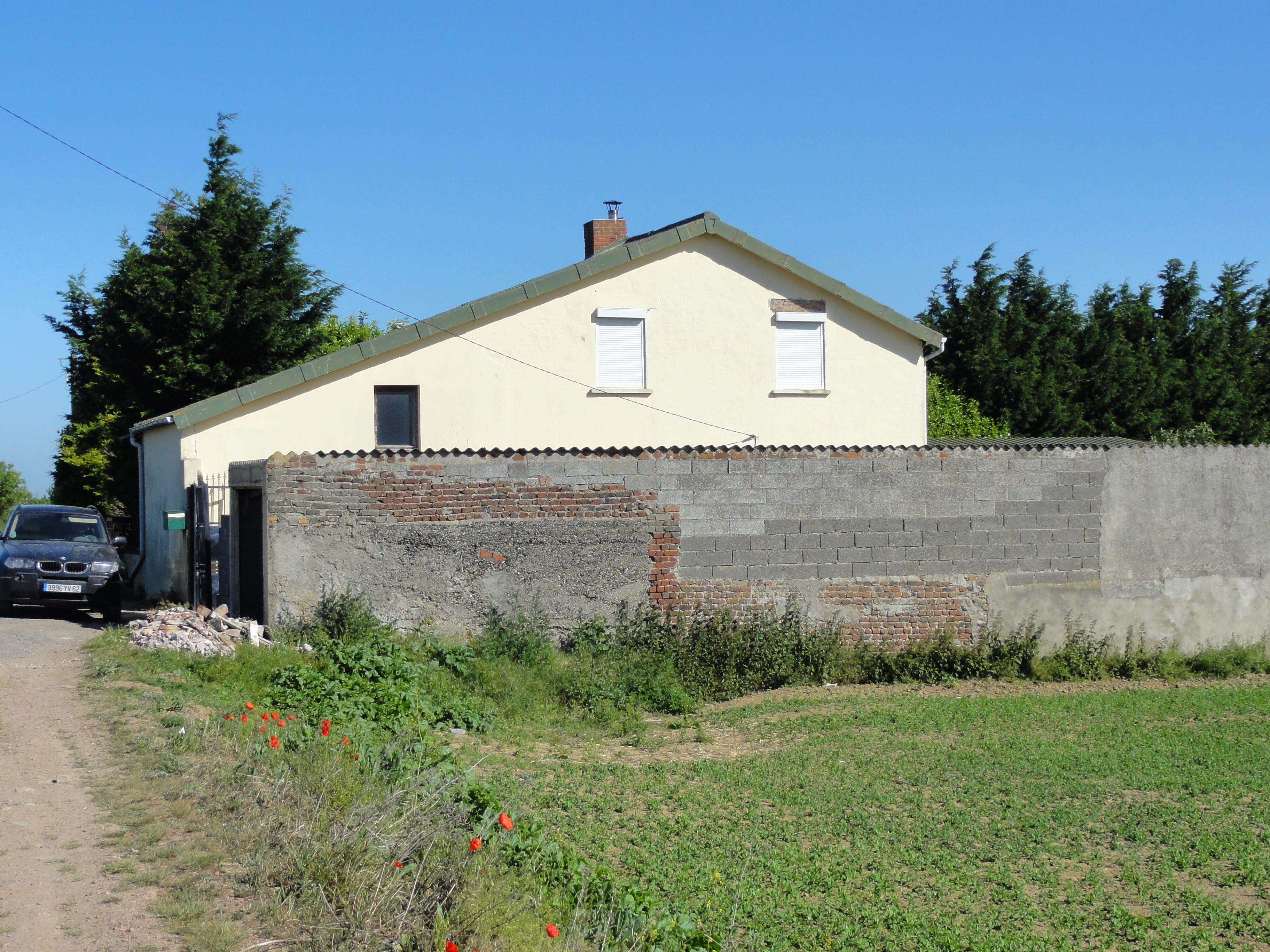
Le logement de Foramines.
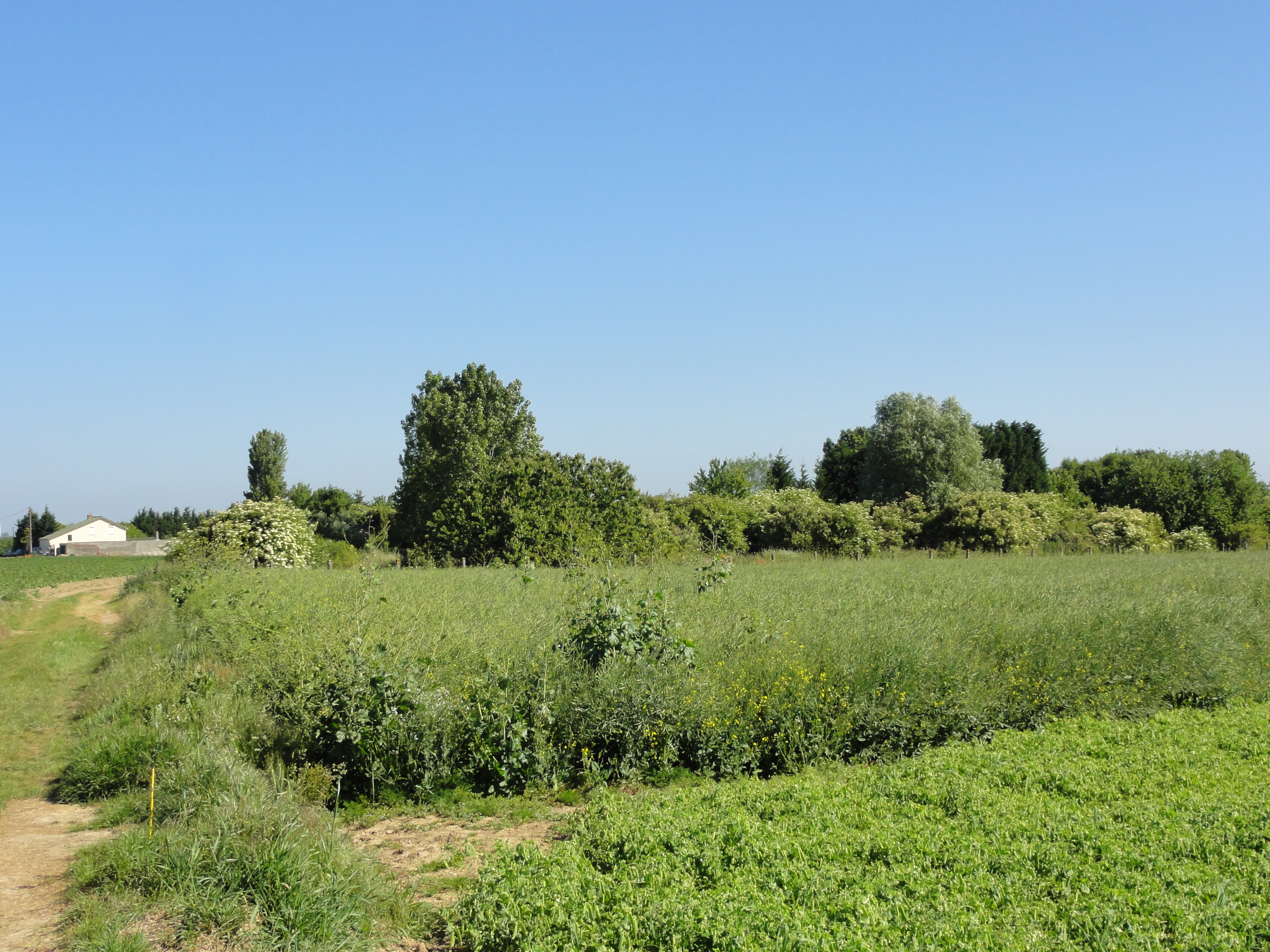
Vue du carreau.
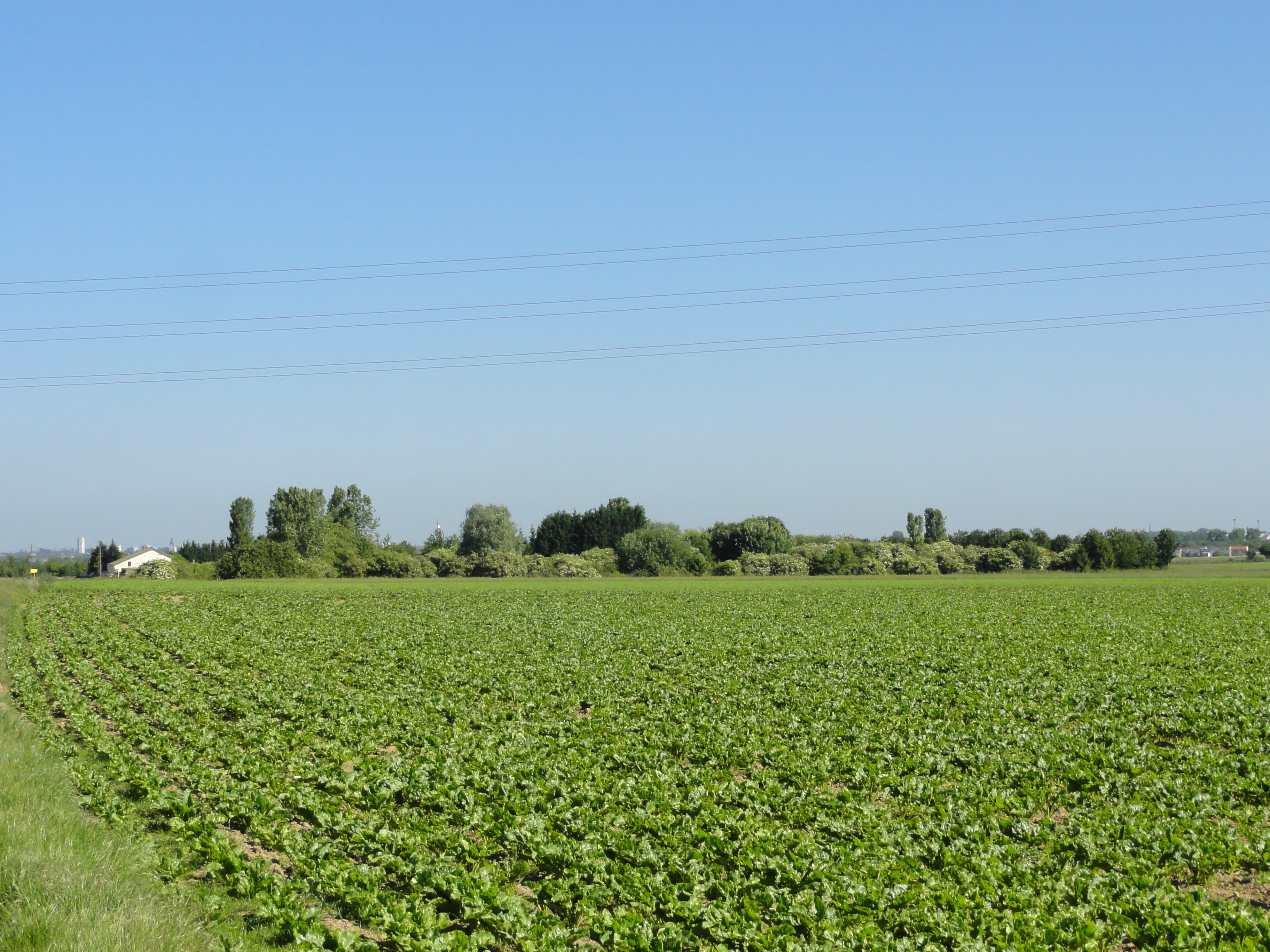
Vue du carreau.
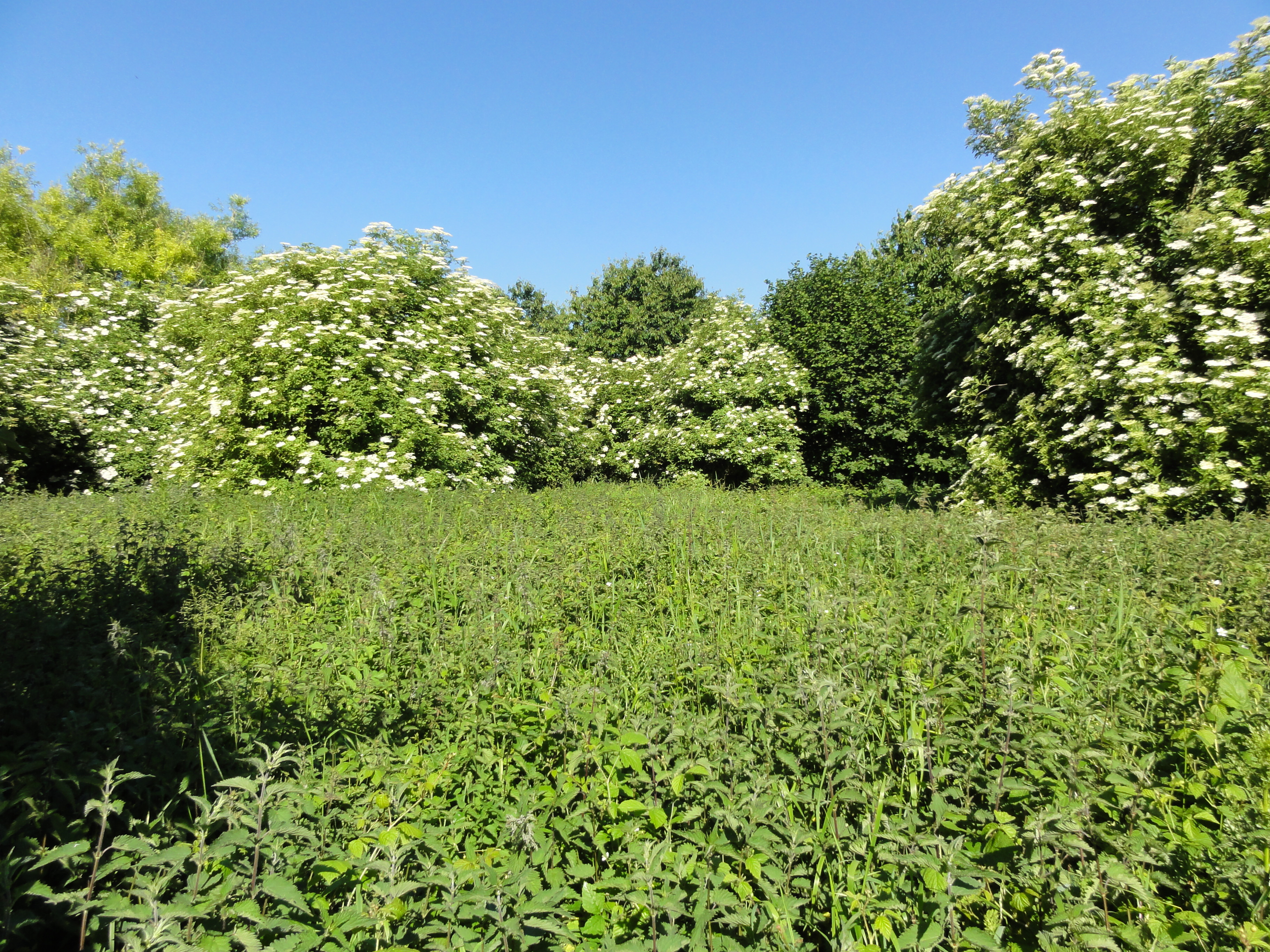
Emplacement approximatif du puits, caché par les orties.